# Belgien
Belgien (amtlich Königreich Belgien, niederländisch Koninkrijk Belgiëⓘ, französisch Royaume de Belgiqueⓘ) ist ein föderaler Staat in Westeuropa. Es liegt zwischen der Nordsee und den Ardennen und grenzt an die Niederlande, Deutschland, Luxemburg und Frankreich. Belgien zählte am 1. Januar 2024 rund 11,8 Millionen Einwohner auf einer Fläche von 30.688 Quadratkilometern. Mit 383 Einwohnern pro Quadratkilometer zählt Belgien zu den am dichtesten besiedelten Staaten. Der Grad der Urbanisierung Belgiens ist mit fast 98 Prozent der höchste in Europa. Brüssel ist die Hauptstadt und Sitz der belgischen Königsfamilie, der Föderalregierung sowie Zentrum der Region Brüssel-Hauptstadt. Die bevölkerungsreichste Stadt ist Antwerpen, gefolgt von Gent, Charleroi, Lüttich (Liège) und Brüssel.
Seit der Unabhängigkeit 1830 und Verfassungsgebung 1831 ist Belgien eine parlamentarische Erbmonarchie (siehe auch belgische Monarchie). Die belgische Geschichte reicht allerdings viel weiter zurück: „Belgien ist ein Land mit einem jungen Staat, aber einer langen Geschichte“ (Christoph Driessen). Belgien umfasst vier Sprachgebiete. Der Norden des Landes mit den Flamen ist niederländisches, der Süden mit den Wallonen französisches Sprachgebiet (vgl. Flämische und Französische Gemeinschaft). Die Region Brüssel-Hauptstadt ist offiziell zweisprachig, jedoch mehrheitlich frankophon bewohnt. Im deutschsprachigen Gebiet in Ostbelgien sind Standarddeutsch und westmitteldeutsche Mundarten verbreitet (vgl. Deutschsprachige Gemeinschaft).
Der seit dem 19. Jahrhundert anhaltende flämisch-wallonische Konflikt prägt die oft einander zuwiderlaufenden Interessen der Vertreter der beiden großen Bevölkerungsgruppen in der belgischen Politik. Die Sprachgesetzgebung ist eine Folge dieses Konflikts. Seit den 1970er-Jahren wird versucht, diesem Problem durch eine Dezentralisierung der Staatsorganisation zu begegnen. Dazu wurde Belgien in einen Bundesstaat, bestehend aus drei Regionen und drei Gemeinschaften, umgewandelt. Die Regionen Flandern, Wallonien und Brüssel-Hauptstadt sowie die Flämische, die Französische und die Deutschsprachige Gemeinschaft bilden seither das politische Grundgefüge des Landes. Der Staatsaufbau Belgiens gilt als komplex, da u. a. die Hoheitsgebiete der Regionen mit jenen der Gemeinschaften nicht deckungsgleich sind. So überschneiden sich die Zuständigkeiten der Französischen und der Flämischen Gemeinschaft in der offiziell zweisprachigen Region Brüssel-Hauptstadt, und das kleine Gebiet der Deutschsprachigen Gemeinschaft gehört zur mehrheitlich französischsprachigen Region Wallonien. Jedoch strebt die Deutschsprachige Gemeinschaft die Ausgliederung aus Wallonien und die Erhebung zur gleichberechtigten vierten belgischen Region neben Flandern, Wallonien und Brüssel-Hauptstadt an.
Belgien ist Gründungsmitglied der Europäischen Wirtschaftsgemeinschaft (EWG), der heutigen Europäischen Union (EU), deren wichtigste Institutionen in seiner Hauptstadt Brüssel ihren Sitz haben. Der belgische Staat ist neben den Niederlanden und Luxemburg Mitglied in der Wirtschaftsunion Benelux.
Belgien ist ein hochentwickeltes Industrieland. Nach der Liste der Länder nach Bruttoinlandsprodukt pro Kopf liegt Belgien weltweit an sechzehnter, kaufkraftbereinigt an achzehnter Stelle. Nach der Liste der Länder nach Ausgaben für Forschung und Entwicklung liegt Belgien im Mittelfeld auf dem achzehnten Platz weltweit gemessen am Anteil am Bruttosozialprodukt. Auf sozialer Ebene bietet das Sozialsystem Belgiens umfassende Leistungen und solidarische Absicherung für bedürftige Bürger und Beihilfen für Menschen mit Behinderungen.

## Landesname
Der Name Belgien begründet sich auf die römische Provinz Gallia Belgica. Dieser nordöstliche Teil Galliens wurde von Stämmen keltischer (d. h. die Belger) und germanischer (d. h. Germani cisrhēnani) Herkunft bewohnt. Im 18. Jahrhundert galt das französische Adjektiv belge oder belgique als Entsprechung von Nederlands ‚niederländisch‘; der kurzlebige unabhängige Belgische Staat von 1790 hieß z. B. auf Französisch États belgiques unis und wurde auf Niederländisch meist Verenigde Nederlandse Staten genannt. Später beschränkte sich der Gebrauch von belge und belgique zunehmend auf die südlichen Niederlande, das heutige Belgien.

## Geographie
Laut den Berechnungen des Königlichen Belgischen Instituts für Naturwissenschaften hat Belgien eine Fläche von 30.688 km². Davon umfasst
- die Region Brüssel-Hauptstadt 162 km²
- die Flämische Region 13.624 km²[3]
- die Wallonische Region 16.901 km² (darunter Deutschsprachige Gemeinschaft 854 km²)

25 % der Landfläche Belgiens werden für Landwirtschaft genutzt.

### Geologie und Geomorphologie
Relief Belgiens

Naturräumliche Gliederung Belgiens

Das Relief Belgiens zeigt eine deutliche Unterscheidung zwischen dem Norden und dem Süden des Landes. Während der Norden (Flämische Region) im Wesentlichen aus Ebenen besteht, die nicht über 100 m Höhe hinausgehen, zeichnet sich der Süden (Wallonische Region) durch ein stärker ausgeprägtes Relief aus, bedingt durch das Ardennenmassiv. Dieses liegt vollständig südlich der Sambre-Maas-Furche und erreicht regelmäßig Höhen von über 500 m, mit dem höchsten Punkt des Landes am Signal de Botrange mit 694 m.
Naturräumliche Gliederung
Belgien wird nach Höhenlage in Nieder-, Mittel- und Hochbelgien eingeteilt.
- Niederbelgien (0 bis 100 m Höhe), im Norden gelegen, besteht aus sandigen oder sand-lehmigen Böden (Dünen, Polder, Flandern, Kempen). Der belgische Nordseestrand erstreckt sich über 67 km. An einigen Stellen ist der Strand bei Ebbe über 500 m breit. Es handelt sich um einen gleichmäßig feinen Sandstrand, ohne Kiesel oder Felsen. An vielen Stränden finden sich Wellenbrecher.
- Mittelbelgien (100 bis 200 m Höhe, mit dem höchsten Punkt bei 212,24 m) umfasst von Westen nach Osten die niedrigen lehmbödigen und teilweise lössbödgigen Ebenen von Hennegau, Brabant und Hesbaye.
- Hochbelgien (über 200 m Höhe), südlich der Sambre-Maas-Furche gelegen, umfasst den Condroz, die Fagne-Famenne, die Calestienne, das Gebiet zwischen Vesdre und Maas (auch bekannt als Herver Land), die Ardennen und die belgische Lothringen.

Südlich der Sambre-Maas-Furche ist das Fundament deutlich älter und komplexer. Das paläozoische Grundgestein tritt durch die variszische Faltung und späterer Erosion in weiten Teilen offen zutage. Die dortigen Böden sind Ergebnis der Verwitterung der offenliegenden paläozoischen Gesteine. Nördlich der Sambre-Maas-Furche ist das paläozoische Grundgebirge nicht offen aufgeschlossen und wird durch Sedimentgesteine aus dem Tertiär und Quartär überdeckt.

#### Küstenlandschaften
Im Gefolge der nacheiszeitlichen Flandrischen Transgression kam es zur Bildung von Strandwällen und Dünen aus marinem Sand, die heute noch als ein bis zu 50 Meter hoher, geschlossener Dünengürtel an der belgischen Küste sichtbar sind. In den Dünengebieten hat sich teils Braunerde-Podsole auf Flugsand gebildet. Daraufhin folgt eine ungefähr 10 bis 20 Kilometer breite Zone Marschland wie Polder, die durch Sedimentation und künstliche Entwässerung geprägt sind. Diese Böden sind schwer, wassergesättigt (Gleye), aber bei gezielter Nutzung fruchtbar.

#### Flandrische Ebene mit sandigen Böden
Östlich von Brügge und westlich der Schelde zwischen Gent und Antwerpen einschließlich des Waaslandes schließt sich die weite flandrische Ebene an und es breiten sich in ihrem Nordteil wenig fruchtbare sandige Böden aus. Es entstanden Braunerde auf sandig-lehmigem Substrat vereinzelt auch Pseudogley auf Tonböden mit Staunässe. Süd-westlich von Brügge liegen Parabraunerde auf sandig-lehmige Mischböden, teilweise mit hohem Tonanteil. Diese sandig-lehmigen Böden sind etwas fruchtbarer.

#### Kempen (Nord-Limburg)
Weiter östlich im Binnenland, in Kempen, westlich begrenzt durch die Schelde, liegt die Flussgeest. Hier wurden die Ablagerungen des Maas-Schwemmfächers in der letzten Kaltzeit mit Sandern großer Mächtigkeit überdeckt. Im leicht welligen Land wechseln sich Äcker und Wiesen mit Waldstücken und Heiden ab. An Böden bildete sich stark versauerte, sandige Podsole und Braunerde-Podsole. Zum Teil kommen auch Hochmoore, z.B. De Groote Heide, vor.

#### Löss im Hespengau (Süd-Limburg)
Südlich von Kempen und westlich von Brüssel liegt der Hespengau, eine sehr fruchtbare Lössebene, die intensiv landwirtschaftlich genutzt wird. Diese Böden zählen mit zu den fruchtbarsten Europas. Auf Löss-Parabraunerden wird viel Getreide, Zuckerrüben, Kartoffeln, Mais, Raps und Obst und im geringerem Maß Gemüse kultiviert. Die Gegen um Sint-Truiden mit Äpfeln, Birnen, aber auch Kirschen, Pflaumen und Erdbeeren gilt als der Obstgarten Belgiens. Weniger fruchtbar und sandiger ist das Hageland zwischen Löwen, Diest und Tienen.

#### Ostflandern, Antwerpen und Brabant
Südlich der Flüsse Schelde und Rupel zwischen Gent und Mechelen, in Ostflandern und in Brabant wird der Boden fruchtbarer und lehmiger, was für die Landwirtschaft günstiger ist. Im Brabanter Hügelland herschen sehr fruchtbare Parabraunerden aus Löss vor, auf tonigere Substraten Pseudogleye. Im Hageland weiter östlich ist die Braunerde sandiger und weniger fruchtbar. Weiter westlich ist Ostflandern wird die Landschaft durch die Dender durchflossen, westlich derer die Ebene von einer lockeren Kette von tertiärzeitlichen Hügeln zwischen Ronse, Geraardsbergen, Oudenaarde und Zottegem - den Flämischen Ardennen - überragt wird.

#### Hennegau
Im Hennegau erstrecken sich die flämischen Ardennen hinein bis Frasnes-lez-Anvaing - dort Pays des Collines genannt.   Im Pays des Collines gibt es eine Wechselfolge aus Ton, Mergel und Schiefer, die Braunerde und Gleye als Böden hervorgebracht hat. Um Mons befindet sich ein Lösshügeland mit Löss-Parabraunerden, die sehr gute Ackerböden hervorbringen. Um Charleroi ist der Boden stark anthropogne verändert, wie Abraumhalden und Industrieflächen. 

#### Kreideböden des Landes von Herve
Östlich von Lüttich und der Maas befindet sich das Herver Land, das für seine Bocage-Landschaft bekannt ist. Es weist Kreideböden, Lehmböden und teilweise auch Tonböden auf, die aus Kreidekalk und Tonmergel aus der Oberkreide entstanden sind.

#### Furche der Sambre und Maas
Die Täler der Sambre und der Maas bilden eine scharfe Grenze an einer tektonischen Störungszone, welche die Tertiär- und Kreideplateaus im Nordwesten von dem paläozoischen Gebirge im Süden trennt. An der Störungszone der Haine-Sambre-Maas-Furche liegen reiche Vorkommen von Steinkohle. Das Gebiet erstreckt sich von der Borinage, über das Pays noir bei Charleroi bis zum Lütticher Becken. Dieses ehemalige industrielle Herz Belgiens bildet mit dem Nordfranzösischen Kohlerevier ein Steinhohlebassin, wo ab 1830 das erste kontinentaleuropäische Bergbau- und Schwerindustrierevier entstand. Ab 1901 wurde auch das Limburger Steinkohlerevier erschlossen.

#### Condroz
Südlich der Sambre und Maas schließt sich zunächst der Condroz an, der durch Kalkstein und Psammit aus dem Oberdevon bis Unterkarbon gekennzeichnet ist. Die Landschaft ist gekennzeichnet durch harte Kalksteinrücken und Senken mit Mergel und Ton. Durch Verwitterung entstanden in den Senken schwer zu bearbeitende Lehmböden und Tonböden. Auf den Kuppen herrschen flachgründige Rendzinen. Im Condroz befindet sich auch das berühmte belgische Erdbeeranbaugebiet Wépion.

#### Fagne-Famenne
Die Fagne-Famenne bildet ein Übergangsgebiet zwischen der Kalksteinlandschaft des Condroz und dem Schiefergebirge der Ardennen. Das Gesteinsalter ist aus dem Devon. Typische Gesteine sind der Schiefer, Mergel, Ton- und Kalkstein. Die Landschaft ist geprägt durch Muldenstruktur mit verkastungsfähigem Kalk. Es gibt zahlreiche Dolinen und Senken. 
Die Böden sind kieshaltige und steinig-lehmig. Es bildeten sich Rendzinen auf verkarstetem Kalkstein, Pararendzinen auf Mergeln, Gley-Braunerden in feuchten Senken und rankerartige Böden auf Schiefer, die nährstoffarm und feucht sind und sich weniger für Ackerbau, denn für Weidewirtschaft eignen. 

#### Schiefergebirge der Ardennen
Die Ardennen bilden einen Teil des Rheinischen Schiefergebirges im Südosten. Die stark bewaldeten Ardennen bestehen aus unterschiedlich widerständigen paläozoischen Schiefern, Sandsteinen, Grauwacken und Quarziten. Das Gesteinsalter ist von Silur bis Oberdevon. Die Ardennen erreichen in Belgien mit der Botrange im Hohen Venn eine Höhe von 694 Metern. Es handelt sich um den höchsten Punkt Belgiens und Teil des Hohen Venns, einer Niederschlags-Hochmoorlandschaft, die naturräumlich teils von Torfen überprägt ist. Die Böden in den Ardennen entstanden aus der Verwitterung dieser Gesteine zu flachgründigen säuren Böden wie Ranker und Podsol. Diese Böden gestatten der Vegetation nur eine ärmliche Entwicklung. Der größte Teil des Bodens ist mit Weiden, Wäldern und Wiesen bedeckt, und Ackerbau wird nur an wenigen Orten betrieben.
Südlich von Eupen, in den Nordardennen treten größere Torf-Gebiete auf.

#### Gaume
Ganz im Süden, in Belgisch-Lothringen, liegt der Gaume. Geologisch gehört Gaume bereits zum Pariser Becken. Das Gesteinsalter ist aus dem Jura und Kreide. Hier herrschen fruchtbare sandig-lehmige Böden und Tonböden vor, die für Acker- und Obstbau geeignet sind. Die Gesteine, aus denen sich die Böden durch Verwitterung entwickelt haben, sind Mergel, Kalkstein, Sandstein und Ton. Die Gaume weist ein besonders mildes Mikroklima auf, was für den Obst- und Weinbau von Bedeutung ist. 

### Flandern und Region Brüssel-Hauptstadt

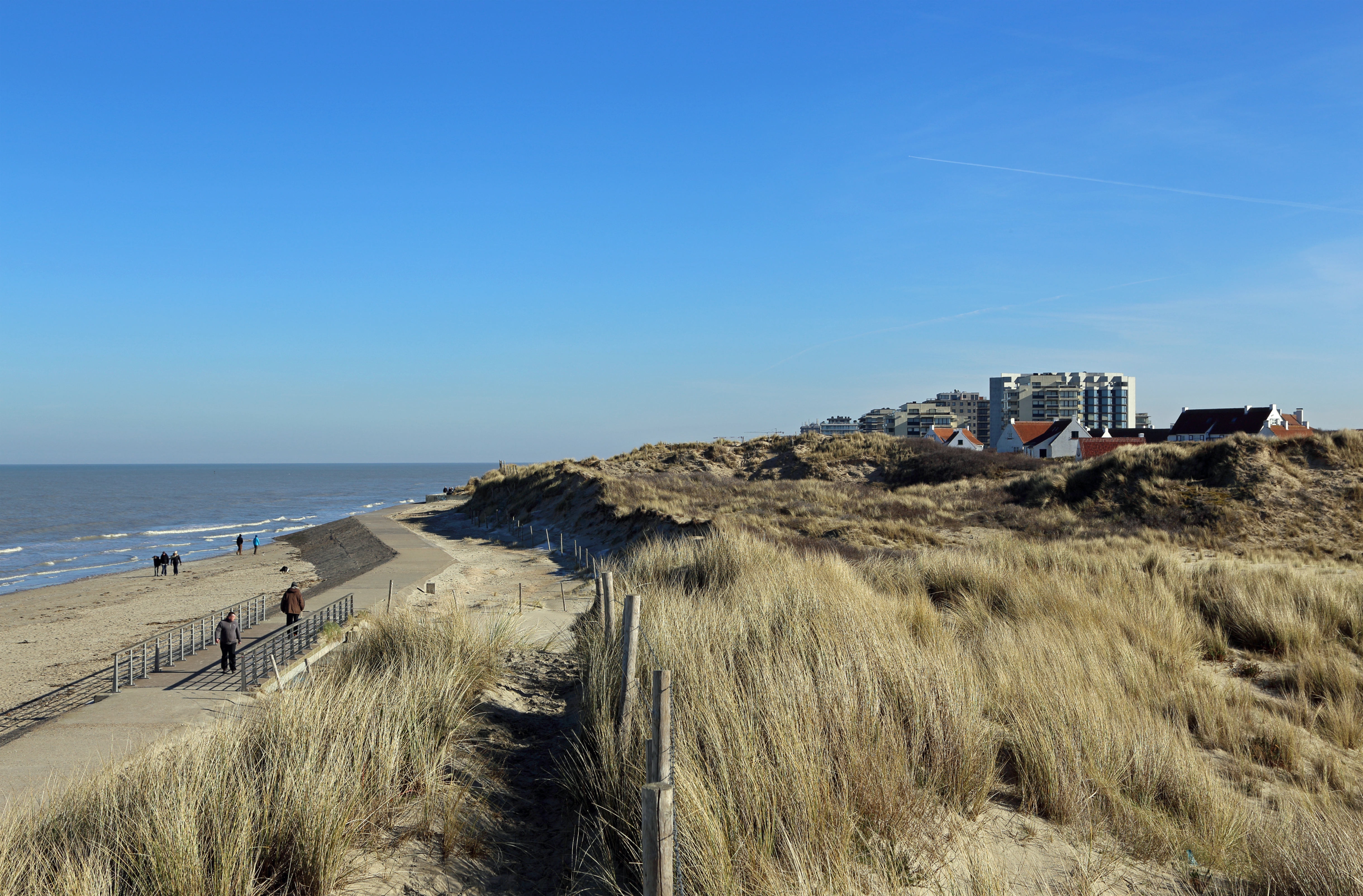
Dünen am Strand der Nordsee in De Panne im Westen Flanderns

Flandern bildet den Nordteil des Landes und besteht weitgehend aus Flachland. Es ist die bevölkerungsreichste Region des Landes. Die politisch eigenständige Hauptstadtregion Brüssel befindet sich als Enklave innerhalb der flämischen Region. Dieser Landesteil besteht teilweise aus sandigen Geestrücken – so zum Beispiel in der Provinz Limburg der Naturraum Kempen, der sich im Osten befindet. Die Geest wird auch von Marschlandschaften unterbrochen, was insbesondere den Bereich der Flüsse betrifft. Hierunter sind die Maas, die Schelde und die Yser die bedeutendsten. Im äußersten Westen Flanderns befindet sich die 65 Kilometer lange Küste mit der Hafenstadt Ostende. Insbesondere die Provinzen Antwerpen, Flämisch-Brabant mit dem Umland Brüssels und Ostflandern sind sehr dicht besiedelt.

### Wallonische Region
Die Wallonische Region umfasst den südlichen Teil Belgiens. Sie ist bezogen auf die Fläche die größte Region des Landes. Ihr Gebiet ist im Bereich der Ardennen gebirgig und dünn besiedelt und wird durch die Flusstäler von Maas, Sambre und Ourthe durchschnitten. Entlang der genannten Flüsse befinden sich die wichtigsten Städte der Region, insbesondere Lüttich, Namur und Charleroi. Im Westen der Region befinden sich ferner Mons sowie Mouscron und Tournai, die sich in einem grenzüberschreitenden Ballungsgebiet mit der nordfranzösischen Stadt Lille befinden. In Nil-Saint-Vincent (Gemeinde Walhain) in der dicht besiedelten Provinz Wallonisch-Brabant befindet sich der geographische Mittelpunkt Belgiens. Die höchste Erhebung des Landes befindet sich mit dem Signal de Botrange (694 m O.P.) im Hohen Venn in Ostbelgien nahe der Grenze zu Deutschland. Höchstgelegene Ortschaft Belgiens ist das ostbelgische Mürringen (655 m O.P.).

### Gewässer
Belgien ist reich an Gewässern, von denen die meisten zu den Einzugsgebieten von Maas und Schelde gehören. Es gibt unter anderem folgende Flüsse und Kanäle:
| - Albert-Kanal - Amel (französisch Amblève) - Boudewijnkanal - Demer - Dender (französisch Dendre) - Gileppe - Göhl (französisch Geule, niederländisch Geul) - Henne (französisch Haine, niederländisch Hene) - Inde - Kanal Brügge-Ostende - Kanal Charleroi-Brüssel - Kanal Gent-Brügge - Kanal Nimy-Blaton-Péronnes - Leie (französisch Lys) - Lesse | - Maas (französisch Meuse) - Nete (französisch Nethe) - Ourthe - Rur (französisch und niederländisch Roer, wallonisch Rour) - Sambre (niederländisch Samber) - Semois - Schelde (französisch Escaut) - Warche - Weser (französisch Vesdre, niederländisch Vesder) - Yser (niederländisch IJzer) - Zeekanal Brussel-Schelde (französisch Canal maritime de Bruxelles à l’Escaut) - Zeekanal Gent-Terneuzen - Zentrumskanal (französisch Canal du Centre, niederländisch Centrumkanaal) |

Die Maas, die Schelde und die Yser fließen in die Nordsee. Alle entspringen in Frankreich. Die Yser ist der einzige dieser Flüsse, der seine Mündung unterhalb von Nieuwpoort in Belgien hat. Maas und Schelde münden in den Niederlanden in die Nordsee. Die Amel (Amblève) hat bei Stavelot die bekannten Wasserfälle von Coo.
Die wichtigsten Nebenflüsse sind:
- Für die Maas: die Ourthe, die Sambre, die Lesse und die Semois, wobei letztere ihren Lauf fast vollständig in Belgien nimmt und erst in Frankreich in die Maas mündet.
- Für die Schelde: die Dender, die Lys und der Rupel.
- Für die Yser: die Ieperlee.

Zudem bestehen zahlreiche Kanäle. Wichtigste Funktion der Kanäle war, die Gebiete der Schwerinstrustrie mit der Hafenstadt Antwerpen zu verbinden. Der Albert-Kanal verbindet Lüttich mit Antwerpen, der Kanal Brüssel-Charleroi verbindet Charleroi mit Brüssel und der Willebroek-Kanal Brüssel mit Antwerpen, der Canal du Centre schließt Mons und die Borinage an den Kanal Brüssel-Charleroi an. Am Kanal Brüssel-Charleroi befindet sich das Schiffshebewerk Ronquières. Auf dem Canal du Centre liegt das Schiffshebewerk Strépy-Thieu, eines der größten der Welt.
Größere natürliche Seen hat Belgien nicht. Größte Stauseen sind die Lacs d'Eau d'Heure südlich von Charleroi bei Cerfontaine, die den Fluss Eau d'Heure staut. Daneben gibt es noch die Talsperre Bütgenbach und die Talsperre Robertville.
An Mineralquellen ist Belgien, namentlich im Gebiet der Maas, sehr reich. Die berühmtesten sind die sauren Mineralquellen von Spa und die warmen Quellen von Chaudfontaine. In Spa gibt es unter anderem die eisenhaltige Quelle Pouhon Pierre‑le‑Grand sowie andere Pouhons wie Sauvenière, Barisart, Groesbeek, Reine, Tonnelet und die schwefelhaltige Quelle Pouhon Géronstère und kohlensäurereiche und Eisen‑Kohlesäure‑Mischtypen wie Marie-Henriette. Die Thermalquelle Chaudfontain ist die einzige natürliche Thermalquelle Belgiens mit einer Wassertemperatur von ungefähr 37 °C und einem unterirdischen Ursprung in Tiefe von 1 600 m. Außerdem gibt es unter anderem eisenhaltige Quellen bei Stavelot, Aubel, weitere Schwefelquellen und versteinerte Quellen.

### Klima
Belgien ist Teil des gemäßigten Ozeanklimas (Buchenklima, Cf-Klimate). Es zeichnet sich durch ganzjährige Feuchtigkeit ohne ausgeprägte Trockenzeit und geringe Temperaturschwankungen zwischen den Jahreszeiten aus. In Niederbelgien sind die Sommer mild (etwa 18 °C), während die Durchschnittstemperaturen in Hochbelgien und an der Küste 15 °C kaum überschreiten. Im Winter ist das Klima kühl, mit durchschnittlichen Temperaturen zwischen 2 und 4 °C in Niederbelgien und an der Küste, während es in Hochbelgien um 0 °C bleibt.
Belgien befindet sich auf der Zugbahn von Zyklonen, genauer der IVb-Zugbahn. Mit einer durchschnittlichen relativen Luftfeuchtigkeit von über 80 % ist das Klima im gesamten Land auf Grund der feuchten Westwinde, die sich über der Nordsee mit Feuchtigkeit anreichern, sehr feucht. Die Küste ist mit durchschnittlich etwas über 170 Regentagen pro Jahr vergleichsweise weniger niederschlagsreich, während die Ardennenhöhen auf Grund des Steigungsregens auf der Luvseite der Ardennen deutlich niederschlagsreicher sind (über 230 Regentage). Im Rest des Landes liegt die Zahl meist bei rund 200 Tagen.
Die Ardennen weisen ein kaum abgeschwächtes ozeanisches Klima auf (Jahresschwankung der Durchschnittstemperatur nicht mehr als 16 °C), mit häufigerer Schneebedeckung infolge kühler Temperaturen sowie kühleren Sommern.
Mit rund 1.500 Sonnenstunden im Jahr ist die Sonnenscheindauer in Belgien insgesamt recht gering. Nur die Küste und die Gaume-Region schneiden mit etwa 1.700 Stunden etwas besser ab. Die windärmsten Regionen sind die Ardennen, wo dafür häufiger Nebel auftritt (besonders im Herbst und Winter), während die Küste besonders windig ist.

### Städte
Im Jahr 2023 lebten 98 Prozent der Einwohner Belgiens in Städten. Belgien ist eines der meist verstädterten Länder der Welt (siehe: Liste der Länder nach Urbanisierung).
| Rang | Stadt                 | Einwohner Stadt 1. Januar 2024 | Einwohner Bezirk Januar 2022 |
| ---- | --------------------- | ------------------------------ | ---------------------------- |
| 01   | Antwerpen             | 0.544.759                      | ~1.064.000                   |
| 02   | Gent                  | 0.269.597                      | 0.~569.000                   |
| 03   | Charleroi             | 0.204.322                      | 0.~397.000                   |
| 04   | Brüssel               | 0.196.828                      | ~1.223.000                   |
| 05   | Lüttich (frz. Liège)  | 0.195.778                      | 0.~625.000                   |
| 06   | Schaerbeek/Schaarbeek | 0.130.405                      | ~1.223.000                   |
| 07   | Anderlecht            | 0.126.581                      | ~1.223.000                   |
| 08   | Brügge (nld. Brugge)  | 0.119.869                      | 0.~283.000                   |
| 09   | Namur                 | 0.114.142                      | 0.~320.000                   |
| 10   | Löwen (nld. Leuven)   | 0.104.009                      | 0.~518.000                   |

Die bedeutendsten Städte liegen an Flüssen. An der Schelde liegen Tournai, Oudenaarde, Gent, Dendermonde und Antwerpen. An der Maas liegen Dinant, Namur und Lüttich und an der Sambre Charleroi. An der Dender liegen Ath, Lessines, Geraardsbergen, Ninove, Denderleeuw, Aalst und an der Mündung in die Schelde Dendermonde. Die Hauptstadt Brüssel ist eine Ausnahme, die nur durch den kleinen Fluss der Senne durchflossen wird, aber durch den Kanal Brüssel-Charleroi und den Willebroek-Kanal künstlich an das Flusssystem angeschlossen wurde. An der Senne befindet sich Soignies, Rebecq, Tubize, Halle, Brüssel, Vilvoorde und die Senne fließt in einem gewissen Abstand an Mechelen vorbei.

### Komplizierter Grenzverlauf
Sowohl im Grenzverlauf zu den Niederlanden (Grenze zwischen Belgien und den Niederlanden mit den Gemeinden Baarle-Nassau sowie Baarle-Hertog) als auch in Ostbelgien (Grenze zwischen Belgien und Deutschland) gibt es zahlreiche Exklaven sowie Enklaven, so u. a. die Vennbahn-Exklaven. Auch innerhalb Belgiens gibt es Exklaven und Enklaven, so ist z. B. die Gemeinde Voeren eine Exklave der belgischen Provinz Limburg und der Region Flandern. Auch die Gemeinde Comines-Warneton ist eine Exklave der belgischen Provinz Hennegau und der Region Wallonien.

## Bevölkerung

### Demographie
Belgien hatte 2022 11,7 Millionen Einwohner. Das jährliche Bevölkerungswachstum betrug + 0,9 %. Trotz eines Sterbeüberschusses (Geburtenziffer: 9,8 pro 1000 Einwohner vs. Sterbeziffer: 10,0 pro 1000 Einwohner) wuchs die Bevölkerung durch Migration. Die Anzahl der Geburten pro Frau lag 2022 statistisch bei 1,5, die der Europäischen Union betrug auch 1,5. Die Lebenserwartung der Einwohner Belgiens ab der Geburt lag 2022 bei 81,7 Jahren (Frauen: 83,9, Männer: 79,6). Der Median des Alters der Bevölkerung lag im Jahr 2021 bei 40,9 Jahren. Im Jahr 2023 waren 16,3 Prozent der Bevölkerung unter 15 Jahre, während der Anteil der über 64-Jährigen 20,1 Prozent der Bevölkerung betrug.

### Bevölkerungsstruktur
Die Bevölkerung Belgiens wird in der Regel in Sprachgruppen eingeteilt. Genaue Daten zur Verteilung sind seit der Festlegung der offiziellen Sprachgrenze 1962 nicht mehr erhoben worden. Hiernach stellen die niederländischsprachigen Flamen knapp 60 Prozent der Bevölkerung dar. Als Flamen werden in diesem verallgemeinernden Sinne nicht allein die Einwohner der Provinzen West- und Ostflandern, sondern auch die der anderen niederländischsprachigen Provinzen (Antwerpen, Brabant, Limburg), die niederländischsprachigen Bewohner der Region Brüssel-Hauptstadt und die Niederländisch sprechenden Einwohner der Fazilitäten-Gemeinde Comines-Warneton, Enghien, Flobecq und Mouscron und der Fazilitätengemeinden im Osten des Landes Balen, Plombières und Welkenraedt bezeichnet. Die Wallonen und die frankophonen Bewohner der Region Brüssel-Hauptstadt, der Fazilitätengemeinden im Brüsseler Umland Kraainem, Drogenbos, Linkebeek, Sint-Genesius-Rode, Wemmel und Wezembeek-Oppem und der Fazilitätengemeinden Bever, Voeren, Herstappe, Mesen und Ronse, und der Fazilitätengemeinden in Ostbelgien Amel, Büllingen, Burg-Reuland, Bütgenbach, Eupen, Kelmis, Lontzen, Raeren und Sankt Vith, die meist zusammenfassend als französischsprachige Belgier bezeichnet werden, bilden etwas weniger als 40 Prozent der Einwohner des Landes. Hinzu kommt als dritte Bevölkerungsgruppe mit einem offiziellen Sprachgebiet die Deutschsprachige Gemeinschaft und die Deutschsprachigen der Fazilitätengemeinden Weismes und Malmedy und Balen, Plombières und Welkenraedt in Ostbelgien; hier lebt weniger als ein Prozent der belgischen Bevölkerung (78.604 am 1. Januar 2024). Insgesamt wird die Zahl der deutschsprachigen Ostbelgier einschließlich derer, die als Minderheit in mehrheitlich frankophonen Landkreisen (z. B. Malmedy) wohnen, auf 110.000 geschätzt.
Zu den Minderheiten, die über kein offizielles eigenes Sprachgebiet verfügen, deren Rechte jedoch teilweise über sogenannte Fazilitäten (Erleichterungen) geregelt sind, gehören kleinere, westgermanische Dialekte sprechende Gruppen im offiziell französischen Sprachgebiet (etwa Luxemburgisch im Areler Land und Platdiets in den Plattdeutschen Gemeinden).
Als Voyageurs, Gens du voyage oder Woonwagenbewoners werden in Belgien lebende Gruppen sowohl der Jenischen, Manouches und Roma als auch Wohnwagenbewohner anderer Herkunft bezeichnet. Die Anzahl der Gens du voyage wurde 2005 auf insgesamt 15.000 bis 20.000 Personen, 0,15 Prozent der belgischen Bevölkerung, geschätzt. Die weitere Wohnbevölkerung besteht aus Zugewanderten aus vielen Teilen Europas und Afrikas. Ihre sprachliche Situation ist statistisch nicht näher erfasst.
Mit Stand 1. Januar 2025 waren laut dem Belgischen Statistikamt 64,0 % der belgischen Bevölkerung Belgier mit belgischer Herkunft. 36 % der belgischen Bevölkerung haben einen Migrationshintergrund. Davon sind 22,1 % Belgier mit ausländischer Herkunft und 13,8 % waren Ausländer.
Im Jahr 2012 hatte 25 Prozent der Gesamtbevölkerung einen Migrationshintergrund. Seit 1945 gibt es 2,8 Millionen Neubelgier ausländischer Abstammung. Hiervon sind rund 1,2 Millionen europäischer Abstammung und rund 1,35 Millionen stammen aus Ländern außerhalb Europas (Marokko, Türkei, Algerien, Kongo). Seit der Lockerung des belgischen Staatsangehörigkeitsrechts haben mehr als 1,3 Millionen Migranten die belgische Staatsbürgerschaft erworben. Die größte Einwanderergruppe sind Marokkaner (mehr als 450.000 einschließlich ihrer in Belgien lebenden Nachkommen). Türken bilden die zweitgrößte ethnische Minderheit (rund 220.000). 89,2 Prozent der Einwohner mit türkischer Herkunft wurden eingebürgert, ebenso 88,4 Prozent der Personen marokkanischer Herkunft, 75,4 Prozent der mit italienischer, 56,2 Prozent der mit französischer und 47,8 Prozent der mit niederländischer Herkunft. Die sprachliche Situation, etwa inwieweit die Nachkommen von Einwanderern noch die Muttersprache ihrer Eltern oder Großeltern sprechen, ist statistisch nicht umfassend erhoben, da Statistiken bezüglich den gesprochenen Sprachen seit 1961 in Belgien verboten sind.

### Sprachen

#### Amtssprachen

Die Sprachgebiete Belgiens:
Niederländisches Sprachgebiet
Französisches Sprachgebiet
Deutsches Sprachgebiet
zweisprachige Region Brüssel-Hauptstadt

Gemäß der Verfassung Belgiens umfasst das Land vier Sprachgebiete.
In Belgien haben drei Sprachen den Status einer Amtssprache:
- Niederländisch, Sprachgruppenanteil 57 bis 60 %; früher oft, heute seltener als Flämisch bezeichnet, siehe dazu Flandern und Belgisches Niederländisch
- Französisch, Sprachgruppenanteil 40 bis 43 %; siehe dazu Wallonische Region und Belgisches Französisch
- Deutsch, Sprachgruppenanteil etwa 0,67 %; siehe dazu Deutschsprachige Gemeinschaft

Nach der Unabhängigkeit Belgiens 1830 galt allein Französisch als Amtssprache. Im Jahr 1898 wurde Niederländisch als zweite Amtssprache rechtlich anerkannt, dennoch blieb Französisch die vorherrschende Verwaltungs- und Unterrichtssprache in ganz Belgien. 1920 kam Deutsch als örtlich begrenzte Amtssprache im neu hinzugewonnenen Gebiet im Osten des Landes dazu (Neubelgien); Ostbelgien war nach dem Versailler Vertrag dem belgischen Staat angegliedert worden. 1963 mit der amtlichen Festlegung der Sprachgrenzen wurde Deutsch als eine der drei Amtssprachen Belgiens anerkannt.
Nach dem Ersten Weltkrieg forderte die Mehrheit der Flamen mit Nachdruck, dass das Niederländische auch als Verwaltungs- und Unterrichtssprache an Schulen und Universitäten verwendet und der französischen Amtssprache gleichgestellt werden solle. Heute ist eine belgische Form des Niederländischen Amts- und Unterrichtssprache.
1921 legte die belgische Regierung drei Sprachgebiete mit territorialer Einsprachigkeit fest, die jedoch zweisprachige Gebiete und Milieus nicht ausreichend berücksichtigte und zu langwährenden innenpolitischen Konflikten führte: die niederländische Sprachzone in Flandern, die französische Sprachzone in der Wallonie und die deutsche Sprachzone in Ostbelgien. Sonderregelungen entstanden in und um Brüssel, das als zweisprachig gilt (siehe Sprachenverhältnisse in Brüssel), sowie in den später eingerichteten Fazilitätengemeinden entlang der romanisch-germanischen Sprachgrenze. Nicht berücksichtigt wurden jene gebildeten Bevölkerungsteile Flanderns, insbesondere in Antwerpen und anderen Städten, für die Französisch eine bevorzugte Sprache und mitunter sogar Muttersprache war; mit Ausnahme der Hauptstadt Brüssel waren nach 1921 in den als einsprachig definierten Landesteilen keine allophonen Sprachinseln mehr vorgesehen.
Den Status von Regionalsprachen haben seit 1990 das romanische Lothringisch, das Champenois, Limburgisch, Luxemburgisch, Ripuarisch, Picardisch und Wallonisch.

#### Mundarten
Tatsächlich sprach die Mehrheit der belgischen Bevölkerung im 19. Jahrhundert und bis weit ins 20. Jahrhundert hinein und in Teilen von heute Mundarten oder Übergangsformen zwischen Mundart und Standardsprache (Tussentaal). Diese Sprachvarietäten prägen bis heute die umgangssprachliche Umsetzung der Standardsprachen in der Phonetik, teilweise auch im Wortschatz und der Formenbildung.
Hervorzuheben sind Westflämisch und Brabantisch, das unter anderem in Antwerpen und Brüssel gesprochen wird. Als Übergangsdialekt kann das Ostflämisch um Gent und Aalst gesehen werden. Im Osten wird Limburgs gesprochen, das zum Südniederfränkischen zählt. Limburgs ist Teil des Rhein-Maasländischen.
Ein Sonderfall ist das Brusseleir, das auf niederländischer oder französischen Grundlage infolge des Sprachkontakts eine Art Mischsprache darstellt. Bis heute enthält das umgangssprachliche Brüsseler Französisch zahlreiche flämische Elemente, da hier eine ursprünglich überwiegend flämischsprachige Stadt durch kulturellen und politischen Wandel (Hauptstadt des neugegründeten frankophon definierten belgischen Staates 1830) allmählich französisiert worden ist; bei diesem Sprachwechsel großer Teile der Brüsseler Bevölkerung gingen Elemente der germanischen Volkssprache in das lokale Französisch ein.
Im französischsprachigen Landesteil ist Wallonisch, Picardische Sprache, Lothringisch und das Champenois verbreitet.
Moselfränkische Mundarten des Deutschen wurden im Areler Land (Altbelgien-Süd) ohne Amtssprache gewesen zu sein gesprochen, da die Grenze nach der Teilung Luxemburgs auf der Londoner Konferenz 1839 nicht genau der Sprachgrenze entlang gezogen wurde. Südniederfränkische (Limburgische) Mundarten des Deutschen (vor allem im Süden um St. Vith, Büllingen, Amel, Burg-Reuland) und Ripuarische Dialekte des Deutschen (vor allem im Norden um Eupen, Kettenis, Raeren) werden zudem auch in den Plattdeutsche Gemeinden (Altbelgien-Nord), in der Deutschsprachigen Gemeinschaft und in Weismes und Malmedy gesprochen.

### Religion
Die Mehrheit der Belgier gehört christlichen Kirchen an: Etwa 75 Prozent der belgischen Staatsbürger sind römisch-katholisch, rund 1 Prozent gehört der Vereinigten Protestantischen Kirche an und 8 Prozent islamischen Gemeinden. Daneben bestehen kleinere christlich-orthodoxe, jüdische, buddhistische und hinduistische Minderheiten. Der Anteil nicht konfessionell gebundener Menschen beträgt etwa 16 Prozent.
Traditionell war Belgien ein katholisches Land. Die Zugehörigkeit zum katholischen Glauben war ein wesentlicher Grund für die Belgische Revolution und die Abspaltung (1830) vom überwiegend protestantischen Norden der vom Wiener Kongress 1815 gebildeten Vereinigten Niederlande. Die katholische Mehrheit erstreckt sich auf alle drei Sprachgebiete (flämisch, französisch, deutsch). Mit der Katholieke Universiteit Leuven ist eine der bedeutendsten Universitäten des Landes konfessionell gebunden. Vor allem das ländliche Flandern war bis in die Mitte des 20. Jahrhunderts stark katholisch geprägt; im frühzeitig industrialisierten Wallonien bedingten der Liberalismus und die sozialistische Arbeiterbewegung eine stärkere Säkularisierung, die in den 1960er-Jahren auch den flämischen Landesteil erfasst hat.
Die Vereinigte Protestantische Kirche von Belgien hat 45.000 Gemeindeglieder in 110 Gemeinden, davon 70 wallonische, 35 flämische, 3 deutsch- und 2 englischsprachige mit 85 Pfarrern. Sie ist eine unierte Kirche und enthält somit lutherische und reformierte (calvinistische) Prägungen. In Brüssel befindet sich die traditionsreiche Chapelle royale der Eglise Protestante de Bruxelles, die errichtet wurde, weil der erste König der Belgier, Leopold I. aus dem Haus Sachsen-Coburg und Gotha evangelischen Glaubens war. Die Deutschsprachige evangelische Emmausgemeinde ist mit der Vereinigte Protestantische Kirche von Belgien assoziiert. Daneben bestehen protestantische Freikirchen, darunter die Baptisten in Belgien.
Im Jahr 2011 lebten eine Million Einwohner mit muslimischem Hintergrund in Belgien. Muslime bilden 22 Prozent der Bevölkerung in der Region Brüssel-Hauptstadt, 4 Prozent in Wallonien und 3,9 Prozent in Flandern. Die Mehrheit der belgischen Muslime lebt in großen Städten, beispielsweise in Antwerpen, Lüttich, Charleroi und vor allem in Brüssel. Die größte Einwanderergruppe sind die rund 400.000 aus Marokko stammenden Einwohner Belgiens. Die rund 220.000 Türken sind die drittgrößte Einwanderergruppe und die zweitgrößte muslimische Bevölkerungsgruppe.
Die föderale belgische Regierung erkennt sechs Religionen und eine nicht-konfessionelle Weltanschauung an und fördert sie: die römisch-katholische Kirche, die Vereinigte Protestantische Kirche von Belgien, die orthodoxe Kirche, die anglikanische Kirche, den Islam, das Judentum und die freigeistige Weltanschauungsgemeinschaft.
Eine repräsentative Umfrage im Auftrag der Europäischen Kommission im Rahmen des Eurobarometers ergab 2020, dass für 24 Prozent der Menschen in Belgien Religion wichtig ist, für 25 Prozent ist sie weder wichtig noch unwichtig und für 51 Prozent ist sie unwichtig.

### Homosexualität
In Belgien ist Homosexualität gesellschaftlich akzeptiert. Die gesellschaftliche Toleranz gegenüber Homosexuellen ist verhältnismäßig hoch. Belgien gilt als sehr liberales Land bezüglich der Rechte Homosexueller und deren Gleichstellung. Homosexuelle Handlungen wurden bereits im Jahr 1974 entkriminalisiert; seit 2003 existieren zudem Antidiskriminierungsgesetze. Als zweiter Staat der Welt öffnete Belgien nach den Niederlanden im Jahr 2003 die gleichgeschlechtliche Ehe. Die Vereinigte Protestantische Kirche erlaubt seit 2007 die Segnung gleichgeschlechtlicher Paare.

### Antisemitismus
Die Stadt Antwerpen hat eine der größten jüdischen Gemeinschaften Europas, daher prägen orthodoxe und ultra-orthodoxe Juden in einigen Vierteln das Stadtbild. Unia, das „Zentrum für Chancengleichheit und Kampf gegen Rassismus“ in Belgien, registrierte 101 Meldungen antisemitischer Straftaten im Jahr 2018. Dies bedeutet nahezu eine Verdopplung im Vergleich zum Jahr 2017, in dem 56 antisemitische Straftaten erfasst wurden.
Belgiens Heimspiel in der Nations League gegen Israel im September 2024, das ursprünglich in Brüssel stattfinden sollte, musste aus Sicherheitsgründen und Angst vor antisemitischen Ausschreitungen nach Debrezin in Ungarn verlegt werden, da sich neben Brüssel auch andere belgische Städte weigerten, das Spiel auszutragen. Von jüdischer Seite wurde dies als „Kapitulation vor dem Antisemitismus“ interpretiert.
Seit mehreren Jahren steht der Karnevalsumzug der Stadt Aalst in der Kritik, da er öfters auf antijüdische Stereotype zurückgreift. Ein am Umzug teilnehmender Verein, der bereits im Jahr zuvor für antisemitische Puppen verantwortlich gewesen war, verwendete auch 2020 antisemitische Karikaturen. Der Bürgermeister von Aalst, Christoph D’Haese von der Partei Nieuw-Vlaamse Alliantie, wollte die Puppen und Karikaturen nicht verurteilen. In diesem Zusammenhang hat die UNESCO den Aalster Straßenkarneval im Dezember 2019 von der Liste des Immateriellen Kulturerbes gestrichen. Ein Vertreter des American Jewish Committee forderte die EU-Kommission auf, ein Strafverfahren nach Artikel 7 der EU-Verträge gegen Belgien einzuleiten.
Die Zahl der Meldungen von judenfeindlichen Inhalten im Internet hat sich in Belgien innerhalb eines Jahres vervierfacht: „Juden schmieden eine Verschwörung gegen die Welt“ oder „Hitler hat seine Arbeit nicht beendet“, sind Sprüche, die regelmäßig auftauchen. Zudem soll nach Einschätzung der Medien die rechtsradikale flämische Studentenbewegung „Schild & Vrienden“ den Antisemitismus geschürt haben. Beispiele für judenfeindliche Akte sind auch der Anschlag auf das Jüdische Museum in Brüssel, bei dem am 24. Mai 2014 vier Menschen durch Schüsse getötet wurden, und die Terroranschläge in der Brüsseler Innenstadt und am Flughafen Brüssel-Zaventem im März 2016.

## Geschichte

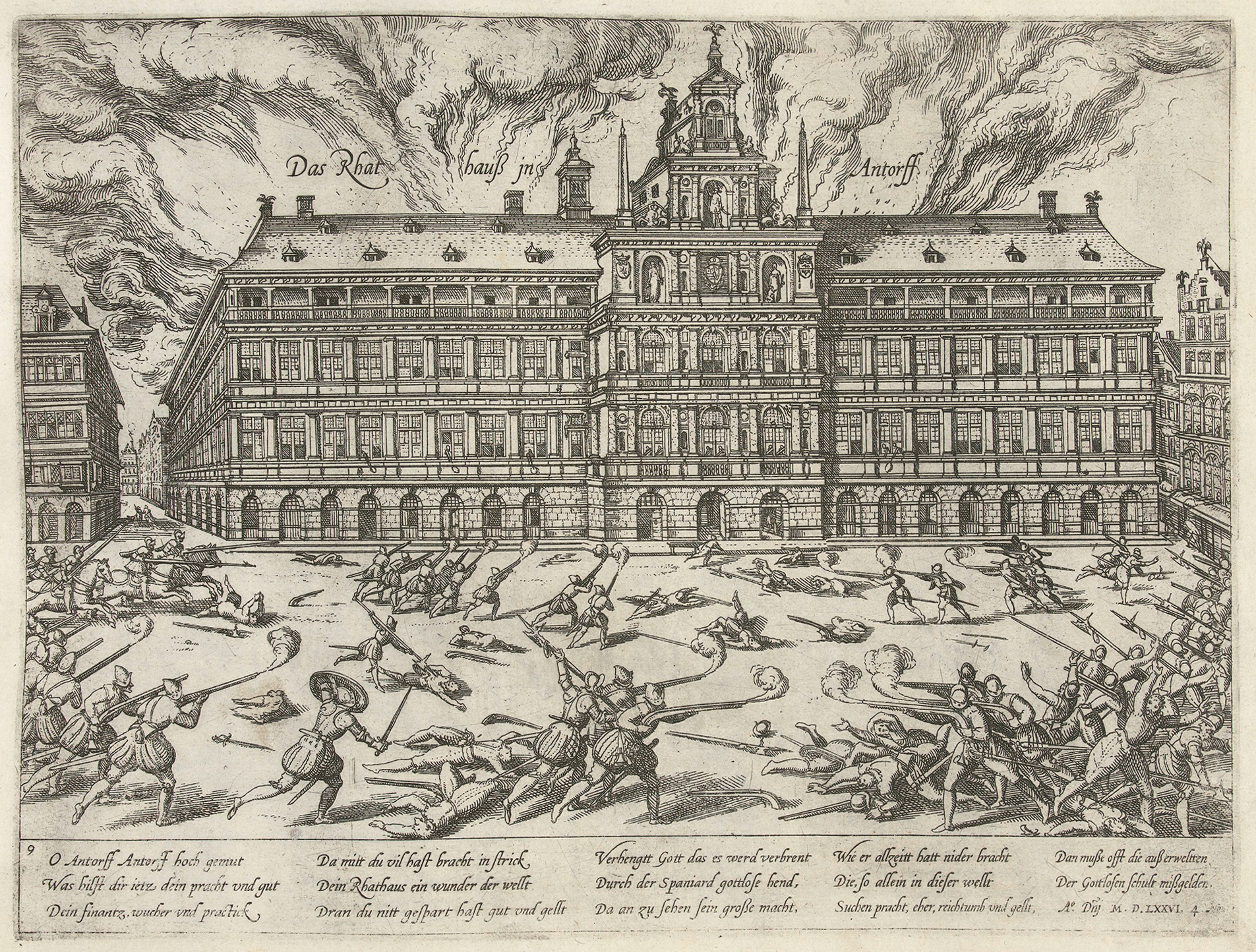
Achtzigjähriger Krieg: Der Große Markt und das Rathaus während der Spanischen Furie in Antwerpen

Als Provinz Belgica – ein von Cäsar eingeführter Name – erlebte das heutige Gebiet Belgien viele Herrschaften. Es war im Frühmittelalter Teil des fränkischen Reiches und wurde bei dessen Teilungen ebenfalls immer wieder politisch geteilt und zerfiel in einzelne Herzogtümer und Grafschaften. Später waren das Herzogtum Brabant, das Herzogtum Limburg, die Grafschaft Hennegau und das Hochstift Lüttich Bestandteil des Heiligen Römischen Reiches, während die Grafschaft Flandern fast ausschließlich unter französischer Lehnshoheit stand (Kronflandern). Ein kleiner Teil Flanderns zwischen Dender und Schelde – Reichsflandern – war unter der Lehnshoheit des Heiligen Römischen Reiches. Während der Lehnsherrschaft der Franzosen über Kronflander fiel 1302 auch die Sporenschlacht.
Die Grafschaft Flandern ist damit nicht deckungsgleich mit der heutigen Region Flandern, da Limburg und Brabant einschließlich Antwerpen nicht dazu zählten. Dafür gehörten aber das ursprünglich niederländischsprachige Westhoek in Frankreich bei Dünkirchen zur Grafschaft und das seit jeher französischsprachige romanische Flandern um Lille und Douai, welches zusammen mit dem Westhoek Französisch-Flandern bildet. Vom Hochmittelalter bis zur frühen Neuzeit stellten die Städte Flanderns mit ihren Tuchindustrien eines der beiden Zentren der europäischen Wirtschaft dar (neben den Städten Norditaliens).
Die Grafschaft Flandern, die zuvor durch das Haus Flandern und das Haus Dampierre regiert wurde, geriet politisch 1385 durch die Vermählung seiner Erbtochter Margarete mit Philipp dem Kühnen aus dem Haus Burgund unter die Herrschaft des Hauses Burgund. Das Herzogtum Limburg fiel 1406 an Burgund, das Herzogtum Brabant wurde 1430 burgundisch. Der Hennegau war, bevor er unter Philipp dem Guten 1433 ebenfalls unter burgundischen Einfluss geriet, durch die Wittelsbacher als Straubing-Holland regiert. Diese Territorien bildeten den Burgundischen Reichskreis. Nur das Hochstift Lüttich blieb unberührt. Die vier Herzöge waren Philipp der Kühne von 1363 bis 1404, Johann Ohnefurcht von 1404 bis 1419, Phillip der Gute von 1419 bis 1465 und Karl der Kühne von 1433 bis 1477. Diese Zeit bildete eine Hochblüte der Kunst. Die Altniederländische Malerei mit den herausragenden Vertretetern Rogier van der Weyden, Hugo van der Goes oder Jan van Eyck geben Zeugnis davon. Auch die Franko-flämische Musik ist von herausragender Bedeutung für die spätere Entwicklung der europäischen Musikgeschichte.
Das Haus Burgund wurde 1477 infolge der Heirat der burgundischen Alleinerbin Maria von Burgund mit Maximilian I., Erzherzog von Österreich und späterer römisch-deutscher König und Kaiser, den Habsburgern beerbt. 1555/56 wurde die Teilung der Habsburger-Dynastie in eine spanische und eine österreichische Linie vollzogen. Die niederländischen Provinzen wurden den spanischen Habsburgern zugesprochen.
1579 bildeten sich die katholische Union von Arras und die calvinistisch-protestantische Utrechter Union. Die Provinzen der Union von Utrecht lösten sich 1581 von Spanien und gründeten die Republik der Sieben Vereinigten Provinzen, deren Unabhängigkeit nach dem Ende des Achtzigjährigen Krieges im Frieden von Münster von 1648 anerkannt wurde. Die Provinzen der Union von Arras, Flandern und Brabant, wurden als Spanische Niederlande von einem spanischen Statthalter verwaltet. Nach dem Aussterben der spanischen Habsburger (1700) und dem daraus resultierenden Spanischen Erbfolgekrieg kamen 1714 die von da an österreichischen Niederlande unter die Herrschaft der österreichischen Habsburger.
Infolge der absolutistisch-zentralistischen Bestrebungen des österreichischen Herrschers Joseph II. kam es 1789 zur Brabanter Revolution und 1790 zur Ausrufung der kurzlebigen Vereinigten Belgischen Staaten. Das revolutionäre Frankreich annektierte zwischen 1792 und 1794 die Österreichischen Niederlande, 1795 folgte die Eingliederung in die Französische Republik. Auf dem Wiener Kongress (1815) wurden die Provinzen den (nördlichen) Niederlanden zugesprochen. Residenzstadt des niederländischen Königs wurde Brüssel.

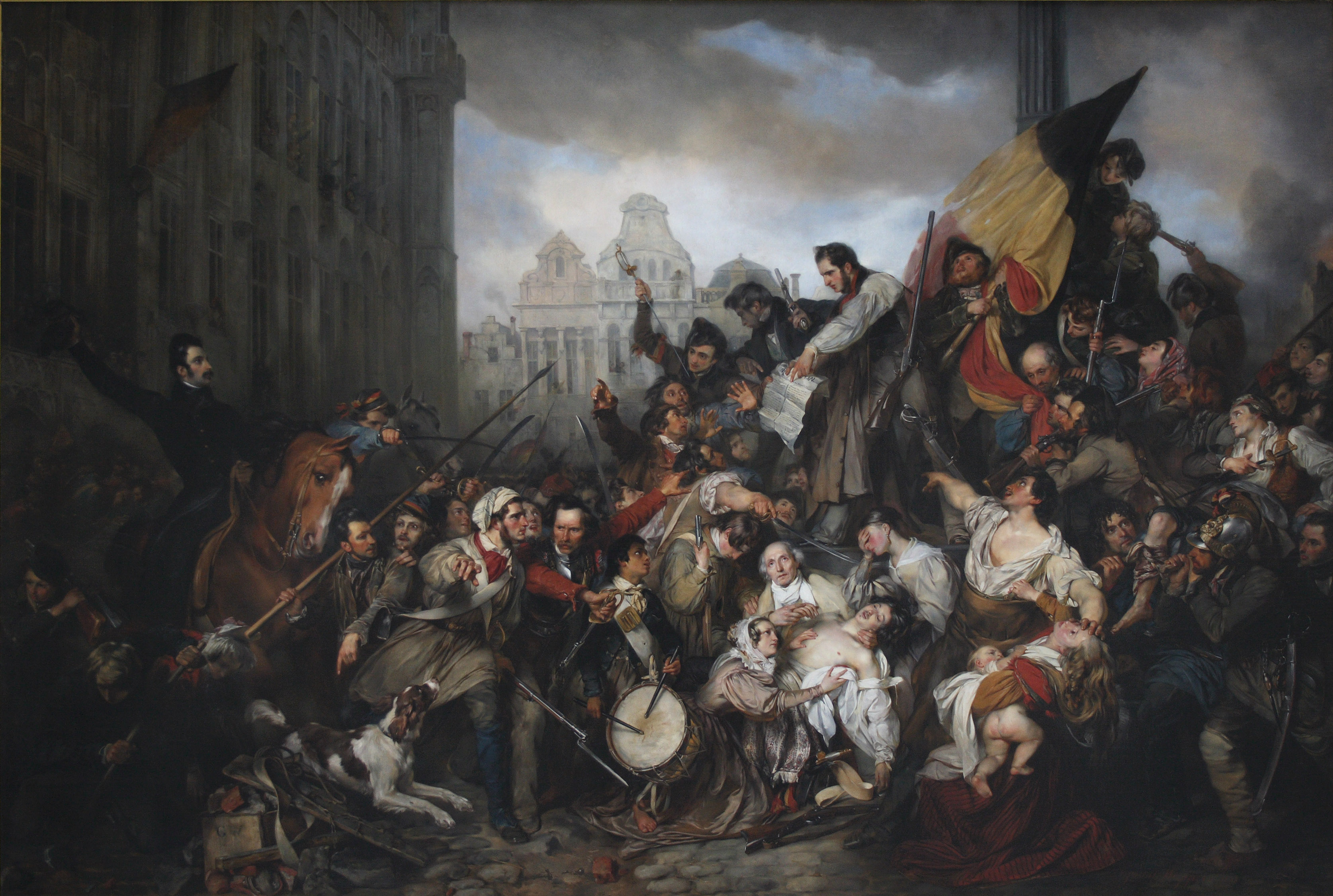
Belgische Revolution: Episode der Septembertage 1830 von Gustave Wappers

Im Zuge der Belgischen Revolution wurde das Land 1830 von den Niederlanden unabhängig. Es wurde eine parlamentarische Monarchie errichtet und Leopold von Sachsen-Coburg zum ersten König der Belgier ernannt. Leopold II., Sohn des ersten Königs, erwarb den Kongo in Afrika als Privatbesitz. Nachdem die Kongogräuel (brutale Exzesse bei der wirtschaftlichen Ausbeutung des Kongo) international bekannt geworden waren, musste Leopold das Gebiet 1908 als Kolonie an den belgischen Staat abtreten. Während Leopolds Schreckensherrschaft waren in dem afrikanischen Land schätzungsweise 10 Millionen Menschen durch Sklaverei und Zwangsarbeit ums Leben gekommen. 1960 wurde der Kongo unabhängig.
Im Ersten Weltkrieg wurde das neutrale Belgien vom Deutschen Reich entsprechend dem Schlieffen-Plan überfallen und von der deutschen Armee fast gänzlich eingenommen. Das deutsche Militär ging dabei auch während der Besetzung gegen Zivilisten mit Erschießungen, Bränden und Geiselnahmen vor. In Dinant und mehreren anderen belgischen Städten kam es zu Massakern an der Zivilbevölkerung. Begründet wurden diese Übergriffe nach Außen mit Partisanenaktivitäten, deren reale Grundlage jedoch umstritten war (siehe Francs-tireurs). Im Verlauf des Stellungskrieges wurden viele Städte in Flandern zerstört, Teile des Landes verwüstet. Als im Deutschen Reich die Arbeitskräfte knapp wurden, mussten Zehntausende belgische Zivilisten – Flamen wie Wallonen – Zwangsarbeit für das kaiserliche Militär und die deutsche Rüstungsindustrie leisten.

Lagekarte von Belgisch-Kongo

Nach dem Krieg wurde das mehrheitlich deutschsprachige Gebiet Eupen-Malmedy durch den Vertrag von Versailles 1919 unter belgische Verwaltung gestellt. Nach einer umstrittenen Volksbefragung im Jahr 1920 wurde Ostbelgien 1925 belgisches Staatsgebiet. Belgien beteiligte sich außerdem an der Ruhrbesetzung.

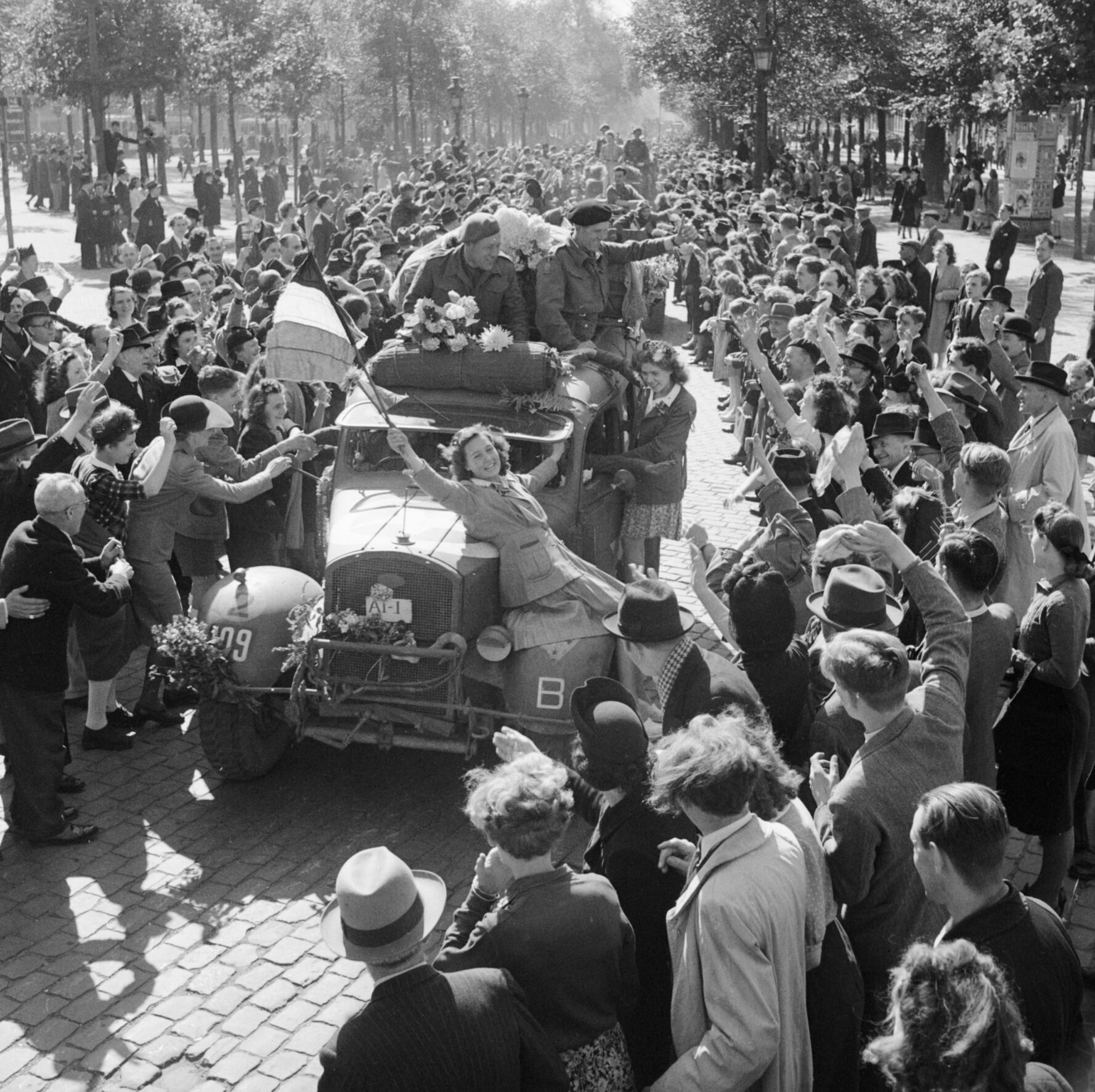
Britische Truppen befreien Brüssel am 4. September 1944.

Auch im Vorfeld des Zweiten Weltkrieges hatte sich der Staat deutlich als „Neutral“ erklärt und aus der Erfahrung der Missachtung dieser internationalen Rechtsposition zu Beginn des Ersten Weltkrieges eine eindeutige Positionierung von der deutschen Seite eingefordert. bot die Regierung sogar den Abschluss eines gegenseitigen Vertrages zur Anerkennung der bestehenden Grenzen an. Ungeachtet dieser völkerrechtlich eindeutigen Position erfolgte der deutsche Überfall ohne offizielle Kriegserklärung. Im Mai 1940 wurde es (wie auch die Niederlande und Luxemburg) von der deutschen Wehrmacht auf dem sogenannten Westfeldzug besetzt. Belgien blieb bis 1944/45 besetzt, Minderheiten wie Juden und Roma wurden in Konzentrationslager deportiert. Bis zur Befreiung durch die Westalliierten hatte es – wie halb Europa – unter der Willkürherrschaft der nationalsozialistischen Diktatur und die jüdische Bevölkerung unter ihrer Verfolgung und Vernichtung zu leiden; Städte und Landschaften blieben aber weitgehend von Kriegszerstörungen verschont. Lediglich die Ardennenoffensive im Dezember 1944 und Januar 1945 führte im Osten des Landes, vor allem um Sankt Vith und Bastogne, zu schweren Zerstörungen.
Die bereits seit 1944 geplante Zoll- und Wirtschaftseinheit von Belgien, den Niederlanden und Luxemburg wurde im Haager Vertrag am 3. Februar 1958 vereinbart und ist am 1. November 1960 in Kraft getreten (Benelux-Länder). Belgien zählt zu den Gründerstaaten der Europäischen Wirtschaftsgemeinschaft (EWG) und hat eine wichtige Rolle im europäischen Einigungsprozess gespielt. Das Land bzw. die belgische Hauptstadt Brüssel wurde Sitz internationaler Organisationen wie der NATO und der Europäischen Union.
Die Innenpolitik nach dem Zweiten Weltkrieg war von der Föderalisierung des belgischen Staates und seiner Institutionen geprägt, die sezessionistische Tendenzen der verschiedenen Sprachräume, insbesondere des flämischen Nordens zu mildern versuchte. In Flandern erzielen separatistische Parteien hohe Stimmenanteile.
Siehe auch: Liste der Premierminister von Belgien, Belgisch-Kongo, Flämisch-wallonischer Konflikt und Flämische Bewegung

## Politik

### Staatsform und Institutionen

Schaubild zur belgischen Verfassung, mit den bedeutenden Änderungen von 2014

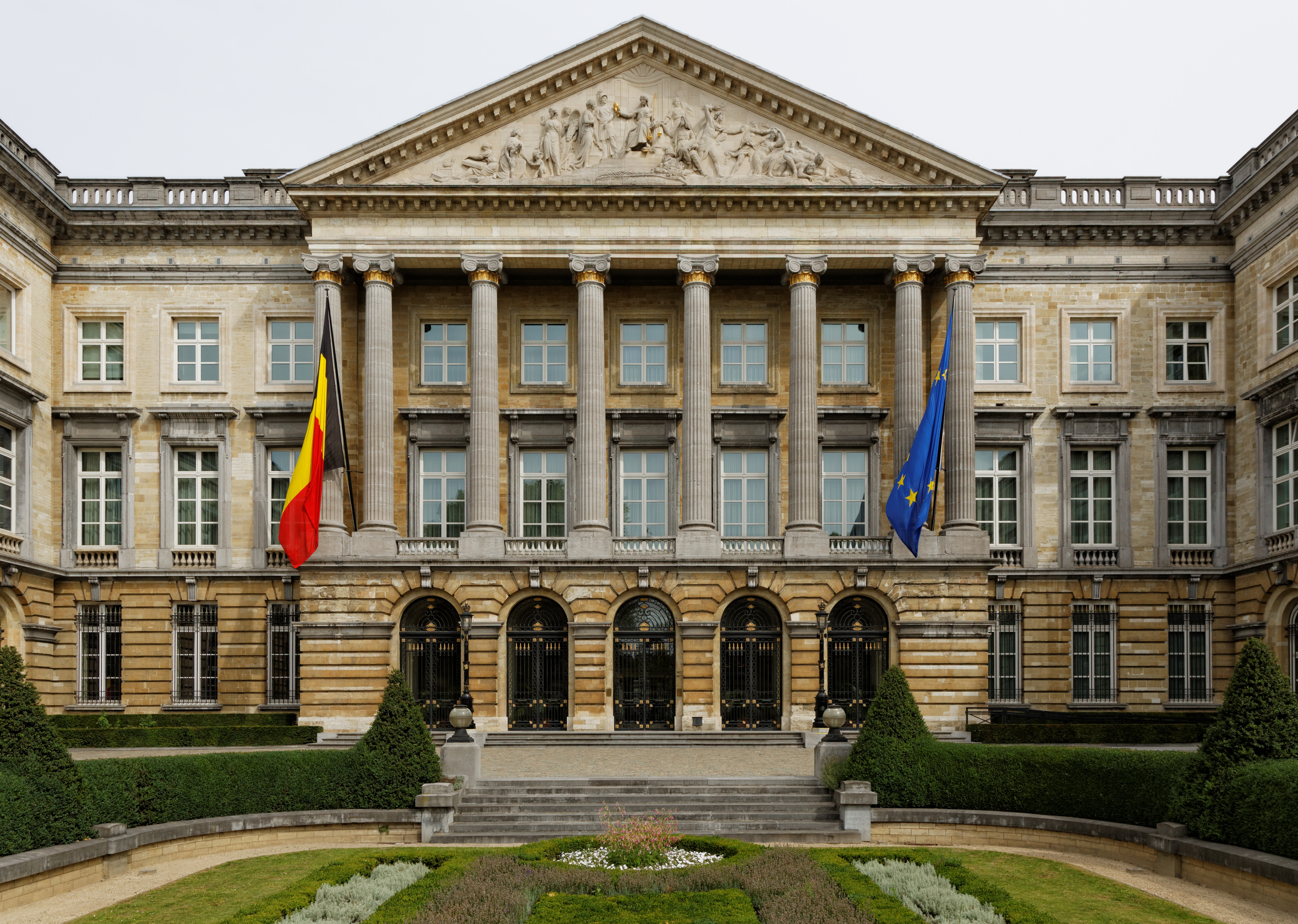
Der Palast der Nation ist Sitz des belgischen föderalen Parlaments.

Belgien ist de jure, d. h. rein verfassungsrechtlich, eine konstitutionelle Monarchie, hat sich jedoch de facto zu einer parlamentarischen Monarchie entwickelt, die seit der Verfassungsänderung 1993 bundesstaatlich organisiert ist. Die Bundeslegislative setzt sich zusammen aus dem König sowie den beiden Parlamentskammern, der bedeutenderen Abgeordnetenkammer mit 150 und dem Senat mit 60 Mitgliedern. Das aktive und passive Frauenwahlrecht auf nationaler Ebene existiert erst 1948 zu denselben Bedingungen wie das Wahlrecht für Männer.
Der König gehört auch der Exekutive an, die er zusammen mit der 15-köpfigen Föderalregierung bildet, der wiederum der Premierminister als primus inter pares vorsteht.
Die föderalen Institutionen sind verantwortlich für Justizwesen, Finanzpolitik, innere Sicherheit, Außenpolitik, Landesverteidigung und soziale Sicherheit.

### Hoheitssymbole
Das Königreich Belgien verfügt über eine Flagge sowie ein großes, mittleres und kleines Wappen.

Flagge 2:3
Großes Wappen
Mittleres Wappen
Kleines Wappen

### Politische Parteien
Die meisten politischen Parteien spalteten sich in den 1960er- bis 1980er-Jahren in jeweils eine flämische und eine frankophone Partei auf, häufig gibt es auch ein deutschsprachiges Pendant. Parteien derselben Gruppierung arbeiten aber mehr oder weniger eng zusammen und bilden manchmal auch Fraktionsgemeinschaften. Die deutschsprachigen Parteien sind ausschließlich regional tätig.
| Partei                                                       | Sitze | Anmerkung |
| ------------------------------------------------------------ | ----- | --- |
| Flämische Parteien                                           |       | |
| Nieuw-Vlaamse Alliantie (N-VA)                               | 25    | konservative Separatisten, hervorgegangen aus der Volksunie                                                    |
| Vlaams Belang (VB)                                           | 18    | rechtspopulistische Separatisten, ehemals Vlaams Blok                                                          |
| Christen-Democratisch en Vlaams (CD&V)                       | 12    | Christdemokraten, ehemals CVP                                                                                  |
| Open Vlaamse Liberalen en Democraten (Open Vld)              | 12    | Liberale, ehemals PVV                                                                                          |
| Vooruit                                                      | 9     | Sozialisten, ehemals SP, ehemals SP.a                                                                          |
| Groen                                                        | 8     | Grüne, ehemals Agalev                                                                                          |
| Frankophone Parteien                                         |       | |
| Parti Socialiste (PS)                                        | 20    | Sozialisten |
| Mouvement Réformateur (MR)                                   | 14    | Liberale, ehemals PLP und PRL                                                                                  |
| Ecolo                                                        | 13    | Grüne |
| Les Engagés (LE)                                             | 5     | Christdemokraten, ehemals PSC und cdH                                                                          |
| Démocrate Fédéraliste Indépendant (DéFI)                     | 2     | Vertretung von Frankophonen vor allem in Brüssel, ehemals FDF, 1995 bis 2010 gemeinsame Listen mit PRL bzw. MR |
| Landesweite Parteien                                         |       | |
| Partij van de Arbeid/Parti du Travail de Belgique (PVDA/PTB) | 12    | Kommunisten, ehemals AMADA/TPO                                                                                 |

### Politische Indizes
| Name des Index                     | Indexwert    | Weltweiter Rang | Interpretationshilfe | Jahr |
| ---------------------------------- | ------------ | --------------- | --- | ---- |
| Fragile States Index               | 30,3 von 120 | 159 von 179     | Stabilität des Landes: sehr stabil 0 = sehr nachhaltig / 120 = sehr alarmierend Rang: 1 = fragilstes Land / 179 = stabilstes Land | 2024 |
| Demokratieindex                    | 7,64 von 10  | 34 von 167      | Unvollständige Demokratie 0 = autoritäres Regime / 10 = vollständige Demokratie                                                   | 2024 |
| Freedom in the World Index         | 96 von 100   | —               | Freiheitsstatus: frei 0 = unfrei / 100 = frei                                                                                     | 2024 |
| Rangliste der Pressefreiheit       | 80,1 von 100 | 18 von 180      | Zufriedenstellende Lage für die Pressefreiheit 100 = gute Lage / 0 = sehr ernste Lage                                             | 2025 |
| Korruptionswahrnehmungsindex (CPI) | 69 von 100   | 22 von 181      | 0 = sehr korrupt / 100 = sehr sauber                                                                                              | 2024 |

### Flämisch-wallonische Konflikte

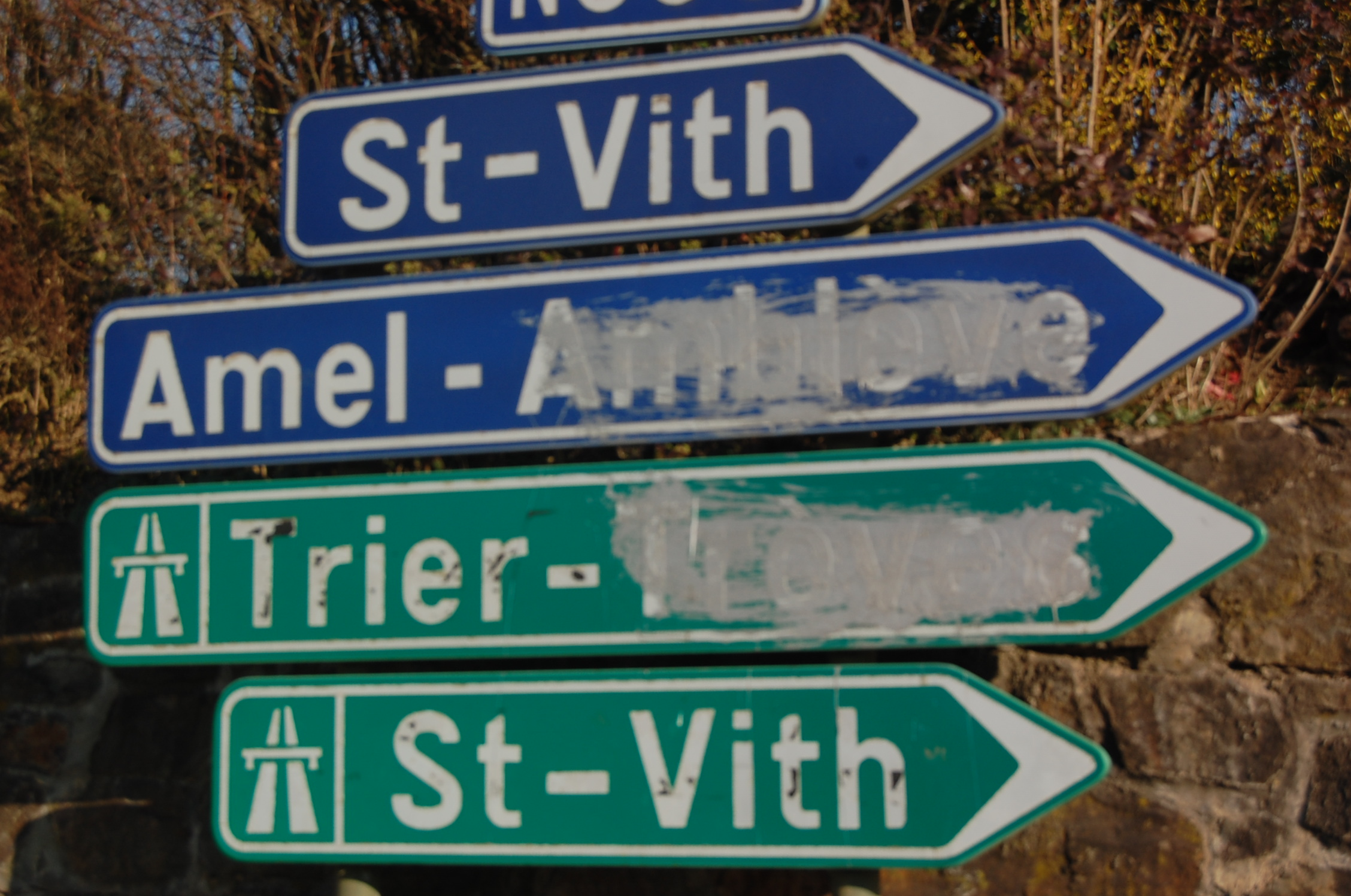
Auf einem deutsch-französischen Straßenschild in der deutschsprachigen Gemeinschaft wurden die französischen Bezeichnungen unkenntlich gemacht.

Belgien ist von innerer Zerrissenheit – vor allem zwischen der flämischen (niederländischsprachigen) und der wallonischen (französischsprachigen) Bevölkerung – geprägt.
Im Unterschied zur Schweiz (dortige Sprachgruppenanteile) bildet das Nebeneinander der Sprachgruppen einen erheblichen Konfliktstoff. Die Ursachen hierfür sind kulturhistorisch und sozioökonomisch bedingt. Der Belgien-Experte Christoph Driessen beschreibt Belgien als ein Land, „in dem viele Menschen Niederländisch oder Französisch sprechen, ohne niederländisch oder französisch sein zu wollen“.
Der flämisch-wallonische Konflikt, der zunächst vor allem soziale Ursachen hatte (Verarmung der flämischen Bauernschaft zur Zeit der Industriellen Revolution, soziale Benachteiligung dieser Bevölkerungsschicht im politischen und gesellschaftlichen Gefüge des Landes bei gleichzeitigem Wirtschaftsboom und kulturellem Aufstieg der Wallonie im 19. und frühen 20. Jahrhundert), dauert bis heute an, obwohl sich die sozio-ökonomischen Verhältnisse seit dem Niedergang der für die Wallonie prägenden Montanindustrie in der zweiten Hälfte des 20. Jahrhunderts und dem Aufschwung neuer Wirtschaftszweige in Flandern grundlegend gewandelt haben.
Daher sind zum Beispiel Volkszählungen, welche die gesprochene Sprache der Einwohner erheben, seit 1961 verboten, um nicht immer wieder aufgrund von sich wandelnden statistischen Ergebnissen neue Konflikte um die Zugehörigkeit bestimmter auf der Sprachengrenze liegender Gemeinden zur einen oder anderen Region anzufachen. Um insbesondere die Situation in diesen gemischtsprachlichen Gegenden zu entschärfen, wurden zum Teil Fazilitätengemeinden mit besonderen Minderheitenrechten (insbesondere im Schulbereich) geschaffen.
„Insgesamt gesehen haben die Spannungen zwischen den beiden großen Volksgruppen Belgiens in der letzten Generation abgenommen. Ein Ende Belgiens ist nicht in Sicht“, urteilte 2018 der Historiker Christoph Driessen in seinem Buch Geschichte Belgiens und verwies darauf, dass die separatistischen Parteien in Flandern in der Minderheit seien und es in Wallonien praktisch keine separatistischen Bestrebungen mehr gebe. Jüngere Belgier sowie viele Einwanderer könnten mit dem Sprachenstreit weniger anfangen als frühere Generationen; sie folgen anderen Identifikationsmodellen, in denen der Frage der Zugehörigkeit zur einen oder anderen Sprachgruppe weniger Gewicht zukommt. Dass es einen innerbelgischen Zusammenhalt gebe, habe auch die Begeisterung für die gesamtbelgische Mannschaft bei der Fußball-Weltmeisterschaft 2018 gezeigt, bei der Belgien den dritten Platz belegte. Nichtsdestoweniger ist zu beobachten, dass trotz des verpflichtenden Schulunterrichts in der jeweils anderen Landessprache gute Kenntnisse des Niederländischen in Wallonien kaum verbreitet sind und die flüssige Beherrschung des Französischen in Flandern im Vergleich zu früheren Generationen abgenommen hat. Nicht nur in der Staatsstruktur, auch kulturell führen beide Bevölkerungsgruppen ein weitgehend getrenntes Dasein. Im kulturellen Sektor besteht eine ausgeprägte Affinität Flanderns zu den Niederlanden und Walloniens zu Frankreich. Gleichwohl wird darauf geachtet, dass auf föderaler politischer Ebene die Mehrsprachigkeit Belgiens demonstriert wird; so müssen Spitzenpolitiker, insbesondere in Regierungsämtern, die zweite Landessprache beherrschen (oder lernen), um zu reüssieren, und der König hält Ansprachen, die sich an alle Belgier richten, konsequent in allen drei Amtssprachen.

### Politische Entwicklungen seit 2008
Im März 2008 verständigten sich flämische und frankophone Christdemokraten (CD&V und cdH) und Liberale (Open Vld und MR) sowie die wallonischen Sozialisten (PS) auf die Bildung einer gemeinsamen Regierung mit Yves Leterme (CD&V) als Premierminister.
Am 18. Dezember 2008 teilte der Kassationshof – das höchste ordentliche Gericht in Belgien – in einem Brief an den Kammervorsitzenden Herman Van Rompuy mit, dass Leterme versucht habe, das Gericht in der Frage des geplanten Verkaufs der belgischen Bank Fortis an den französischen Finanzkonzern BNP Paribas zu beeinflussen; dies hatte Leterme kurz zuvor noch bestritten. Tags darauf trat Leterme zurück.
Ab dem 30. Dezember 2008 führte Herman Van Rompuy (CD&V) die belgische Föderalregierung, welche sich aus derselben Fünfparteien-Koalition zusammensetzte. Nachdem er jedoch am 19. November 2009 zum ersten ständigen Präsidenten des Europäischen Rates designiert worden war, legte er sein Amt am 25. November 2009 nieder. Am gleichen Tag noch wurde Yves Leterme erneut zum Premierminister ernannt und führte seither seine zweite Föderalregierung in dieser Legislaturperiode. Diese Regierung zerbrach im April 2010 wieder, als nach internen Streitigkeiten um eine Lösung im Konflikt um den zweisprachigen Wahlkreis Brüssel-Halle-Vilvoorde die flämische liberale Partei OpenVLD ihren Rückzug aus der Regierung bekanntgab.
Bei den vorgezogenen Neuwahlen am 13. Juni 2010 gewannen die flämischen Nationalisten der N-VA unter Bart De Wever 27 der 150 Sitze und stellten damit unter den flämischen Parteien die stärkste Fraktion im Parlament. In Wallonien wurde die sozialistische PS von Elio Di Rupo stärkste politische Kraft. Die Regierungsbildung war schwierig, und erst anderthalb Jahre später konnte Elio Di Rupo eine Koalitionsregierung bilden, die am 5. Dezember 2011 ernannt wurde. Als „Tripartite“ aus den Parteifamilien der Sozialisten, Liberalen und Christdemokraten bestehend, hatte sie unter den flämischen Parteien keine Mehrheit. Mit dem Sozialisten Elio Di Rupo wurde erstmals seit dem Ende der letzten Regierung von Paul Vanden Boeynants 1979 ein Frankophoner und ein Sozialist zum belgischen Ministerpräsidenten gewählt. Bis zu seiner Wahl blieb die Regierung Leterme geschäftsführend im Amt. Die Zeitspanne von 541 Tagen von der Wahl bis zur Bildung der neuen Regierung stellt einen Rekord in der modernen Weltgeschichte dar.
Am 21. Juli 2013 – dem belgischen Nationalfeiertag – dankte König Albert II. zugunsten seines ältesten Sohnes Philippe ab, nachdem er dies am 3. Juli 2013 angekündigt hatte.
Bei der Wahl vom 25. Mai 2014 verloren vor allem die Sozialisten Stimmen, wodurch die vormalige Regierung keine Mehrheit mehr hatte. Die N-VA konnte weitere Zugewinne verbuchen. Am 11. Oktober 2014 wurde die neue Regierung, die Coalition suédoise („schwedische Koalition“) genannt wurde, unter dem frankophonen Premierminister Charles Michel vereidigt. Im Gegensatz zu den bisher üblichen breiten Koalitionen stammen alle beteiligten Parteien, die flämischen Nationalisten (N-VA), Christdemokraten (CD&V) und die Liberalen beider Sprachgruppen (MR und Open Vld) aus dem Mitte-rechts-Spektrum. Erstmals seit 1988 waren die Sozialisten nicht an der Regierung beteiligt, die auf frankophoner Seite keine Mehrheit hatte.
Die Regierung Michel I stürzte im Dezember 2018 über die Ratifizierung des UN-Migrationspakts, die von der N-VA abgelehnt wurde und die sich dann aus der Regierung zurückzog. Daraufhin bildete Charles Michel die Regierung Michel II ohne die N-VA-Mitglieder, die aber vor einem Misstrauensvotum am 18. Dezember 2018 zurücktrat und anschließend geschäftsführend im Amt blieb, auch über die Parlamentswahlen vom 26. Mai 2019 hinaus, da sich keine neue Mehrheit fand.
Nachdem Charles Michel als Nachfolger von Donald Tusk zum Präsidenten des Europäischen Rates gewählt worden war, kündigte er am 26. Oktober 2019 seinen Rücktritt an. Am 27. Oktober 2019 ernannte der König Sophie Wilmès zur neuen geschäftsführenden Ministerpräsidentin, die erste Frau in diesem Amt seit der Unabhängigkeit vor 188 Jahren. Am 17. März 2020 wurde sie vom König als ordentliche Premierministerin der Regierung Wilmès II vereidigt, nachdem ihr angesichts der COVID-19-Pandemie alle Parteien mit Ausnahme der wallonischen Kommunisten, der flämischen Nationalisten der N-VA und der flämischen Rechtsextremisten von Vlaams Belang die Unterstützung zusagten. Sie versprach, sich nur um die COVID-19-Pandemie in Belgien und deren Folgen zu kümmern und nach einem halben Jahr die Vertrauensfrage zu stellen. Nachdem die Regierungsbildung weiter stockte, sich folglich eine neue Koalition sammelte, jedoch für einen der Informateurs wegen einer Infektion mit COVID-19 die Quarantäne angeordnet wurde, wurde die Zeit erneut verlängert.
Am 1. Oktober 2020 wurde die neue Regierung unter Premierminister Alexander De Croo vereidigt, die erstmals aus sieben Parteien der vier Parteifamilien der Sozialisten, Liberalen, Christdemokraten und Grünen besteht, und „Vivaldi-Koalition“ genannt wird. Sie gilt als linksliberal, ist erstmals paritätisch mit zehn Frauen und zehn Männern besetzt, deutlich jünger und mit fünfzehn Regierungsmitgliedern besetzt, die nie zuvor ein föderales politisches Amt ausübten. Sophie Wilmès wurde darin Außenministerin.
Die Regierung De Wever bildet seit dem 3. Februar 2025 die Regierung Belgiens. Sie wurde nach der Parlamentswahl 2024 gebildet und löste die Regierung De Croo ab. Die Regierungsparteien umfassen eine Mitte-Rechts-Koalition aus fünf Parteien, von denen die flämischen Nationalkonservativen der N-VA den Regierungschef Bart De Wever stellen. Aufgrund der Farbgebung der beteiligten Parteien (N-VA, wallonische Liberale, flämische und wallonische Christdemokraten, flämische Sozialdemokraten) wird diese Koalition als Arizona-Koalition bezeichnet.

### Europapolitik

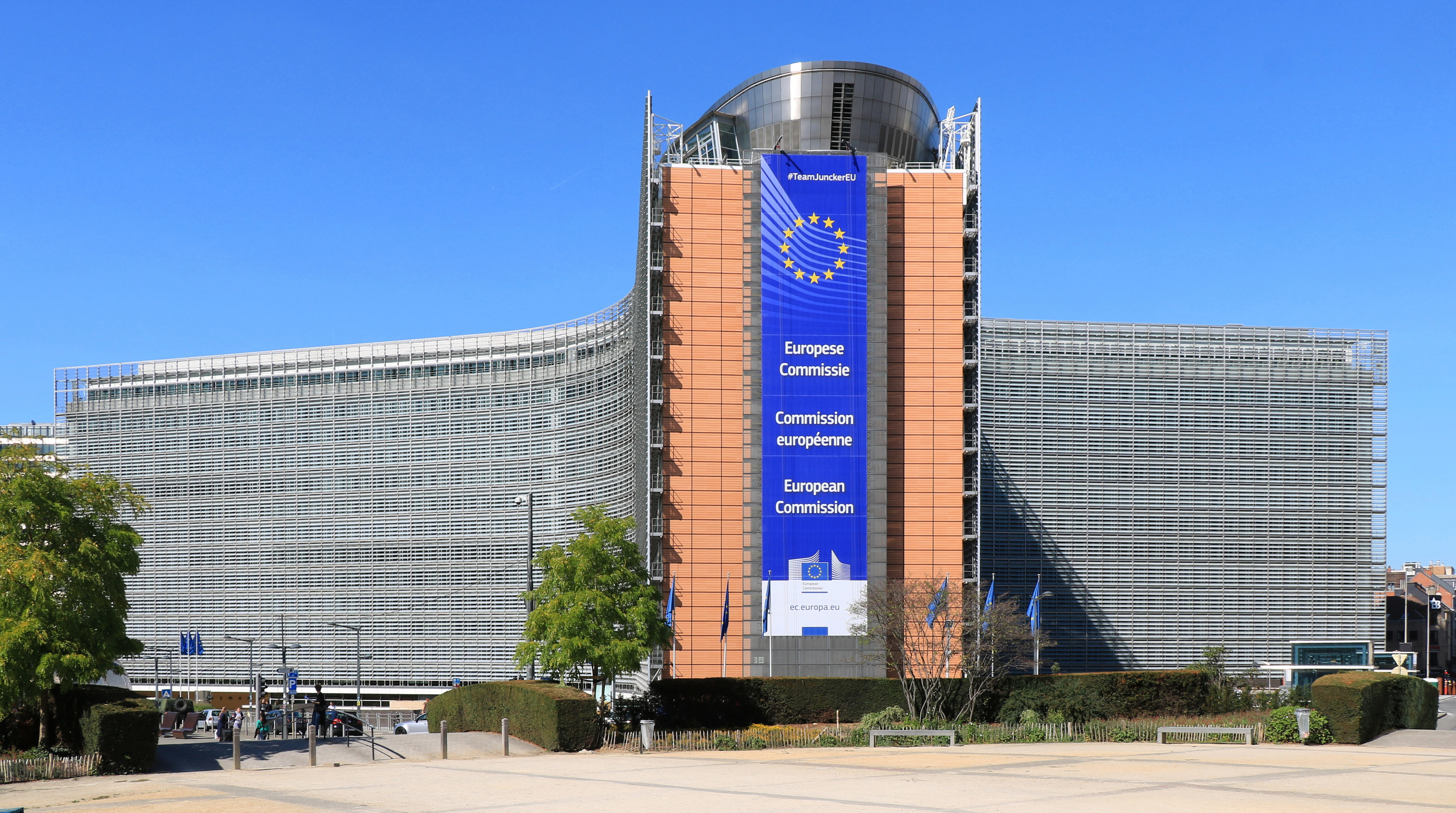
Sitz der Europäischen Kommission in Brüssel

Belgien ist Gründungsmitglied der Europäische Gemeinschaft für Kohle und Stahl und ihrer Nachfolgeeinrichtungen, der Benelux-Gemeinschaft und des Europarates. Das Land ist ebenfalls Gründungsmitglied der Europäischen Währungsunion. Eurobarometer-Umfragen zeigen regelmäßig, dass die belgische Bevölkerung etwa zu zwei Drittel pro-europäisch eingestellt ist, was über dem EU-Durchschnitt von knapp über 50 Prozent liegt. Die belgische Hauptstadt Brüssel ist Sitz mehrerer EU-Institutionen und Agenturen wie die Kommission, das Parlament, der Ministerrat, der Wirtschaft- und Sozialausschuss oder der Ausschuss der Regionen, sowie zahlreicher Lobbying-Gruppen, Nichtregierungsorganisationen usw., die im Bereich der Europapolitik arbeiten.
Die belgischen Regierungen seit 1945 haben sich für den Aufbau Europas eingesetzt. Unter belgischem Ratsvorsitz in der zweiten Hälfte 2001 wurde die Einberufung des Verfassungskonvents beschlossen, der einige Jahre später den Vertrag über eine Verfassung für Europa (VVE) hervorbringen sollte. Belgien setzte sich für den Ratifizierungsprozess des VVE ein und – nach dessen Scheitern – für die Erhaltung der Substanz des VVE im Vertrag von Lissabon, der am 13. Dezember 2007 unterschrieben wurde und am 1. Dezember 2009 in Kraft trat.
Belgiens Verteidigungspolitik stützt sich nicht nur auf die NATO (Belgien ist Gründungsmitglied), sondern auch auf die EU im Rahmen der Gemeinsamen Außen- und Sicherheitspolitik (GASP). Die Hauptstadt Brüssel ist sowohl Sitz der NATO-Hauptorgane als auch der Europäischen Verteidigungsagentur der EU, was Belgien zum Zentrum der euro-atlantischen Verteidigungsstrukturen macht. Das Land stellt für die EU Battlegroups Truppen bereit und beteiligt sich an Einsätzen der EU, beispielsweise an der EUFOR. Durch seine historischen Verbindungen zum afrikanischen Land Kongo ist Belgien Meinungsführer bei Angelegenheiten der Großen Seen und Zentralafrikas innerhalb der EU und ist maßgeblich um eine friedliche Stabilisierung des Ostkongo bemüht.
Durch Belgiens föderale Struktur, die der Lokalebene außerordentlich Zuständigkeiten zuweist, sind sowohl die Regionen als auch die Gemeinschaften maßgeblich an der belgischen Europapolitik beteiligt und zugleich von der Umsetzung politischer Ziele der EU betroffen. Zum Beispiel sind sie zuständig für Kulturpolitik und können in diesem Bereich Verträge mit ausländischen Staaten abschließen, sodass sie im Ausland ein eigenständiges Profil aufgebaut haben, zum Beispiel indem sie in einigen belgischen Botschaften Kulturreferenten stellen.
Im ersten Halbjahr 2024 hat Belgien den Ratsvorsitz zum dreizehnten Mal inne. Erster Vorsitzender des Rates der Europäischen Union war 1958 der damalige belgische Außenminister Victor Larock. Nach dem Inkrafttreten des Vertrags von Lissabon wurde der Belgier Herman Van Rompuy in das neugeschaffene Amt des Präsidenten des Europäischen Rates berufen; zwischen dem 1. Dezember 2019 und dem 30. November 2024 hatte der Belgier Charles Michel dieses Amt inne.

### Belgisch-deutsche Beziehungen
Belgien und Deutschland arbeiten eng zusammen. Beide Länder sind Gründungsstaaten der EU. Beide Länder sind zudem Mitglied der NATO.
Die wirtschaftliche Zusammenarbeit ist eng. Deutschland belegt bei den Handelspartnern Belgiens den zweiten Platz nach den Niederlanden. Für die belgische Exportwirtschaft ist Deutschland der wichtigste Partner. Belgien ist Deutschlands elftgrößter Handelspartner weltweit.

### Militär

Belgischer Soldat während einer Übung

Die Belgischen Streitkräfte (niederländisch Defensie van België, französisch Armée belge) untergliedern sich in Heer, Marine, Luftstreitkräfte und medizinisches Korps (niederländisch Medische Component, französisch Corps médical). 2006 hatten die Belgischen Streitkräfte eine Stärke von 36.000 Mann. Der freiwillige Wehrdienst wurde formell 1994 abgeschafft. Belgien gab 2017 knapp 0,9 Prozent seiner Wirtschaftsleistung oder 4,4 Milliarden US-Dollar für seine Streitkräfte aus.
Die Landstreitkräfte sind mit 24.600 die größte der Teilstreitkräfte.
Die belgischen Luftstreitkräfte (niederländisch Luchtmacht, französisch Force Aérienne Belge) ist mit 6350 Mann die zweitgrößte Teilstreitkraft. Ihr stehen 72 F-16-Kampfflugzeuge sowie 31 Hubschrauber zur Verfügung.
Die Marine ist in einem gemeinsamen Benelux-Kommando organisiert. Sie verfügt über zwei Wielingen-Fregatten, sechs Minenjäger und ein Flusspatrouillenschiff.

### Polizei

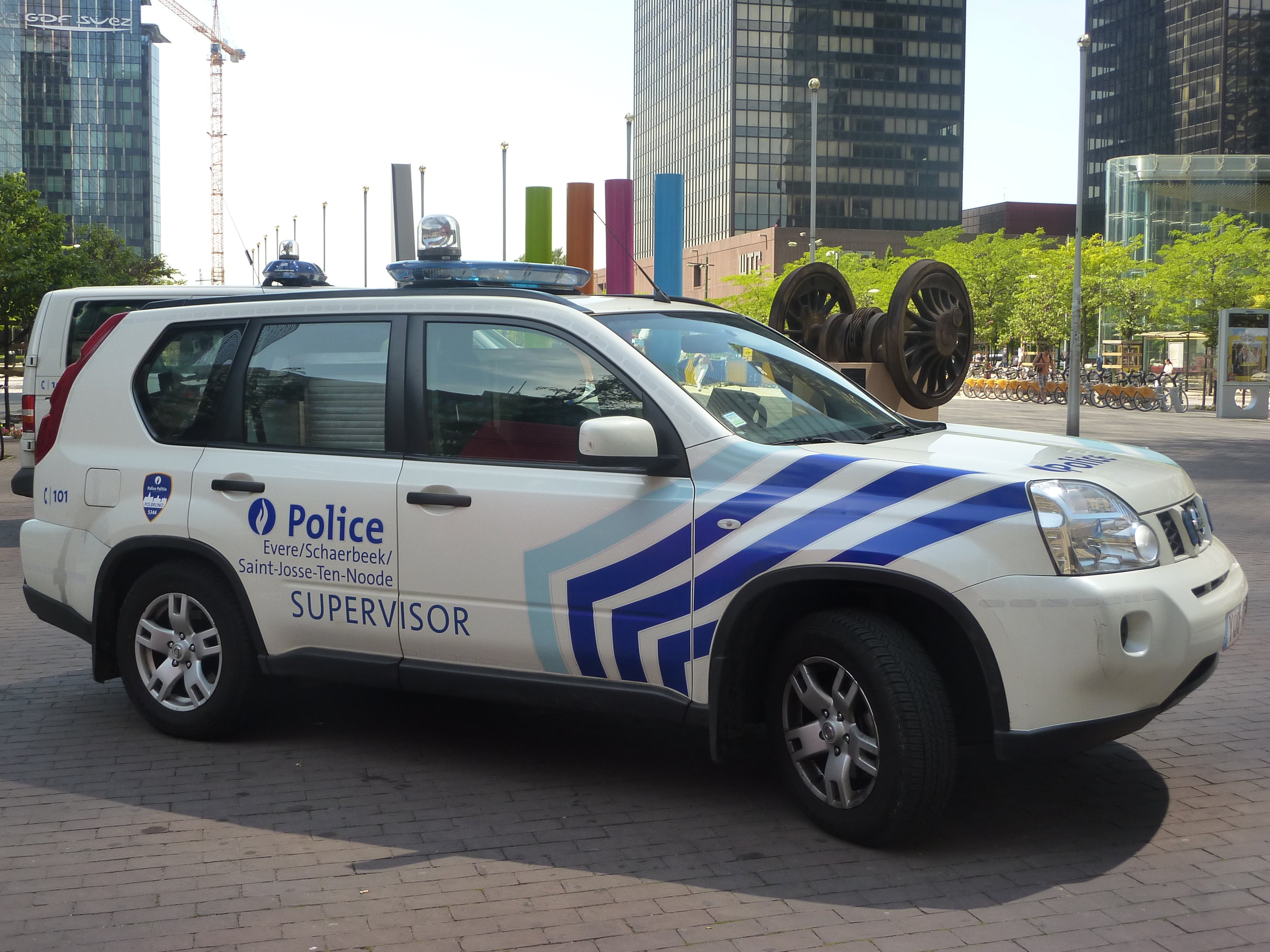
Polizeifahrzeug der föderalen Polizei in Brüssel

Die Polizeireform von 2001 hat eine auf zwei Ebenen strukturierte integrierte Polizei geschaffen:
- Föderale Polizei (niederländisch Federale Politie, französisch Police Fédérale), mit einem Generalkommissariat und drei Generaldirektionen (der Verwaltungspolizei, der Kriminalpolizei und der Direktion für Unterstützung und Verwaltung). Diese sind zum Teil auch auf Provinz- bzw. Gerichtsbezirksebene dezentralisiert.
- Lokale Polizei (niederländisch Lokale Politie, französisch Police Locale) mit ihren momentan 195 Polizeizonen ist aus kommunalen Polizeieinheiten und der bis 2001 bestehenden Gendarmerie (niederländisch Rijkswacht) gebildet worden.

### Verwaltungsgliederung

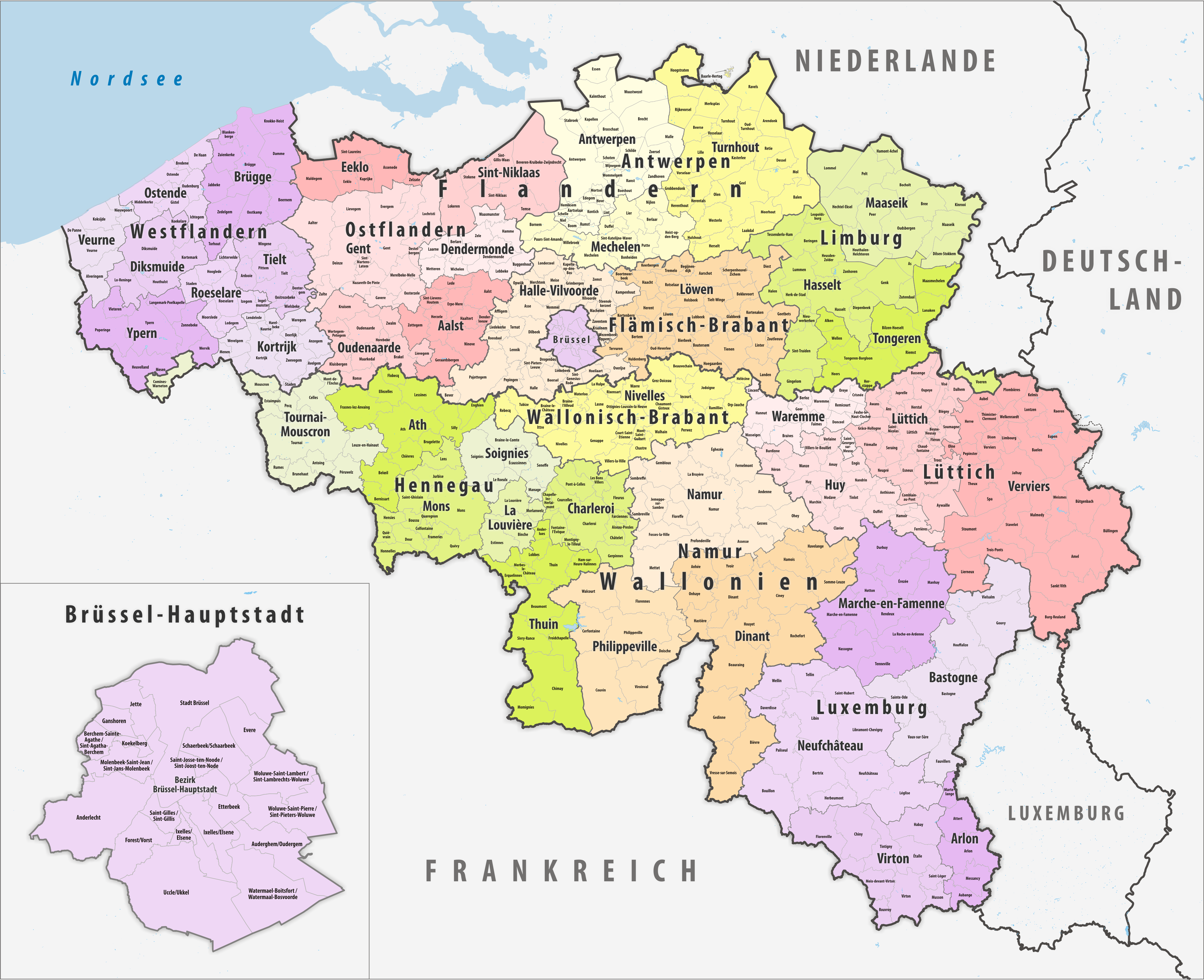
Verwaltungsgliederung Belgiens (eingezeichnet: Regionen, Provinzen, Bezirke und Gemeinden)

Belgien ist seit 1993 ein Bundesstaat, der sich sowohl in drei Regionen als auch in drei Gemeinschaften gliedert. Als nachgeordnete Verwaltungseinheiten bestehen zehn Provinzen und 43 Arrondissements. Die lokale Selbstverwaltung wird von den 589 Gemeinden ausgeübt.
Sowohl die Regionen als auch die Gemeinschaften sind Gliedstaaten des belgischen Bundesstaates; sie unterscheiden sich durch ihre territoriale Abgrenzung und ihre Kompetenzen. Die Regionen (niederländisch gewesten, französisch régions) sind zuständig für große Bereiche der Wirtschafts-, Umwelt-, Verkehrs- und Agrarpolitik, zudem üben sie die Rechts- und ggf. Fachaufsicht über Provinzen, Arrondissements und Gemeinden aus. Die Gemeinschaften (niederländisch gemeenschappen, französisch communautés; früher häufig auch als Kultur- bzw. Sprachgemeinschaften bezeichnet) verantworten das gesamte Bildungswesen, die Kulturpolitik sowie weitere „personenbezogene Angelegenheiten“ (Bereiche der Familien-, Gesundheits- und Sozialpolitik, unter anderem die öffentlichen Krankenhäuser). Auch im Vergleich mit anderen Bundesstaaten verfügen Regionen und Gemeinschaften zusammengenommen über ein hohes Maß an Kompetenzen, zudem können sie in ihren Verantwortungsbereichen eigenständig Verträge mit ausländischen Staaten abschließen. Vom belgischen Staat abgeschlossene internationale Verträge, die Kompetenzen der Regionen bzw. Gemeinschaften betreffen, bedürfen der Zustimmung derer Parlamente; dies gilt beispielsweise für die Verträge der Europäischen Union. Bei der Bundesebene sind vor allem die Zuständigkeit für Außen-, Verteidigungs- und Finanzpolitik, die sozialen Sicherungssysteme sowie die Polizei und Justiz verblieben.
Die territoriale Abgrenzung der Regionen und Gemeinschaften richtet sich nach den Sprachgebieten: Die Flämische Region umfasst das niederländische Sprachgebiet, die Wallonische Region das französische und das deutsche Sprachgebiet, die zweisprachige Region Brüssel-Hauptstadt das französisch-niederländische Sprachgebiet. Die Flämische Gemeinschaft übt ihre Befugnisse auf dem niederländischen und dem zweisprachigen Sprachgebiet aus, die Französische Gemeinschaft auf dem französischen und dem zweisprachigen Sprachgebiet, die Deutschsprachige Gemeinschaft auf dem deutschen Sprachgebiet. Regionen und Gemeinschaften verfügen jeweils über ein eigenes Parlament und eine eigene Regierung. Allerdings haben die Flämische Gemeinschaft und die Flämische Region ihre Institutionen zusammengelegt, so dass es nur ein Flämisches Parlament und eine Flämische Regierung gibt, die sowohl die Befugnisse der Region als auch die der Gemeinschaft ausüben.
Außerdem kennt Belgien auf einer tieferen Verwaltungsebene die zehn Provinzen, die innerhalb der Regionen liegen:
- Die Flämische Region (niederländisch Vlaamse Gewest) umfasst fünf Provinzen:
  - Antwerpen (Hauptstadt Antwerpen)
  - Limburg (Hasselt)
  - Ostflandern (Gent)
  - Flämisch-Brabant (Löwen)
  - Westflandern (Brügge)
- Die Wallonische Region (französisch Région wallonne) umfasst ebenfalls fünf Provinzen:
  - Hennegau (Mons)
  - Lüttich (Lüttich)
  - Luxemburg (Arlon)
  - Namur (Namur)
  - Wallonisch-Brabant (Wavre)
- Die Region Brüssel-Hauptstadt (französisch Région de Bruxelles-Capitale, niederländisch Brussels Hoofdstedelijk Gewest) gilt als provinzfrei. Sie übt ihre Zuständigkeiten im Verwaltungsbezirk Brüssel-Hauptstadt aus, der deckungsgleich mit der Region Brüssel-Hauptstadt ist.

Die unterste Verwaltungsebene stellen die 581 Gemeinden dar (siehe auch Liste der Gemeinden in Belgien, Liste der Gemeinden in Flandern, Liste der Gemeinden in Wallonien).

### Staatshaushalt
Der Staatshaushalt umfasste 2009 Erträge (Einnahmen) von 163 Milliarden Euro. Dem standen Aufwendungen (Ausgaben) in Höhe von 183 Milliarden Euro gegenüber. Daraus ergibt sich ein Haushaltsdefizit in Höhe von 20 Milliarden Euro beziehungsweise 6,0 % des Bruttoinlandsprodukts. Belgien ist es in den Jahren zwischen 1995 und 2007 gelungen, den relativen Anteil der Staatsverschuldung am Bruttosozialprodukt deutlich abzubauen. Dieser Erfolg wird hingegen durch die Folgen der Weltfinanzkrise seit 2007 gefährdet. Am 25. November 2011 stufte die Ratingagentur Standard & Poor’s Belgien von der Bewertung „AA+“ auf „AA“ herab. Begründet wurde dies mit der schwelenden Staatskrise, dem geringen Wachstum und dem wachsenden Druck der Finanzmärkte.
Die Staatsverschuldung betrug zum 30. Juni 2016 455,3 Milliarden Euro oder 109,7 Prozent des Bruttoinlandsprodukts.
2020 betrug der Anteil der Staatsausgaben (in Prozent des Bruttoinlandsprodukts) folgender Bereiche:
- Gesundheit: 11,1 %
- Bildung: 6,7 %
- Militär: 1,3 %(2024)

## Wirtschaft
Die zentrale geografische Lage des Landes verschafft der belgischen Wirtschaft einen strategischen Vorteil im internationalen Handel, unterstützt durch eine gut ausgebaute Infrastruktur, wie den Hafen von Antwerpen. Belgien war das erste Land auf dem europäischen Festland, das industrialisiert wurde (ab den 1820er-Jahren). Starke Industrien entstanden in der Kohle, Stahl, Textilien, Maschinenbau, später auch Chemie. Städte wie Lüttich, Charleroi und Gent waren industrielle Kraftzentren. Der Staat galt um 1900 als „die Schweiz des Nordens“ – ein Synonym für Wohlstand, Stabilität, Infrastruktur und Exportstärke. Durch den Ersten und Zweiten Weltkrieg entstanden große Schäden, aber es erfolgte schnelle Erholung. In den 1950ern und 60ern wirtschaftlich stabil, aber die Schwerindustrie verlor an Bedeutung. Ab 1970er kamen strukturelle Schwächen wie eine veraltete Industrie zu Tage. Eine hohe Staatsverschuldung, und Arbeitslosigkeit waren die Folge. Gleichzeitig entwickelte sich Flandern zum neuen wirtschaftlichen Motor durch Logistik, Pharmazie und Dienstleistungen. Belgien ist neben Luxemburg das einzige Land mit einer selbstätigen Anpassung von Gehältern und Mieten an die Inflation.

### Entwicklung
Der nördliche Teil des heutigen Belgiens hatte ab dem Hochmittelalter bereits herausragende wirtschaftliche Bedeutung erlangt. Die Grafschaft Flandern war ein Mittelpunkt der Textilindustrie, vor allem für hochwertige Tuchware. Rohwolle wurde aus England eingeführt, in Flandern zu Tuch verarbeitet und Seide und anderen Luxusgütern hergestellt und nach ganz Europa ausgeführt. Es entstanden mächtige, selbstverwaltete Städte wie Brügge, Gent, Ypern, die sich früh von der feudalen Herrschaft lösten. Diese Städte hatten eigene Stadtrechte, Kaufmannsgilden und Märkte. Begünstigt wurde diese entwicklung durch die Lage an der Nordsee, Nähe zu England, Frankreich und dem Rhein. Damals war der Hafen von Brügge (Zwin) – einer der bedeutendsten Seehandelsplätze Europas (bis zum 15. Jh.) – noch schiffbar, bevor er versandete. Die flämischen Städte waren Teil des Netzwerkes der Hansestädte. Ab dem 14. Jh. ließ die Bedeutung allmählich nach. Der Hundertjähriger Krieg (1337–1453) und die Aufstände z. B. in Gent gegen die Burgunderherzöge schwächten die Gegend. Der Meeresarm Zwin, über den Brügge mit der Nordsee verbunden war, versandete ab dem 14. Jh. Brügge verlor den unmittelbaren Zugang zur See – und damit seine Vormachtstellung im internationalen Handel. Antwerpen übernahm zeitweise die Rolle Brügges, doch langfristig wanderten Handel und Macht nach Amsterdam, London und später ins spanische und portugiesische Kolonialreich.
Als spanische Truppen auf ihrem Feldzug Antwerpen im Jahr 1585 einnahmen, sperrten die nördlichen Provinzen als Vergeltung den Unterlauf der Schelde. Die Wirtschaft der südlichen Teils wurde damit erstickt, Der Westfälische Friede vernichtete diesen Handelsverkehr fast völlig, da die Niederlande die Sperrung der Schelde durchsetzte. Seit der Vereinigung der Niederlande mit Frankreich gegen Ende des 18. Jh. durch Napoleon Bonaparte wurde die Scheldeschiffahrt wieder frei. Der Hafen von Antwerpen wurde wiederhergestellt. Die Vereinigung Belgiens und der Niederlande durch den Wiener Kongress begünstigte weiter Antwerpen auf Kosten Amsterdams. Durch die Unabhängigkeit Belgiens von den Niederlanden im Jahr 1830 kam es nochmals kurzfristig zu einer Sperrung des Schelde-Unterlaufs.
Im 19. Jht. nahm der südliche Landesteil – die Wallonie – einen bedeutsamen Aufschwung durch die Ausbeutung der Kohlevorkommen entlang der Bassins La Louvière, Mons, Charleroi, Namur, dem Lütticher Becken und später dem Limburger Steinkohlerevier. Eisenerz wurde vor allem aus Lothringen und Luxemburg eingeführt und in Belgien verhüttet. Belgien wurde Ende des 19. Jh. durch die Entwicklung der Schwerindustrie und die Kolonisierung und Ausbeutung des Kongo neben Großbritannien zu dem reichsten Land Europas.

### Heutige Lage
Das Bruttoinlandsprodukt Belgiens betrug im Jahr 2023 632 Milliarden USD und war damit das siebtgrößte der Europäischen Union. Das Bruttoinlandsprodukt pro Kopf betrug im selben Jahr 53.854 USD. Belgien stand trotz seiner kleinen Bevölkerung im Jahr 2016 auf Platz 20 der größten Güterexporteure. Dank seiner Lage im Herzen Europas ist es sehr eng in das Handelsnetz der Europäischen Union integriert. Die wichtigsten Handelspartner Belgiens sind die Nachbarländer Frankreich, Deutschland und die Niederlande. Im Global Competitiveness Index, der die Wettbewerbsfähigkeit eines Landes misst, belegt Belgien Platz 20 von 137 Ländern (Stand 2017–2018). Im Index für wirtschaftliche Freiheit belegt das Land 2019 Platz 48 von 180 Ländern.
Die Arbeitslosenquote lag 2023 durchschnittlich bei 5,5 Prozent und damit leicht unter dem EU-Durchschnitt. Im Jahr Dez. 2023 betrug die Jugendarbeitslosigkeit 17,3 Prozent. Die Gesamtzahl der Beschäftigten wurde 2019 auf rund fünf Millionen geschätzt.
Verteilung der erwerbstätigen Bevölkerung nach Sektoren (Stand: 201 und in Klammern Anteil an der gesamten Wertschöpfung 2016):
- Landwirtschaft: 1,1 Prozent (0,7 Prozent)
- Industrie: 21,5 Prozent (22,3 Prozent)
- Dienstleistungssektor: 78,4 Prozent (77,0 Prozent)

| Jahr                                    | 2010   | 2015   | 2016   | 2017   | 2018   | 2019   | 2020   | 2021   | 2022   | 2023   |
| --------------------------------------- | ------ | ------ | ------ | ------ | ------ | ------ | ------ | ------ | ------ | ------ |
| BIP in Mrd. USD (Kaufkraftparität)      | 468,5  | 542,6  | 554,7  | 573,8  | 600,3  | 650,5  | 643,1  | 719,8  | 794,3  | 834,2  |
| BIP pro Kopf in USD (Kaufkraftparität)  | 43.220 | 48.287 | 49.041 | 50.546 | 52.662 | 56.787 | 55.809 | 62.292 | 68.373 | 71.035 |
| BIP-Wachstum (real)                     | 2,9 %  | 2,0 %  | 1,3 %  | 1,6 %  | 1,8 %  | 2,2 %  | −5,3 % | 6,9 %  | 3,0 %  | 1,4 %  |
| Inflation (in Prozent)                  | 2,3 %  | 0,6 %  | 1,8 %  | 2,2 %  | 2,3 %  | 1,2 %  | 0,4 %  | 3,2 %  | 10,3 % | 2,3 %  |
| Staatsverschuldung (in Prozent des BIP) | 100 %  | 105 %  | 105 %  | 102 %  | 100 %  | 98 %   | 112 %  | 108 %  | 104 %  | 105 %  |

### Tourismus

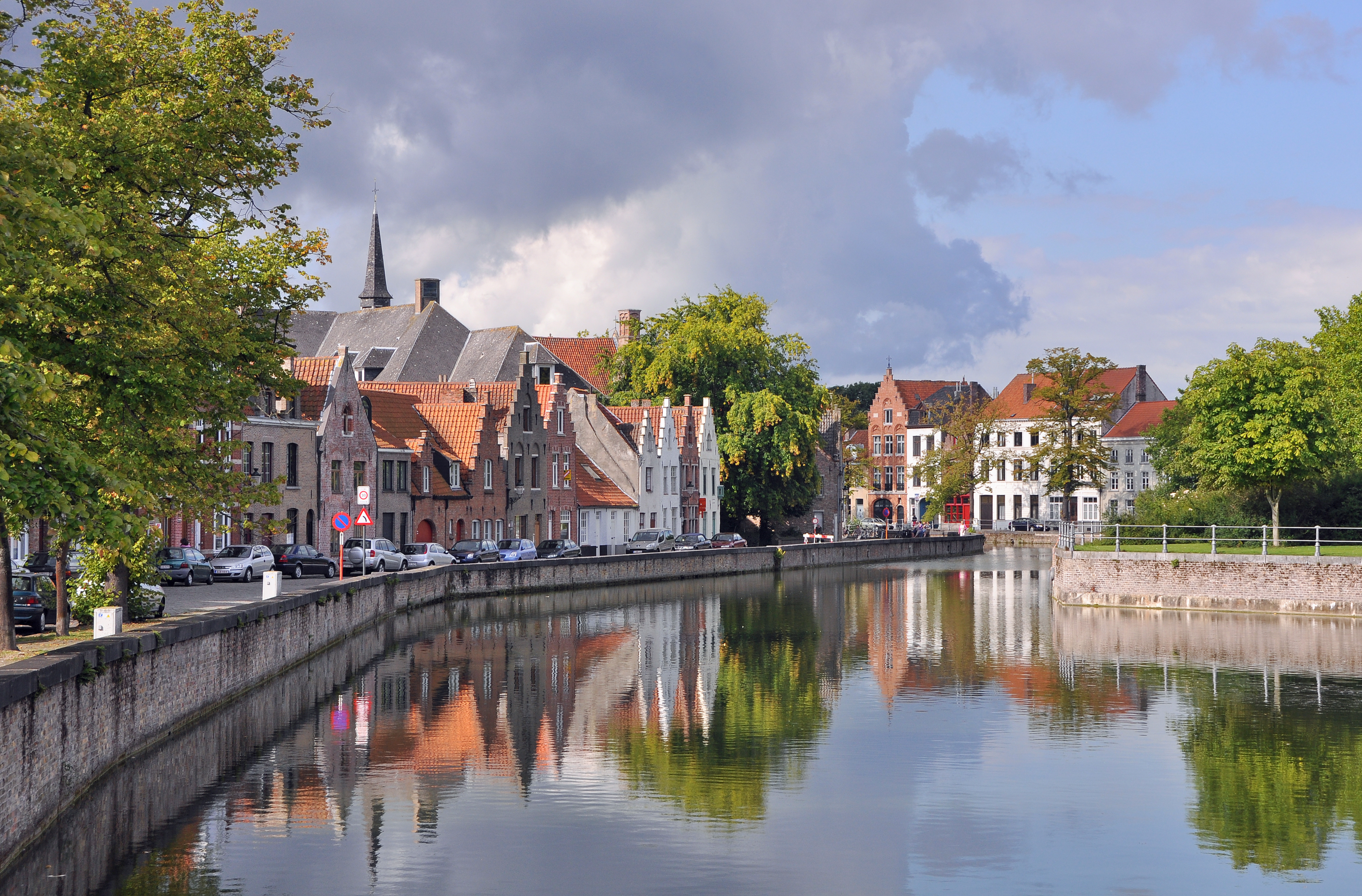
Langerei in Brügge

Der Tourismus spielt in Belgien eine große Rolle. Im Travel and Tourism Competitiveness Report 2017 des World Economic Forum belegt Belgien Platz 21 von 136 Ländern. Belgien wurde 2016 von 7,5 Millionen ausländischen Touristen besucht, die dem Land Einnahmen in Höhe von 11,8 Milliarden US-Dollar brachten. Vor allem Deutsche, Briten, Luxemburger, Franzosen und Niederländer besuchen Belgien. Bei den Briten ist außerdem eine Art Erster-Weltkrieg-Tourismus entstanden. In Westflandern stehen noch viele alte Kriegsdenkmäler und -friedhöfe. Daneben sind alle Ferienbadeorte an der belgischen Nordseeküste (Knokke-Heist, Brügge, Blankenberge, De Haan, Bredene, Ostende, Middelkerke, Nieuwpoort, Koksijde und De Panne) sehr beliebt. Außerdem sind die Ardennen eine vielbesuchte Urlaubsregion. Von der belgischen Nordseeküste aus kann man viele Tagestouren unternehmen, etwa in die Nachbarländer Frankreich und Niederlande oder Großbritannien.
Als besonders nachgefragt haben sich auch Städtetouren nach Brüssel, Hasselt, Gent, Antwerpen und andere erwiesen. Die Stadt Brügge ist wahrscheinlich die Stadt mit dem größten Tourismus. Sie wird gelegentlich Venedig des Nordens genannt.
Es existiert ein eigenständiger Tourismusverband für Flandern sowie ein weiterer für das übrige Belgien.

### Energiewirtschaft

#### Elektrizitätsversorgung
Belgien verfügt über zwei aktive Kernkraftwerke, die im Jahr 2022 für 46,4 Prozent der Gesamtstromerzeugung standen (siehe Kernenergie in Belgien). In den Wintermonaten 2018/19 drohte ein Blackout, als sechs Reaktoren gleichzeitig vom Netz genommen werden sollten. Im Jahr 1999 wurde ein Atomausstieg vom Parlament beschlossen und 2003 ein Zeitplan bis 2025 festgelegt. Bei der Umsetzung kam es jedoch zu Verzögerungen. Im März 2022 gab die Föderalregierung die Verlängerung des Atomausstiegs bis 2035 bekannt.
Neben der Kernenergie für die Grundlast setzt Belgien u. a. auf den Ausbau von Offshore-Windparks vor der Küste und produziert eine Leistung von 2,26 Gigawatt. Belgien ist durch Hochspannungs-Gleichstrom-Übertragungsleitungen (HGÜ) mit dem Vereinigten Königreich (Nemo Link; seit Januar 2019) und Deutschland (ALEGrO; seit November 2020) verbunden.

### Finanzwirtschaft
Das Land führt eine Wertpapierbörse – die Euronext Brüssel – mit ihrem Leitindex, dem BEL20. Darüber hinaus verfügt die belgische Regierung über einen Staatsfonds, der als Société Fédérale de Participations et d'Investissement (SFPIM) bekannt ist.

### Vermögen
Belgien stand laut einer Studie der Bank Credit Suisse aus dem Jahre 2017 auf Rang 17 weltweit beim nationalen Gesamtvermögen. Der Gesamtbesitz an Immobilien, Aktien und Bargeld belief sich auf insgesamt 2.453 Milliarden US-Dollar. Das Vermögen pro erwachsene Person beträgt 278.139 US-Dollar im Durchschnitt und 161.589 US-Dollar im Median (in Deutschland: 203.946 bzw. 47.091 US-Dollar). Beim Vermögen je Einwohner gehört Belgien damit zu den zehn reichsten Ländern weltweit. Insgesamt war 54 Prozent des gesamten Vermögens der Belgier finanzielles Vermögen und 46 Prozent nicht-finanzielles Vermögen. Der Gini-Koeffizient bei der Vermögensverteilung lag 2017 bei 63, was auf eine relativ moderate Vermögensungleichheit hindeutet. Die obersten 10 Prozent der belgischen Bevölkerung besaßen 47,6 Prozent des Vermögens und die obersten ein Prozent besaßen 17,5 Prozent des Vermögens, was eine niedrigere Vermögenskonzentration ist als in den meisten anderen europäischen Ländern. Der Anteil der Belgier mit einem Vermögen von über einer Million US-Dollar wird auf 3,9 Prozent der Bevölkerung geschätzt.

### Regionale Disparitäten
Bereits seit dem 19. Jahrhundert bestehen in Belgien Streitigkeiten zwischen den frankophonen Wallonen und den Niederländisch sprechenden Flamen (siehe auch flämisch-wallonischer Konflikt). Ein aktueller Streitpunkt hat seine Ursache in wirtschaftlichen Unterschieden zwischen den Landesteilen: Da sich die ehemals von Kohle- und Stahlindustrie geprägten wallonischen Regionen in einer Rezessionsphase befinden, ist die Arbeitslosigkeit dort im Vergleich zu den flämischen Regionen deutlich erhöht. Gleichzeitig wird das belgische Bruttonationaleinkommen zu zwei Dritteln in Flandern erwirtschaftet. Die flämische Region zahlt einen Solidarbeitrag, der in der Wallonie vor allem zur Finanzierung von Sozialleistungen verwendet wird. Diese Zahlungen sind jedoch in der flämischen Region politisch umstritten. Der wachsende Unmut über die wirtschaftliche Schwäche der wallonischen Region manifestiert sich insbesondere in der flämischen Separatistenbewegung, deren Hauptorganisationsträger die Partei Vlaams Belang ist.
| Rang | Provinz                    | BIP 2017 in Mio. Euro | BIP pro Kopf 2017, KKS, (EU-28 = 100) | BIP pro Kopf 2017 in Euro |
| ---- | -------------------------- | --------------------- | ------------------------------------- | ------------------------- |
| –    | Brüssel                    | 77.694                | 196                                   | 65.000                    |
| 1.   | Provinz Antwerpen          | 85.753                | 140                                   | 46.600                    |
| 2.   | Provinz Wallonisch-Brabant | 17.477                | 131                                   | 43.700                    |
| 3.   | Provinz Flämisch-Brabant   | 47.104                | 125                                   | 41.500                    |
| –    | Flandern                   | 259.786               | 120                                   | 39.800                    |
| –    | Belgien                    | 439.052               | 116                                   | 38.700                    |
| 4.   | Provinz Westflandern       | 45.263                | 115                                   | 38.100                    |
| 5.   | Provinz Ostflandern        | 53.855                | 108                                   | 35.900                    |
| –    | EU-28                      | 15.383.066            | 100                                   | 30.000                    |
| 6.   | Provinz Limburg            | 27.810                | 96                                    | 32.000                    |
| –    | Wallonische Region         | 101.378               | 84                                    | 28.000                    |
| 7.   | Provinz Lüttich            | 30.812                | 84                                    | 27.900                    |
| 8.   | Provinz Namur              | 13.008                | 80                                    | 26.400                    |
| 9.   | Provinz Hennegau           | 33.202                | 75                                    | 24.800                    |
| 10.  | Provinz Luxemburg          | 6.880                 | 73                                    | 24.300                    |

### Außenhandel

Belgien ist Teil des Europäischen Binnenmarkts. Zusammen mit 19 anderen EU-Mitgliedstaaten (blau) bildet es eine Währungsunion, die Eurozone.

|         | Mrd. US$ (2019) | % gg. Vj. | Mrd. US$ (2020) | % gg. Vj. | Mrd. US$ (2021) | % gg. Vj. |
| Einfuhr | 318,8           | −6,2      | 294,2           | −7,7      | 344,7           | +17,2     |
| Ausfuhr | 311,7           | −3,6      | 296,1           | −5,0      | 336,5           | +13,6     |
| Saldo   | −7,1            |           | +2,0            |           | −8,2            |           |

| Export (in Prozent) nach | Export (in Prozent) nach | Import (in Prozent) von | Import (in Prozent) von |
| ------------------------ | ------------------------ | ----------------------- | ----------------------- |
| Deutschland              | 17,1                     | Niederlande             | 21,0                    |
| Frankreich               | 13,4                     | Deutschland             | 15,9                    |
| Niederlande              | 12,1                     | Frankreich              | 10,2                    |
| Vereinigte Staaten       | 7,1                      | Irland                  | 5,5                     |
| Vereinigtes Königreich   | 6,3                      | Vereinigte Staaten      | 4,8                     |
| Italien                  | 4,2                      | Italien                 | 4,3                     |
| Spanien                  | 2,6                      | Spanien                 | 3,3                     |
| sonstige Staaten         | 37,2                     | sonstige Staaten        | 35,0                    |

## Medien
Der föderale Aufbau Belgiens spiegelt sich auch in der Medienlandschaft des Landes wider. Es bestehen drei voneinander unabhängige Medienwelten auf Niederländisch, Französisch und Deutsch.
Der flämische Zeitungsmarkt ist der größte und wird von drei Verlagen beherrscht: Mediahuis mit Sitz in Antwerpen ist  u. a. Herausgeber von De Standaard und Het Nieuwsblad, DPG Media (De Persgroep) Herausgeber von Het Laatste Nieuws und De Morgen und Mediafin - ein Gemeinschaftsunternehmen von DPG und Rossel -  Herausgeber von De Tijd. Die Roularta Media Group mit Sitz in Roselaere gibt die Zeitschrift Knack heraus. Die französischsprachige Zeitung  Le Soir wird vom Verlagshaus Rossel mit Sitz in Brüssel herausgegeben, die Zeitung La Libre Belgique und La Dernière Heure/Les Sports von Groupe IPM ebenfalls mit Sitz in Brüssel verlegt. L’Avenir wird von Nehty mit Sitz in Lüttich verlegt. Sudinfo / La Meuse wir durch SudPresse, eine Tochter von Rossel herausgegeben. Die Wirtschaftszeitung L'Écho wird von Mediafin - ein Gemeinschaftsunternehmen von DPG und Rossel - verlegt. Die Zeitschrift Le Vif/L'Express wird durch Roulata verlegt.
Beim Rundfunk bestehen für die drei Sprachgemeinschaften jeweils getrennte öffentlich-rechtliche Sender: VRT (Vlaamse Radio- en Televisieomroep) für Flandern, RTBF (Radio Télévision Belge Francophone) für die Wallonie und der BRF (Belgischer Rundfunk) für die deutschsprachige Gemeinschaft. Von den deutschsprachigen Ostbelgiern werden neben den BRF-Programmen viele Hörfunk- und Fernsehprogramme aus dem nahen Deutschland genutzt.
Bedeutendste deutschsprachige Zeitung ist das in Eupen täglich erscheinende Grenz-Echo. Zu den Zeitschriften zählen unter anderem die deutschsprachige Ausgabe des Belgischen Staatsblattes (Amtsblatt der belgischen Föderalregierung) in Brüssel, die landwirtschaftliche Publikation Der Bauer aus St. Vith, das städtische Mitteilungsblatt Eupen aktuell, das Verbandsorgan Der Öffentliche Nahverkehr in der Welt – Public Transport International aus Brüssel oder das Quartalsmagazin Geschwënn – Zäitschrëft vum Arelerland (luxemburgisch) für die Deutschsprachigen in Südostbelgien um die Stadt Arlon.

## Infrastruktur und Verkehr
Dank seiner zentralen Lage als europäisches Handelszentrum hat Belgien eines der weltweit dichtesten Verkehrsnetze. Im Logistics Performance Index, der von der Weltbank erstellt wird, belegte Belgien 2016 den sechsten Platz unter 160 Ländern. Besonders gut schnitten die Parameter für internationale Schifffahrt und den logistischen Zeitaufwand ab.

### Feuerwehr
In der Feuerwehr in Belgien waren im Jahr 2019 landesweit 5.519 Berufsfeuerwehrleuten und 12.230 freiwilligen Feuerwehrleuten in 252 Feuerwachen und Feuerwehrhäusern organisiert, die 34 sogenannten Hilfeleistungszonen und der Feuerwehr Brüssel zugeteilt sind. Für Feuerwehreinsätze standen im gleichen Jahr 1.680 Löschfahrzeuge und 270 Drehleitern bzw. Teleskopmasten bereit. Die nationale Feuerwehrorganisation Direction générale Sécurité civile repräsentiert die belgische Feuerwehr mit ihren Feuerwehrangehörigen im Weltfeuerwehrverband CTIF.

### Eisenbahn

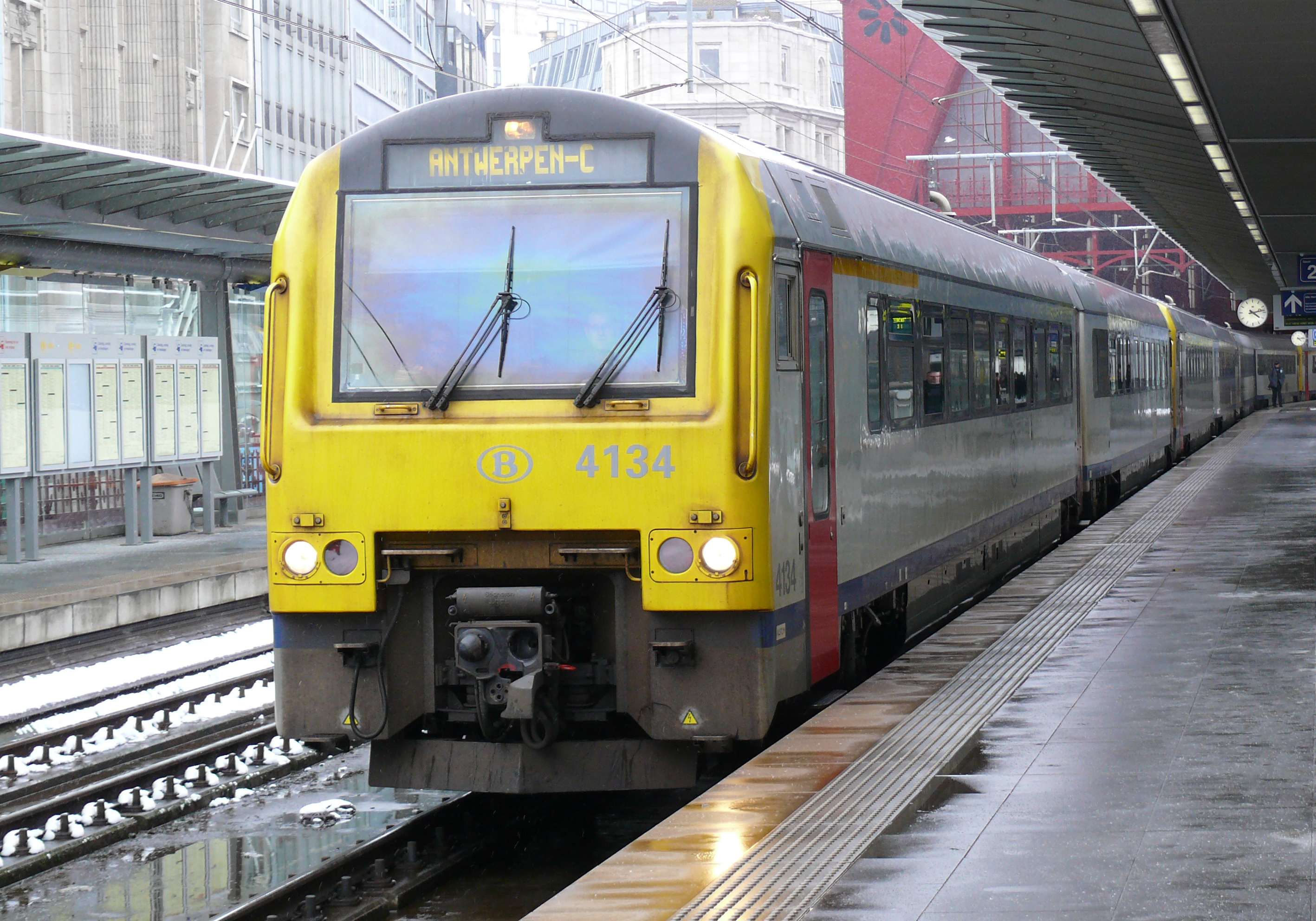
Regionalzug im Bahnhof Antwerpen-Centraal

Belgien war mit der 1835 eingeweihten Strecke von Brüssel nach Mechelen das erste Land in Kontinentaleuropa mit Eisenbahnverbindungen.
Die staatliche Eisenbahngesellschaft, die den Zugverkehr durchführt, ist die Nationale Gesellschaft der Belgischen Eisenbahnen (NMBS/SNCB). Die Eisenbahninfrastruktur wird von Infrabel betrieben, das belgische Bahnnetz ist eines der am dichtesten ausgebauten Netze der Welt. Für Brüssel und das Umland ist am 13. Dezember 2015 ein S-Zug-Netz in Betrieb gegangen, seit 2018 verkehren ebenfalls in Antwerpen, Charleroi, Gent und Lüttich S-Züge.
Im internationalen Bahnverkehr ist Belgien mit Hochgeschwindigkeitsstrecken an seine Nachbarländer angebunden. Nach Deutschland, Frankreich, in die Niederlande, sowie ins Vereinigte Königreich über den Eurotunnel verkehren Eurostar-, ICE-, TGV-Züge. In die Nachbarländer bestehen außerdem Intercity- und Regionalzugverbindungen. Der Nachtzugverkehr von und nach Belgien wurde 2020 mit dem Nightjet der Österreichischen Bundesbahnen wiederaufgenommen.
Die traditionsreiche Schlafwagengesellschaft Compagnie Internationale des Wagons-Lits, die unter anderem die Luxuszüge Orient-Express, Nord- und Süd-Express oder Ostende-Wien-Express betrieb, wurde von dem aus Lüttich stammenden Georges Nagelmackers gegründet.

### Öffentlicher Nahverkehr

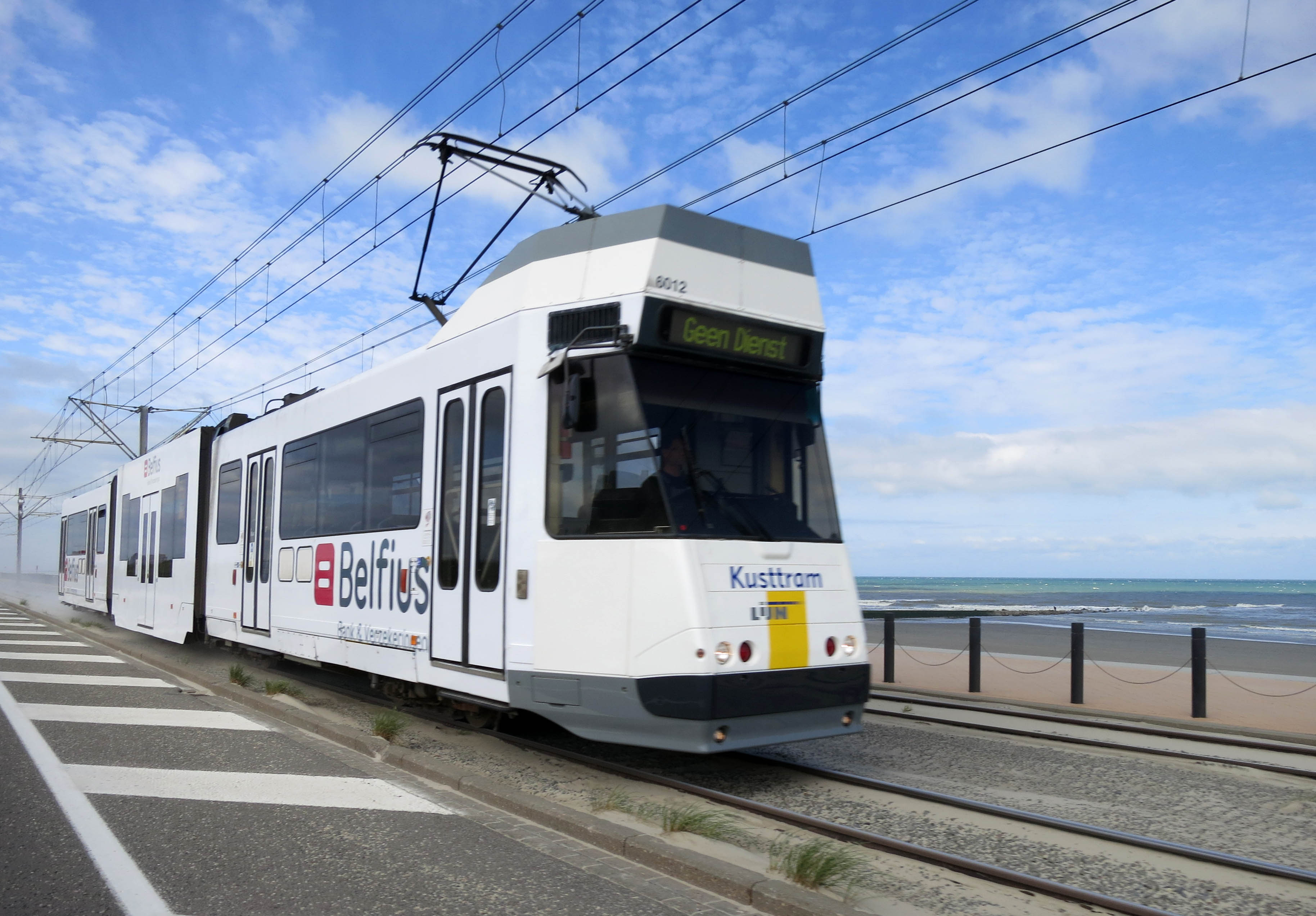
Kusttram entlang der Küste

Belgien verfügt über ein dicht ausgebautes Netz im öffentlichen Nahverkehr. Landesweit gibt es drei Nahverkehrsunternehmen: STIB/MIVB in Brüssel, De Lijn in Flandern und Transport en Commun (TEC) in der Wallonie.
Neben Busverkehr hat Belgien auch eine lange Geschichte mit städtischem Schienenverkehr. In Brüssel existiert ein Metro-System. Städtische Straßen- und Stadtbahnen verkehren zudem in Antwerpen, Brüssel, Charleroi, Gent und Lüttich.
Alle Orte entlang der gesamten Nordseeküste Belgiens sind mit der längsten Überland-Straßenbahnlinie der Welt verbunden, der Kusttram. Diese ist einer der letzten Überreste des einstigen landesweiten Überlandstraßenbahnnetzes, welches von der Nationalen Kleinbahngesellschaft (SNCV/NMVB) betrieben wurde.

### Schifffahrt
Belgien ist ein wichtiges Transitland zwischen Mittel- und Westeuropa. Der bedeutendste Hafen ist Antwerpen an der Schelde, einer der größten und wichtigsten Seehäfen der Welt. Auch der Seehafen von Brügge-Zeebrügge gilt als einer der modernsten und bedeutendsten in Europa. Traditionelle Bedeutung als Fährhafen besaß, bis zur Eröffnung des Eurotunnels, der Hafen von Ostende.

### Flugverkehr
Der wichtigste Flughafen des Landes ist Brüssel-Zaventem. Weitere Flughäfen sind Brüssel-Charleroi, Lüttich, Antwerpen und Ostende-Brügge.
Die staatliche belgische Fluggesellschaft war bis zu ihrem Bankrott am 6. November 2001 die traditionsreiche Sabena. Sie ging in der SN Brussels Airlines auf, die sich wiederum mit Virgin Express zur Brussels Airlines vereinigte.

### Straßenverkehr
Das gesamte Straßennetz umfasste 2013 etwa 154.012 Kilometer, wovon 120.514 Kilometer asphaltiert sind.
Belgien besitzt ein sehr gut ausgebautes Autobahnnetz mit einer Länge von 1.756 Kilometern im Jahr 2010, das – wie auch alle anderen Straßen in Belgien – fast komplett mit Straßenlaternen ausgestattet und nachts beleuchtet ist. Jedoch soll diese Beleuchtung aus Gründen der Stromersparnis und damit des Klimaschutzes künftig eingeschränkt werden und folglich zwischen 0:30 Uhr und 4:30 Uhr abgeschaltet bleiben. Aufgrund des hohen ausländischen Verkehrsaufkommens war für 2008 eine Autobahnmaut in Höhe von 60 Euro geplant, die für heftige Diskussionen gesorgt hatte und bis heute nicht eingeführt wurde.

## Bildung
Das Bildungssystem ist in Belgien aufgrund der weitreichenden Befugnisse der einzelnen Gemeinschaften unterschiedlich, das Hochschulwesen wurde aber im Zuge des Bologna-Prozesses weitgehend auf zwischengemeinschaftlicher und europäischer Ebene vereinheitlicht.
Die föderale Instanz von Belgien ist zuständig für die Pensionen der Lehrer, das Festlegen des Minimalwissens zur Erlangung eines Diploms und für das Schulwesen (vom 6. bis zum 18. Lebensjahr).

### Schulen der Flämischen Gemeinschaft
Ab einem Alter von zweieinhalb oder vier Jahren besuchen die Kinder in Flandern oft eine Art Kindergarten mit Vorschule (niederländisch Kleuteronderwijs). Ab einem Alter von sechs Jahren gehen sie sechs Jahre zur Grundschule (niederländisch Basisonderwijs). Die Schulen sind öffentlich (Flämische Gemeinschaft), frei (subventioniert, meist katholisch) oder privat (nicht subventioniert). Viele katholische Schulen genießen ein höheres Ansehen als die staatlichen. Als erste Fremdsprache wird vom fünften Schuljahr an Französisch unterrichtet.
Ab dem siebten Schuljahr erfolgt der Unterricht auf einer Sekundarschule. Die Sekundarschulen (niederländisch Secundair onderwijs) sind wie folgt unterteilt:
a) erste Schulstufe (in der Regel vom 12. bis 14. Lebensjahr)
b) zweite und dritte Schulstufe (vom 14. bis 18. Lebensjahr): Wahl zwischen
- ASO (allgemeiner Sekundarunterricht)
- KSO (kunstbildender Sekundarunterricht)
- TSO (technischer Sekundarunterricht)
- BSO (beruflicher Sekundarunterricht)

c) vierte Schulstufe (ab dem 18. Lebensjahr, d. h. nach Ablauf der Schulpflicht): hauptsächlich Krankenpflegeschulen.
Auf KSO-Schulen, die es meist nur in den größeren Städten gibt, können die Schüler auch moderne Fächer wie z. B. Comiczeichnen, Computergrafik etc. wählen. Englisch, Französisch und Mathematik bilden Schwerpunkte des Lehrplans. Abgeschlossen wird mit dem Diploma Secundair Onderwijs (Abitur), der den Zugang zum Hochschulstudium ermöglicht.
Nur im BSO-Sektor können Jugendliche die Schule bereits vor dem 18. Lebensjahr (Ende der Schulpflicht) verlassen, wenn sie eine Lehre/Berufsausbildung anschließen.

### Schulen der Französischen Gemeinschaft
Die Kinder in der Französischen Gemeinschaft Belgiens können ab einem Alter von zweieinhalb Jahren in eine Art Kindergarten (école gardienne) aufgenommen werden. Vom sechsten bis zum zwölften Lebensjahr besuchen sie die Primarstufe (enseignement primaire). Die Klassenstufen werden hier von der première primaire bis zur sixième primaire durchgezählt. Ab der deuxième primaire können die französischsprachigen Schüler Niederländisch lernen.
Die Sekundarstufe (enseignement secondaire) umfasst wie die Primarstufe sechs Jahre; sie bietet zwei unterschiedliche Ausbildungsrichtungen:
- einen klassisch-humanistischen Zweig mit drei Jahren école moyenne inférieure und drei Jahren école moyenne supérieure mit dem Abschluss diplôme d’humanités, der dem deutschen Abitur entspricht.
- einen technisch-wirtschaftswissenschaftlichen Zweig (enseignement technique ou professionel) mit sechs Jahren Unterricht und dem Abschluss diplôme technique oder diplôme professionnel.

### Schulen der Deutschsprachigen Gemeinschaft
Die Schulbildung hat die gleiche Alterseinteilung wie in den anderen Teilen Belgiens: Ab dem dritten Lebensjahr kann der Kindergarten besucht werden. Ab dem fünften oder sechsten Lebensjahr besucht man dann eine sechsjährige Primarschule. Weitere sechs Jahre werden auf einer Sekundarschule absolviert.
Einige Schulen umfassen alle drei Altersstufen, können also vom Kindergarten bis zum Abitur besucht werden. Andere Schulen können nur vom Kindergarten bis zum sechsten Schuljahr besucht werden, anschließend muss auf eine andere Schule gewechselt werden. Manche Schulen sind reine Sekundarschulen (siebtes bis zwölftes Schuljahr).
Bereits ab dem ersten Schuljahr wird Französisch unterrichtet. Ab dem achten Schuljahr kommt als dritte Sprache Englisch hinzu.
Ab dem neunten Schuljahr kann ein Schüler in einigen Schulen zwischen Sozial-, Naturwissenschaften, Sprachen, Kunst, Sekretariat, Wirtschaftswissenschaften oder Elektronik wählen.
Bei der Sprachenabteilung (neusprachlicher Zweig) erlernt ein Schüler neben Englisch und Französisch noch Italienisch, Spanisch und Niederländisch.
Unterrichtspflicht besteht bis zum 18. Lebensjahr, wobei ein Schüler dieser Pflicht auch mit einer Lehre entsprechen kann. Dort muss man lediglich zweimal die Woche zur Berufsschule.

### Hochschulen
Belgien hat elf Universitäten:

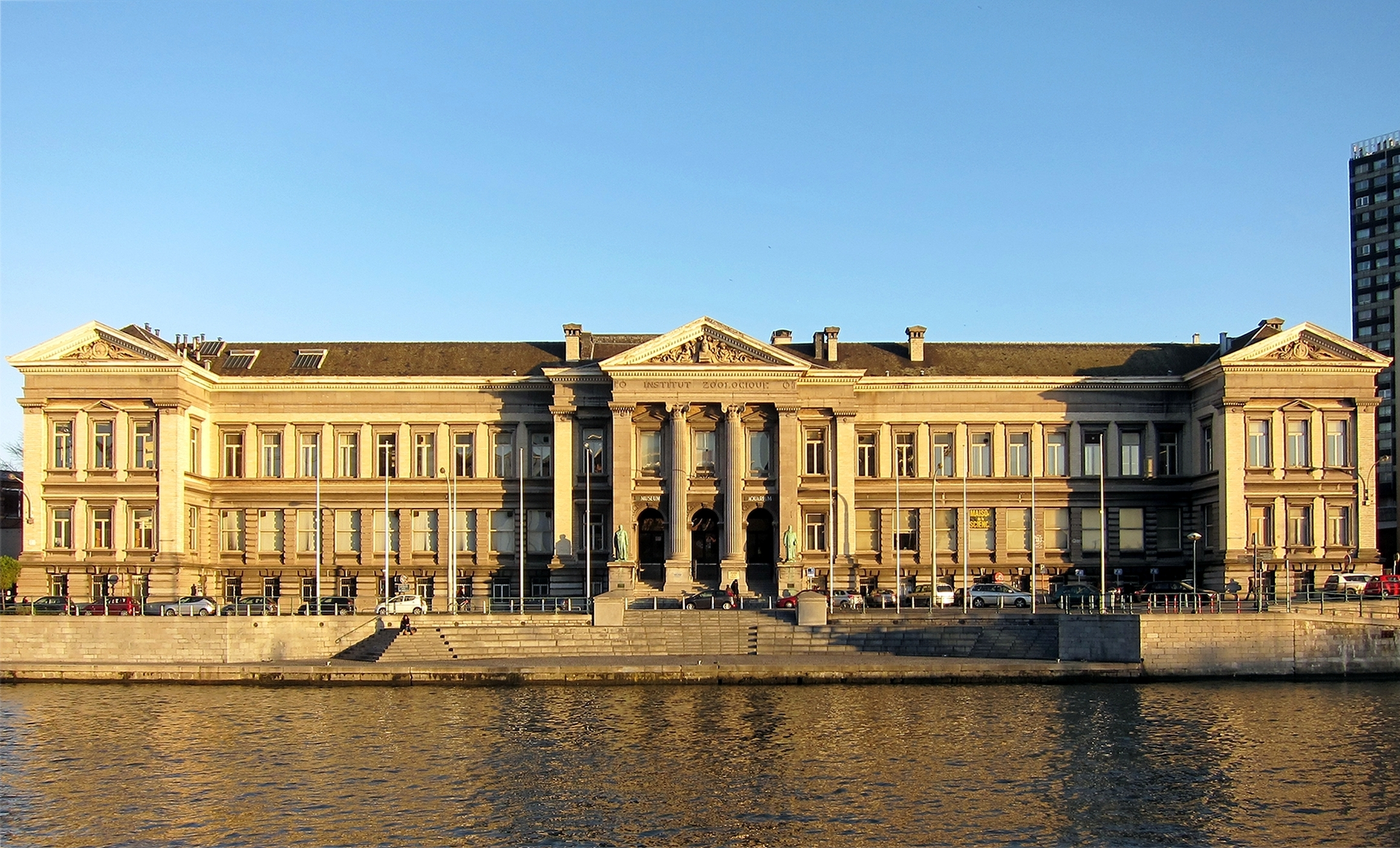
Zoologisches Institut in Lüttich

- Niederländischsprachig: Katholische Universität Löwen (Katholieke Universiteit Leuven – KUL), Universität Gent, Universität Antwerpen (UA), transnationale Universität Limburg (Universität Hasselt – UHasselt & Universität Maastricht – UM/Niederlande), Freie Universität Brüssel (Vrije Universiteit Brussel – VUB), Katholische Universität Brüssel (Katholieke Universiteit Brussel – KUB);
- Französischsprachig: Université libre de Bruxelles, Facultés Universitaires Saint Louis à Bruxelles, Université de Liège, École Polytechnique de Mons, Facultés universitaires Notre-Dame de la Paix Namur, Université catholique de Louvain in Louvain-la-Neuve.

Im deutschen Sprachgebiet gibt es nur eine Hochschule, die Autonome Hochschule in der Deutschsprachigen Gemeinschaft.
Den Universitäten gleichgestellte Einzelfakultäten sind die Evangelisch-Theologische Fakultät Löwen (Evangelische Theologische Faculteit), die Fakultät für Protestantische Theologie Brüssel (Faculteit voor Protestantse Godgeleerdheid) und die Königliche Militärakademie (Koninklijke Militaire School / École royale militaire).
In Brügge ist das renommierte Europakolleg angesiedelt.
Neben den Universitäten existieren in den drei Gemeinschaften zahlreiche weitere Hautes Ecoles/Hogescholen (vergleichbar mit Fachhochschulen in Deutschland) und mehrere Kunsthochschulen (Ecoles Supérieures des Arts).

## Kultur

### Gastronomie

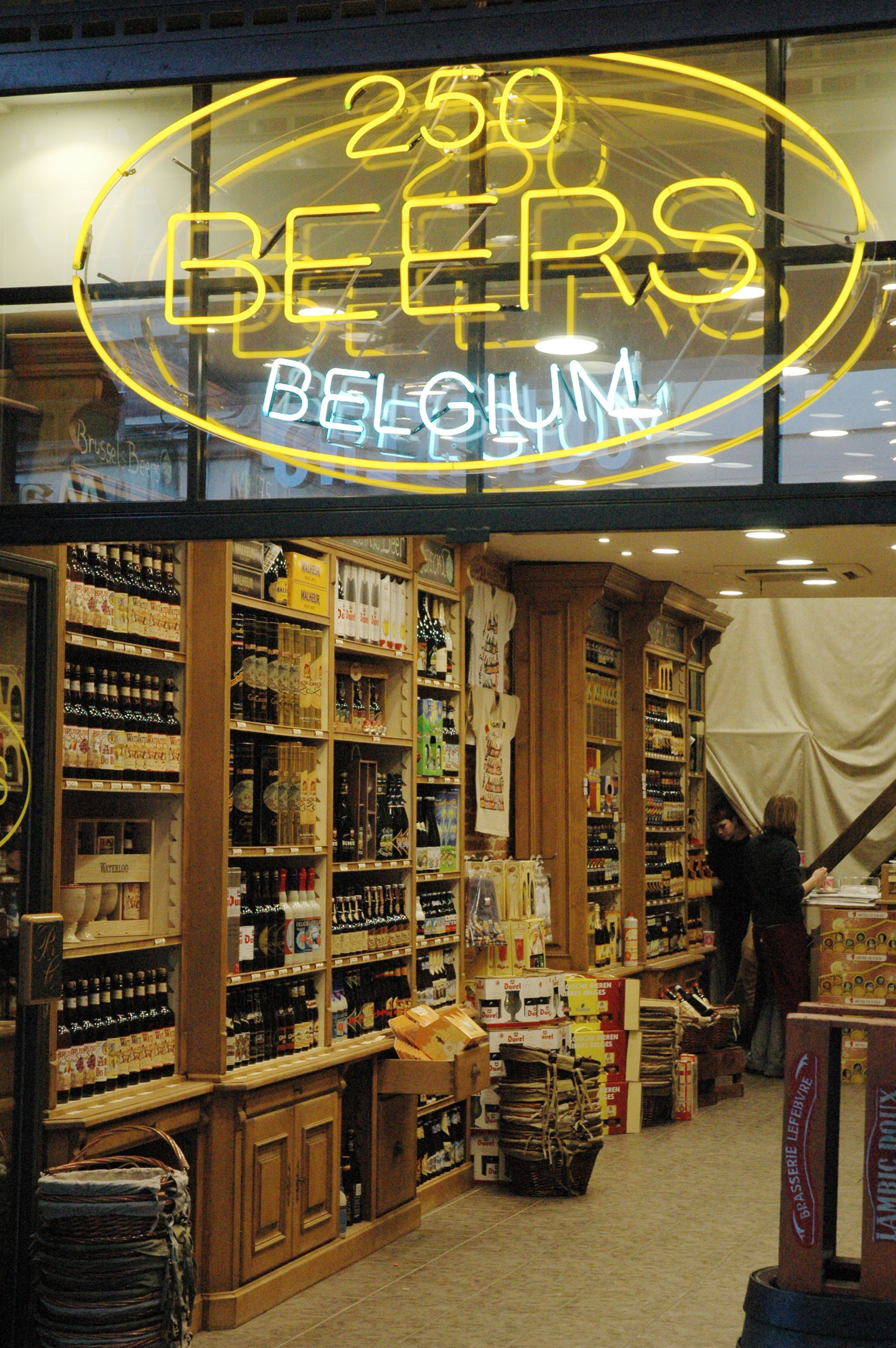
Ein belgisches Biergeschäft

Eine typische gesamtbelgische Küche gibt es nicht, da zahlreiche Spezialitäten eher der flämischen Küche oder der Küche Walloniens zuzuordnen sind oder von den Kochkünsten der Nachbarländer, insbesondere Frankreichs inspiriert sind. Es wurde aber eine weltbekannte Erfindung in Belgien gemacht, die häufig falsch eingeordnet wird: Pommes frites. Belgische Waffeln stellen ebenfalls eine Spezialität dar. Die bekanntesten Waffelarten sind die Brüsseler und die Lütticher Waffeln. Des Weiteren ist Belgien für seine Pralinen bekannt, welche zur Weltspitze gehören. Diese sind nicht zu verwechseln mit den Lyonaiser Pralinen (Pralines roses). Eine weitere Besonderheit ist die Sortenvielfalt der belgischen Biere, darunter zahlreiche Abteibiere (Abdijbier, Bière d’Abbaye), insbesondere die Trappistenbiere Westmalle, Westvleteren, Rochefort, Orval und Chimay mit höherem Alkoholgehalt, mit Spontangärung vergorene Biere (z. B. Lambic, Geuze, Faro) mit Hefen, die im Bereich der Senne heimisch sind oder mit Fruchtaromen versetzte Biere (z. B. Kriek). Jedoch ist die am meisten getrunkene Biersorte Pilsner Bier, insbesondere von den Marken Jupiler aus Lüttich und Stella Artois aus Löwen, die beide zum belgischen Brauereikonzern AB-InBev gehören, und Maes aus Mechelen von Alken-Maes. Die hohe Sortenvielfalt ist auch mit dem fehlenden Tradition des Reinheitsgebots zu erklären. Sehr starke Biere wurden in Belgien auch deshalb so beliebt, weil die Steuer auf Branntwein verhältnismäßig hoch war und ist und durch das Vandervelde-Gesetz, welches bis in die 1980er Jahre den Verkauf von Branntwein in der Gastronomie verbot.
In Belgien werden auch Schaumweine in dem Gebiet Crémant de Wallonie erzeugt.
Bekannt sind auch die belgischen Abteikäse von Chimay, Orval, Maredsous und sonstige Käse wie Fromage de Herve, Remoudou oder Passendale.

### Karneval
In der Wallonie ist der Karneval tief mit Brauchtum und jahrhundertealten Ritualen verbunden. Er hat oft ländliche Wurzeln, ist stark ritualisiert und verzichtet weitgehend auf politische Satire.
Drei der bekanntesten Karneval sind:
- Karneval von Binche: Berühmt für die „Gilles“- Männer in aufwendig bestickten Kostümen, Wachsmasken und Straußenfederhüten, die Orangen in Zuschauerschaft werfen – ein Symbol für Glück und Fruchtbarkeit. Die Tradition wurde 2003 von der UNESCO als immaterielles Kulturerbe der Menschheit anerkannt[118].
- Karneval von Malmedy: Der „Cwarmê“ mit Figuren wie dem „Haguète“ verkörpert regionale Identität, wird ausschließlich auf Wallonisch kommentiert und ist bereits seit dem 15. Jahrhundert belegt[119].
- Karnvela Stavelot: Am Laetare-Sonntag ziehen die „Blancs-Moussis“ durch die Straßen – weiß vermummte Figuren mit roten Nasen, die Konfetti werfen und die Geistlichkeit parodieren. Auch dieser Brauch wurde 2022 in das Verzeichnis des immateriellen Kulturerbes der Föderation Wallonie-Brüssel aufgenommen.[120]

In der Wallonie ist der Karneval eng mit der Fastenzeit verknüpft. Viele Feiern finden nicht im klassischen Faschingszeitraum, sondern erst am Laetare-Sonntag statt.
In Flander ist bekannteste Karneval der Karnveal von Aalst, wo riesige Prunkwagen mit bissiger politischer Satire durch die Stadt ziehen – nicht unähnlich den Karnevalsumzügen in Köln oder Düsseldorf. Aalst war bis 2019 Teil des immateriellen UNESCO-Kulturerbes, wurde jedoch nach antisemitischen Darstellungen aus dem Verzeichnis entfernt.
Auch andere flämische Städte wie Dendermonde, Halle oder Ronse pflegen ihre Karnevalstraditionen mit viel Musik, Humor und Familienfreundlichkeit – allerdings meist ohne tief verwurzelte folkloristische Figuren wie in der Wallonie.

### Sport

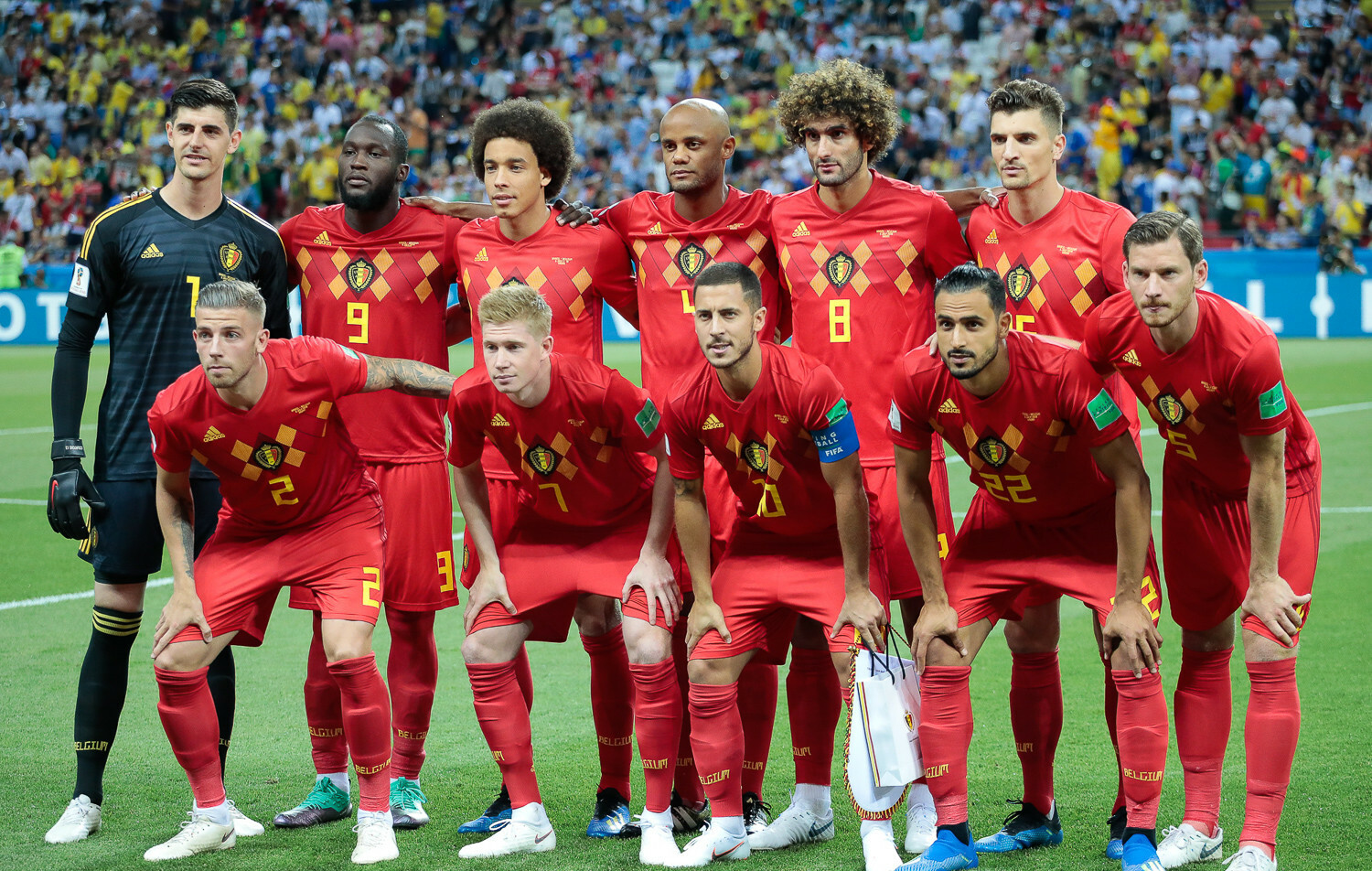
Die belgische Fußballnationalmannschaft 2018

Ein beliebter Sport in Belgien ist Fußball. Die 1. belgische Liga ist eine der ältesten der Welt. In den 1970er- und 1980er-Jahren gehörte das belgische Nationalteam (Rote Teufel genannt) zur internationalen Spitze. Nach der Teilnahme an der Fußball-Weltmeisterschaft 2002 hatte sich Belgien allerdings zwölf Jahre lang nicht mehr für ein internationales Turnier qualifizieren können. In den letzten Jahren zählte die belgische Nationalmannschaft jedoch wieder zur Weltspitze, wie sie mit dem Gewinn der Bronzemedaille bei der Fußball-Weltmeisterschaft 2018 bewies. (Siehe auch: Fußball in Belgien)
Der Nationalsport in Belgien ist jedoch der Radsport. Deswegen hat Belgien auch einige Berühmtheiten im Radsport hervorgebracht. So gehörten und gehören Eddy Merckx, Roger De Vlaeminck, Johan Museeuw, Peter Van Petegem sowie Tom Boonen zu den besten Radsportlern der Welt. Wichtige Eintagesklassiker finden in Belgien statt, beispielsweise Lüttich–Bastogne–Lüttich und die Flandern-Rundfahrt.
Speziell zu erwähnen ist auch der Cyclocross, eine Spezialdisziplin des Radsports, welche im Winter ausgetragen wird. Die heimischen Rennen werden von zehntausenden Zuschauern besucht. In der Regel werden drei bis vier der ca. acht Weltcup-Wettbewerbe in Belgien ausgetragen, ebenso wie die meisten am höchsten eingestuften sonstigen Wettbewerbe. Belgien dominiert den Sport wie kein anderes Land und stellte mit Abstand die meisten Weltmeister und Weltcup-Gesamtsieger, wobei besonders Sven Nys hervorzuheben ist.
Auch der Tennissport ist im Aufwind. Die flämische Kim Clijsters und die wallonische Justine Henin gehörten lange Zeit zu den besten Spielerinnen der Welt.
In der Leichtathletik ist Kim Gevaert (100 und 200 m) Europameisterin und Tia Hellebaut (Hochsprung) Olympiasiegerin.
Rugby Union wird ebenfalls in Belgien gespielt. Der belgischen Nationalmannschaft gelang jedoch noch nicht die Qualifikation für eine Rugby-Union-Weltmeisterschaft. Belgien ist einer der Teilnehmer bei der Rugby-Union-Europameisterschaft und trifft dort auf andere aufstrebende Nationalmannschaften. Der ehemalige Präsident des Internationalen Olympischen Komitees Jacques Rogge war für die belgische Nationalmannschaft aktiv.
Nicht vergessen werden sollte Karambolage und Billard Artistique, in denen die Sportler René Vingerhoedt und Raymond Ceulemans über Jahre die Szene dominierten. Den Titel bei der Snookerweltmeisterschaft 2023 errang Luca Brecel. Auch für viele Amateur- und Kneipenspieler hat Billard einen hohen Stellenwert.
Der Rundkurs von Spa-Francorchamps wird zu den anspruchsvollsten Strecken im Motorsport gezählt. Hier gastieren in regelmäßigen Abständen internationale Rennserien, darunter seit 1950 die Formel 1. Zu den Höhepunkten gehört auch das jährlich stattfindende 24-Stunden-Rennen.
Mit dem Circuit Zolder verfügt Belgien über eine zweite Rennstrecke von überregionaler Bedeutung. Von 1973 bis 1984 trug hier ebenfalls die Formel 1 Rennen aus. Nivelles-Baulers, der dritte Kurs, auf dem Formel-1-Rennen stattfanden, existiert nicht mehr.
Auf der Speedwaybahn von Heusden-Zolder wurden bereits mehrmals internationale Prädikatsrennen ausgefahren. Auf der Grasbahn in Alken in der Provinz Limburg wurde bereits das Finale zur Grasbahn-Europameisterschaft ausgetragen.
Special Olympics Belgien wurde 1979 gegründet und nahm mehrmals an Special Olympics Weltspielen teil.

### Comics
Comics sind in Belgien generell sehr populär; ein großer bekennender Fan war zum Beispiel König Baudouin. Den Bandes Dessinées (kurz BD, französisch) oder Strips (niederländisch) begegnen Menschen häufig im Stadtbild. Qualitative Buchhandlungen in Belgien verfügen über spezielle BD-Abteilungen. Zudem werden in großen Supermärkten Comics angeboten.
Comics sind ein Hauptexportartikel belgischer Verlage, denn viele international bekannte und berühmte Comiczeichner und Autoren stammen aus Belgien, das damit im Vergleich zu seiner Größe die meisten in Europa hervorgebracht hat. Die berühmtesten sind Willy Vandersteen (Suske und Wiske), Jean Graton (Michel Vaillant), Morris (Lucky Luke), Hergé (Tim und Struppi), Peyo (Die Schlümpfe und weiteres), André Franquin (Spirou und Fantasio, Gaston und Marsupilami) und Philippe Geluck (Le Chat).
| Jahr | Anzahl |
| ---- | ------ |
| 1975 | 14     |
| 1985 | 7      |
| 1995 | 8      |
| 2005 | 28     |

In Belgien ist es möglich, Comic als Studienrichtung an Kunsthochschulen wie der Königlichen Akademie für bildende Kunst und dem Institut Saint-Luc in Brüssel zu studieren. Daher werden die Bandes Dessinées in Belgien auch als „neunte Kunst“ tituliert. In Brüssel gibt es ein Comic-Museum (Centre Belge de la Bande Dessinée), in dem dieser Kunstrichtung auf drei Etagen gehuldigt wird.

### Musik
Im 15. und 16. Jahrhundert, der Zeit der Renaissance, waren zahlreiche Komponisten aus dem Gebiet des heutigen Belgien, vor allem aus dem Hennegau, führend. Die Musik der Renaissance war stilprägend in Europa. Bedeutende Namen der Franko-Flämischen Musik sind Guillaume Dufay, Johannes Ockeghem, Josquin Desprez, Heinrich Isaac, Jacob Obrecht, Adrian Willaert, Orlando di Lasso.
Der französische Komponist César Franck wurde in Lüttich geboren, verbrachte seine ersten dreizehn Lebensjahre in Belgien und war dort bereits musikalisch aktiv, bevor die Familie 1835 nach Paris umsiedelte. Für die Musikwelt des 19. Jahrhunderts (und darüber hinaus) war Adolphe Sax eine bedeutende Figur. Ein weltweit äußerst renommierter Musikwettbewerb ist der Concours Reine Elisabeth.
Im Jazz sind der Mundharmonikaspieler Toots Thielemans, der Tenorsaxophonist und Flötist Bobby Jaspar und der Gitarrist Philip Catherine international hervorgetreten. Der Rockmusiker Gotye, der mit seinem Hit Somebody That I Used to Know berühmt und erfolgreich wurde, ist in Belgien geboren.
Zu den bekanntesten Bands im 21. Jahrhundert zählen dEUS, Gotye, Hooverphonic und Triggerfinger.
Seit den späten 1990er-Jahren ist Belgien eine Hochburg der Trance-Musik (früher v. a. Hard Trance). International erfolgreich sind die Gruppen Ian Van Dahl, Lasgo und Sylver. In der etwas progressiveren Szene sind z. B. Push oder Yves Deruyter sehr bekannt.
In Belgien gibt es viele Musikfestivals. Bekannt sind unter anderem Tomorrowland, Rock Werchter, Dour Festival, Pukkelpop, Gentse Feesten oder Coleur Café, Graspop Metal Meeting, Brussels Summer Festival, Les Ardentes oder Ronquières Festival.

### Maler
Seit dem 14. Jahrhundert hatte sich ein Wandel vollzogen: Weltliche Mäzene lösten die Kirche als wichtigsten Auftraggeber für Kunstwerke ab. Darin begründete sich die Altniederländische Malerei, die stilprägend wurde und zahlreiche bekannte Maler – die flämische Primitive – hervorbrachte. Bekannte Maler sind Pieter Bruegel der Ältere, Peter Paul Rubens, Rogier van der Weyden, Hugo van der Goes, Jan van Eyck. Für spätere Epochen bekannt wurde der Industriemaler Léonard Defrance, James Ensor und der Surrealist René Magritte wie auch der Freund von Vincent van Gogh, Eugène Boch, und dessen Schwester Anna Boch.

### Sonstige Künstler
- Bekannte Architekten sind der Bauhaus-Architekt Henry van de Velde und die Jugendstil-Architekt Victor Horta und Paul Hankar und für Art déco Paul Jaspar und Joseph Diongre.
- Weltweit bekannte Schriftsteller sind Charles De Coster, Émile Verhaeren, Maurice Maeterlinck, Georges Simenon und Amélie Nothomb.
- Bekannte Schauspieler sind der Actionfilm-Held Jean-Claude Van Damme, die Schauspieler Benoît Poelvoorde und Johnny Galecki, die Schauspielerinnen Émilie Dequenne, Cécile de France und Jasmin Schwiers. Erfolgreiche Regisseure sind die Brüder Jean-Pierre und Luc Dardenne.

### Sehenswürdigkeiten

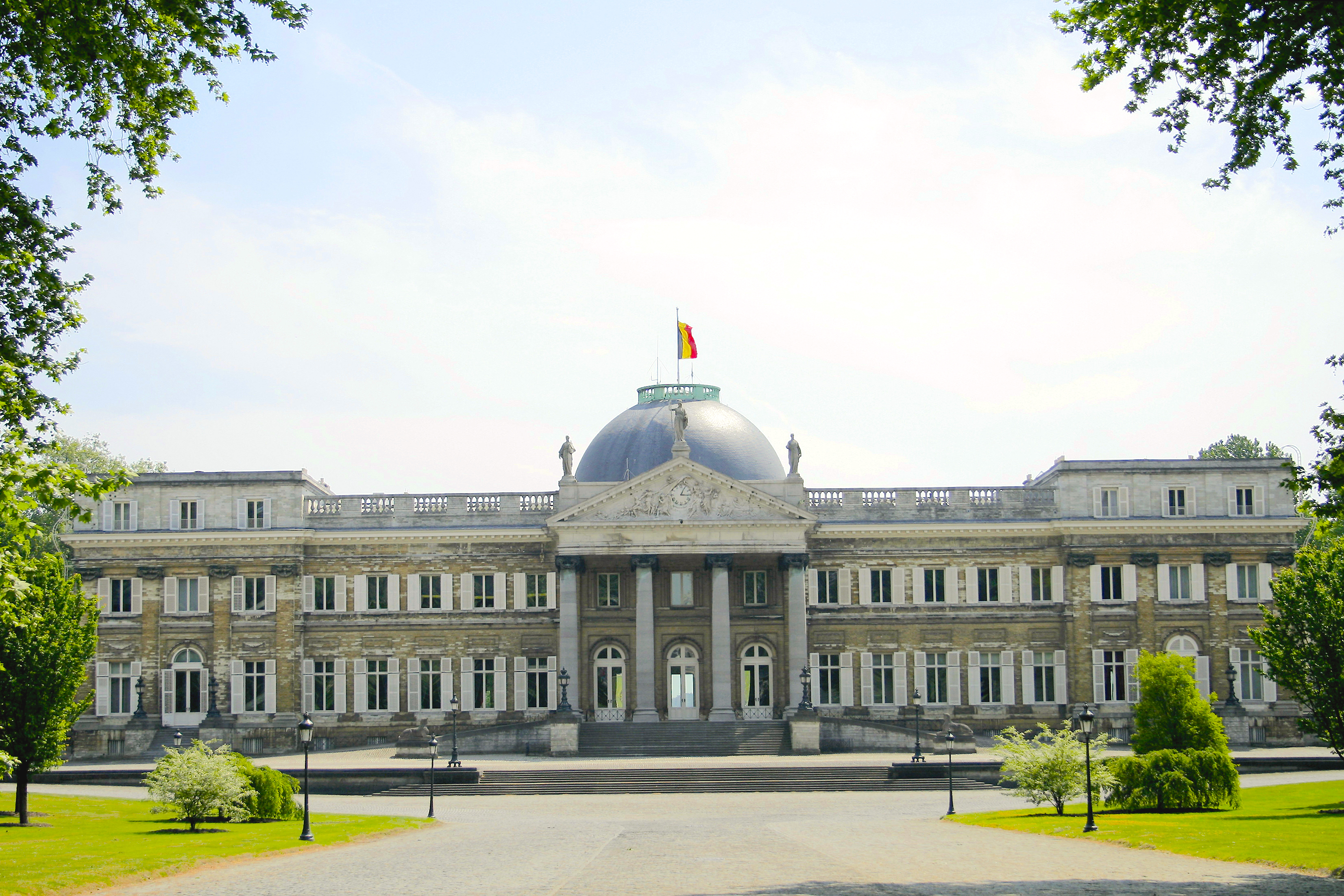
Königliche Residenz in Laken
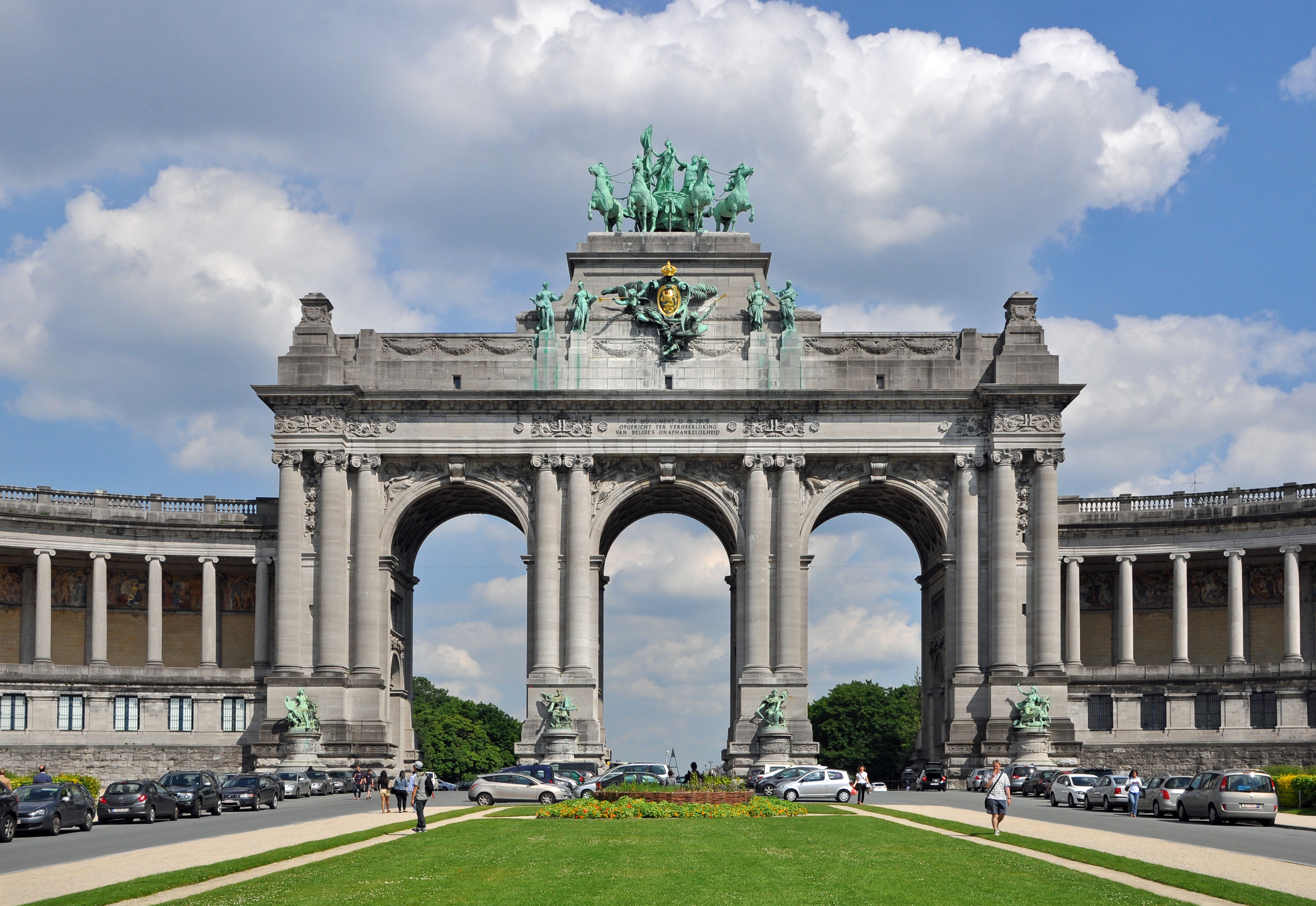
Brüssel
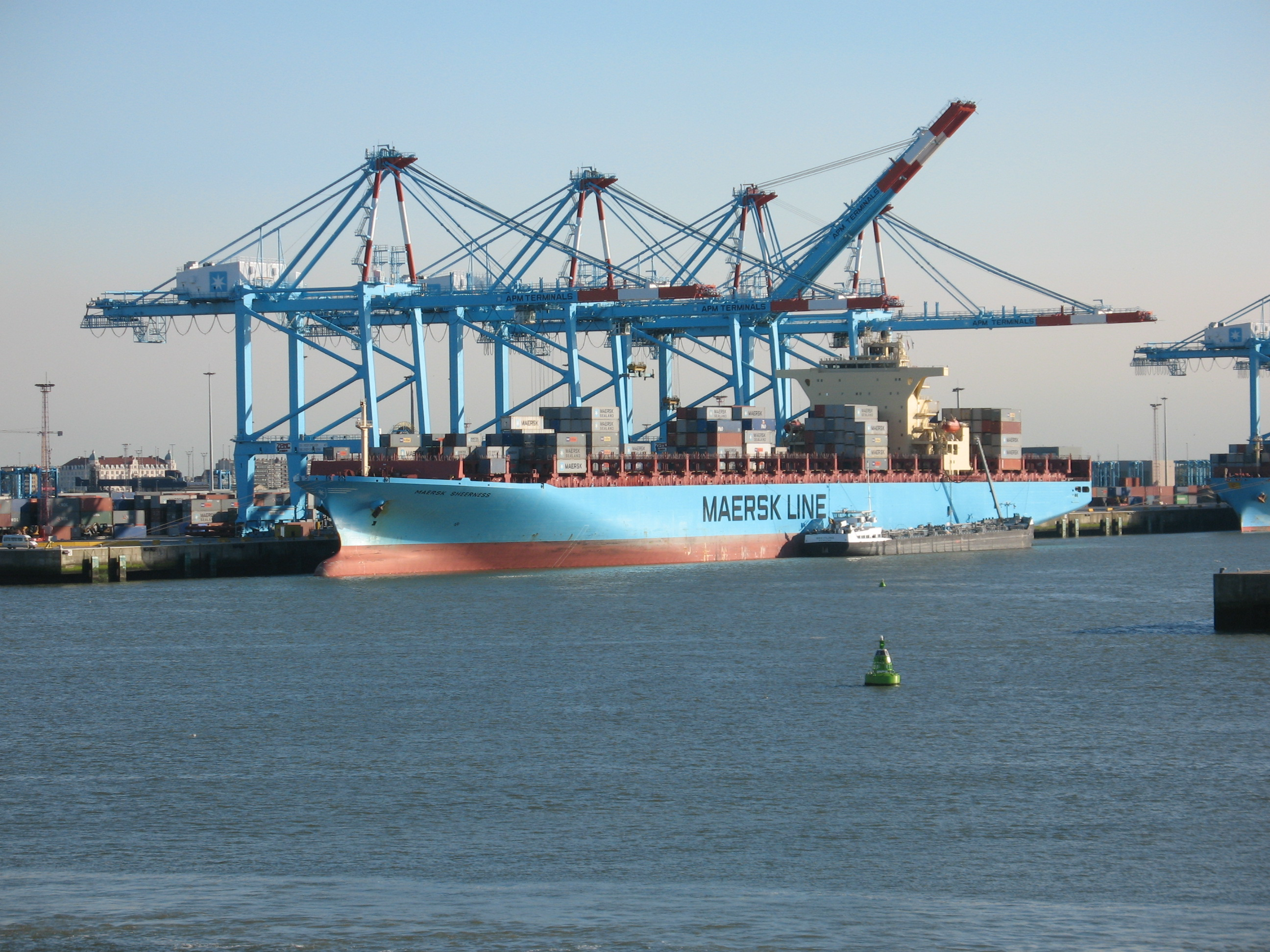
Hafen von Brügge-Seebrügge
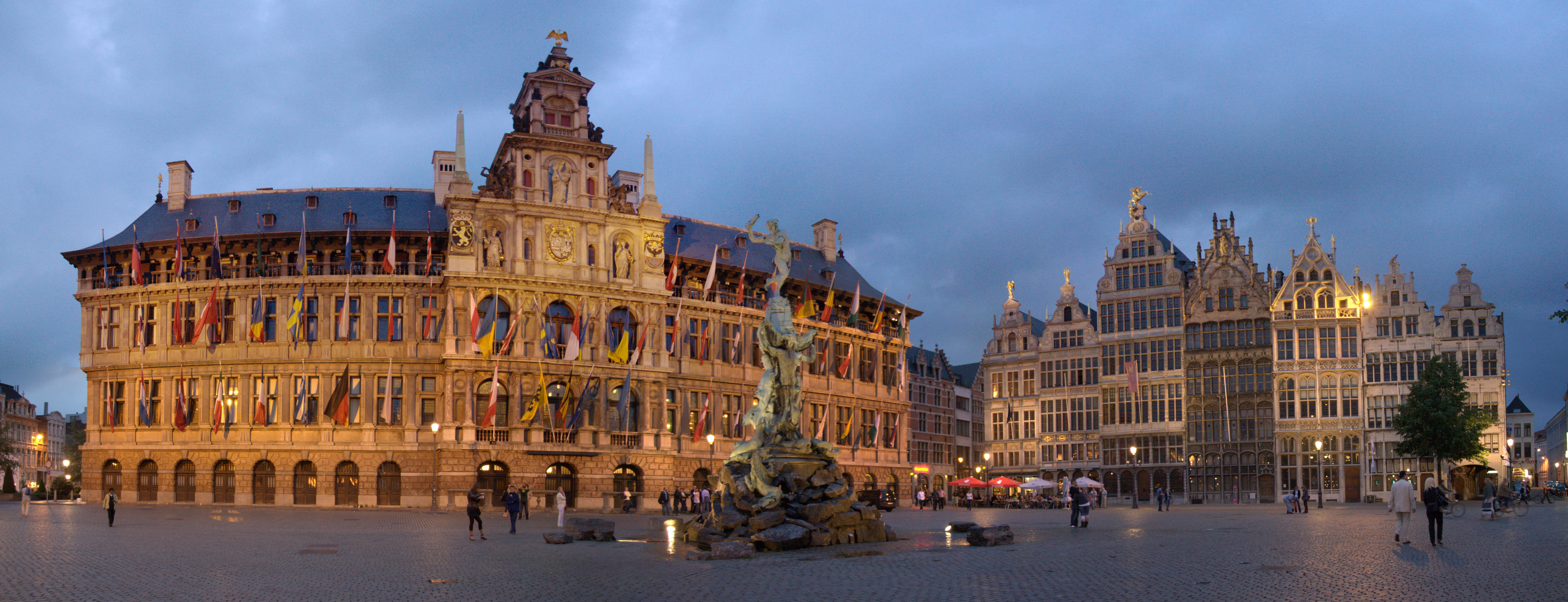
Antwerpen
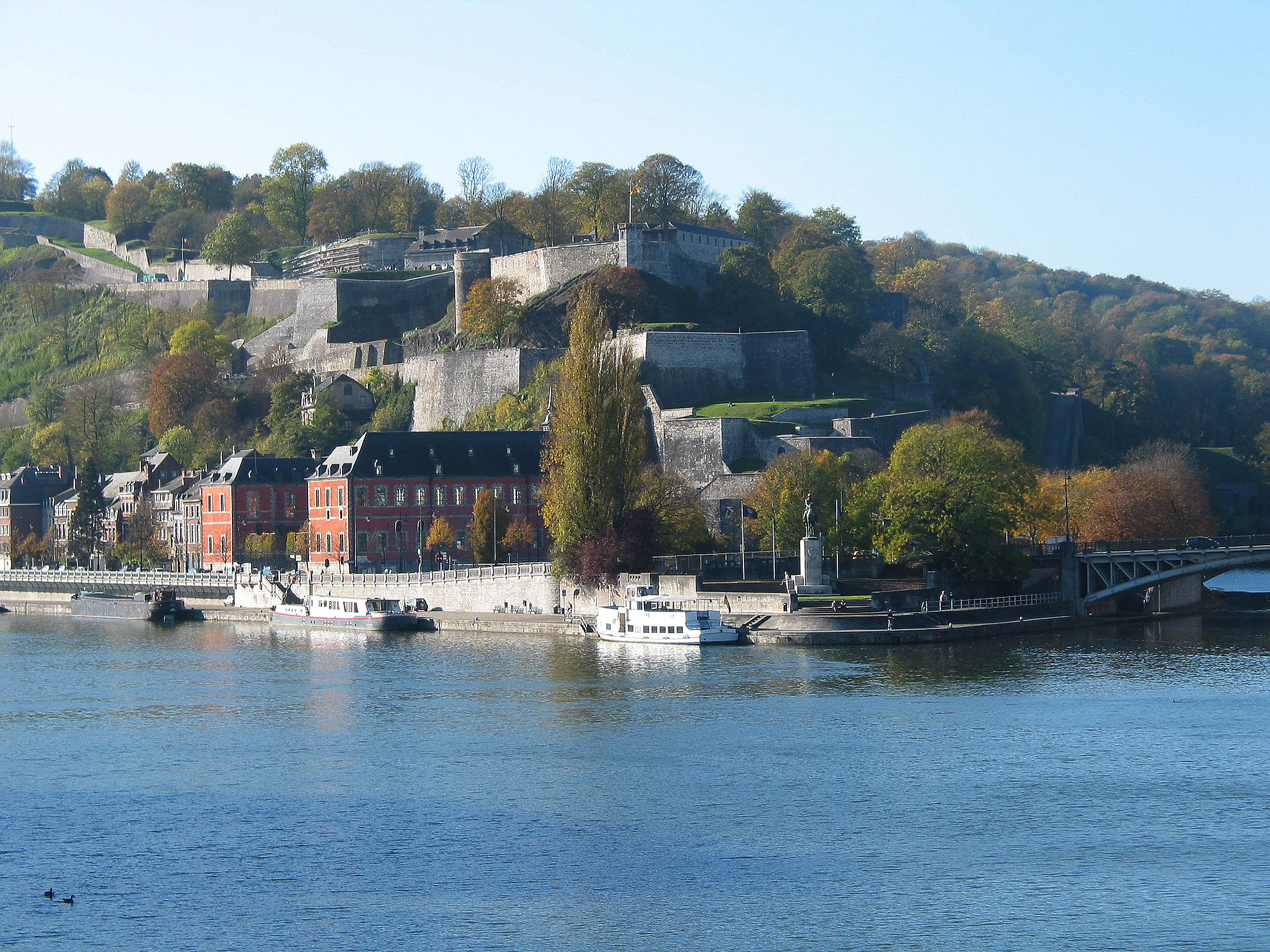
Namur
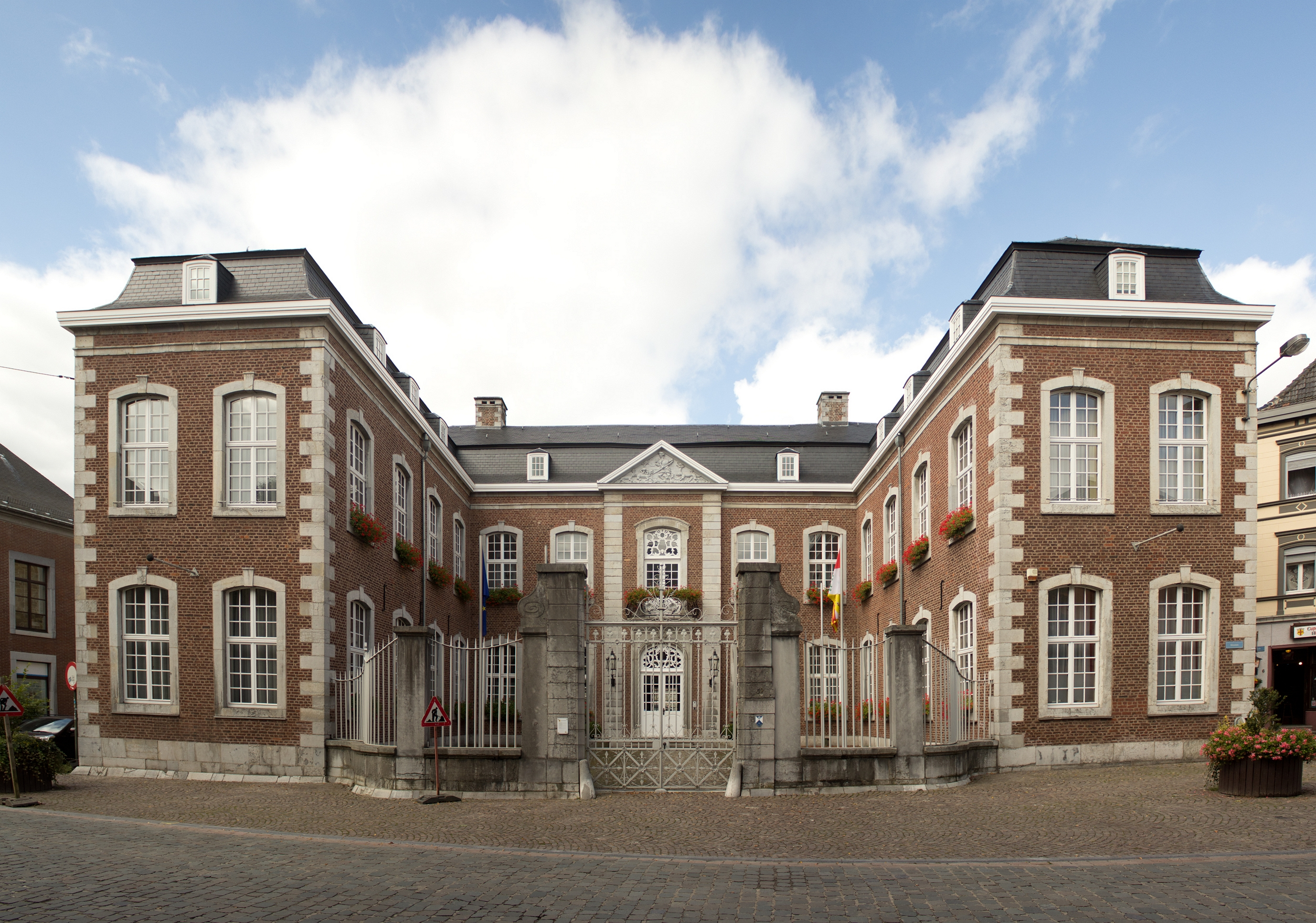
Eupen
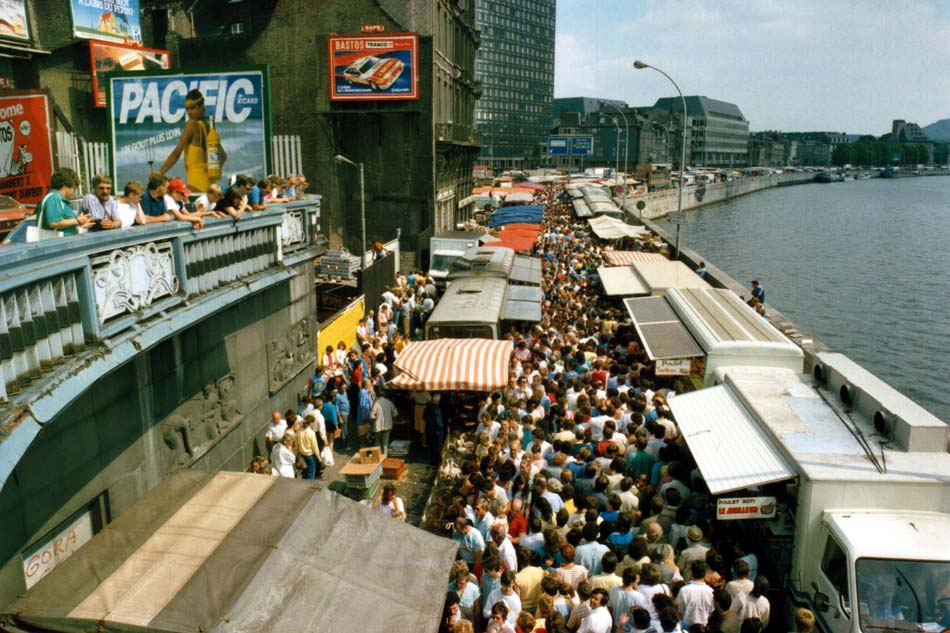
Lüttich
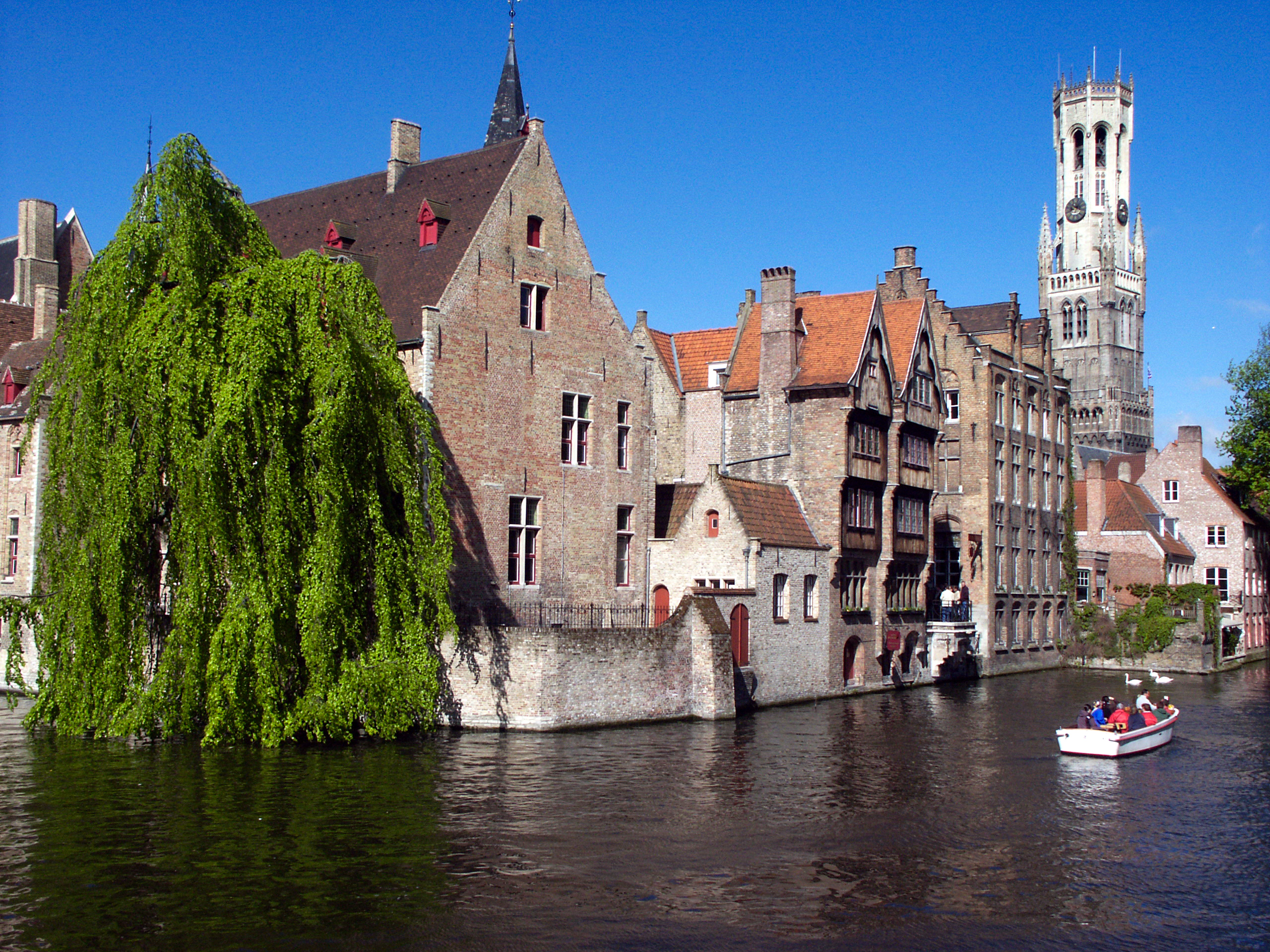
Brügge
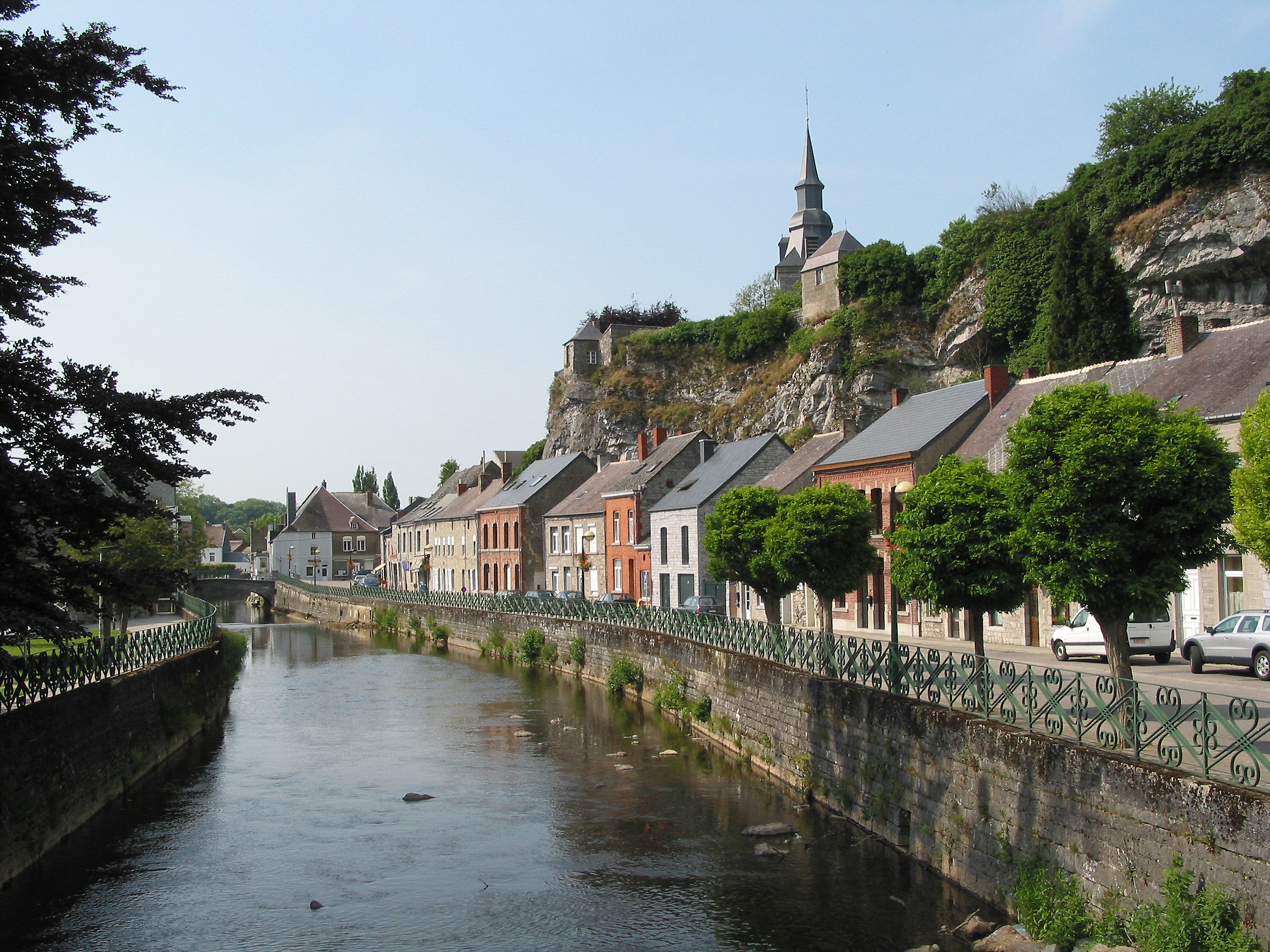
Couvin
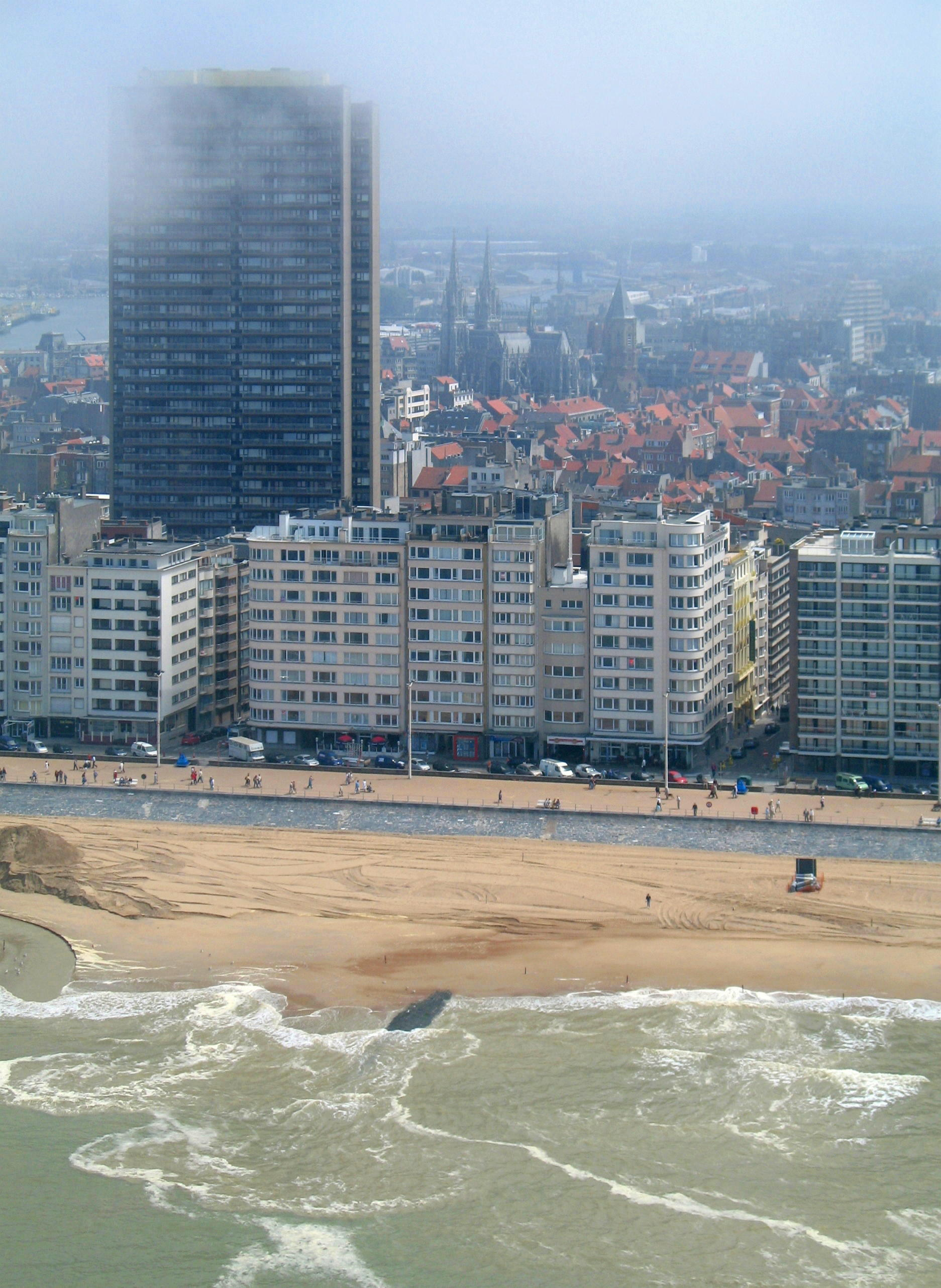
Ostende
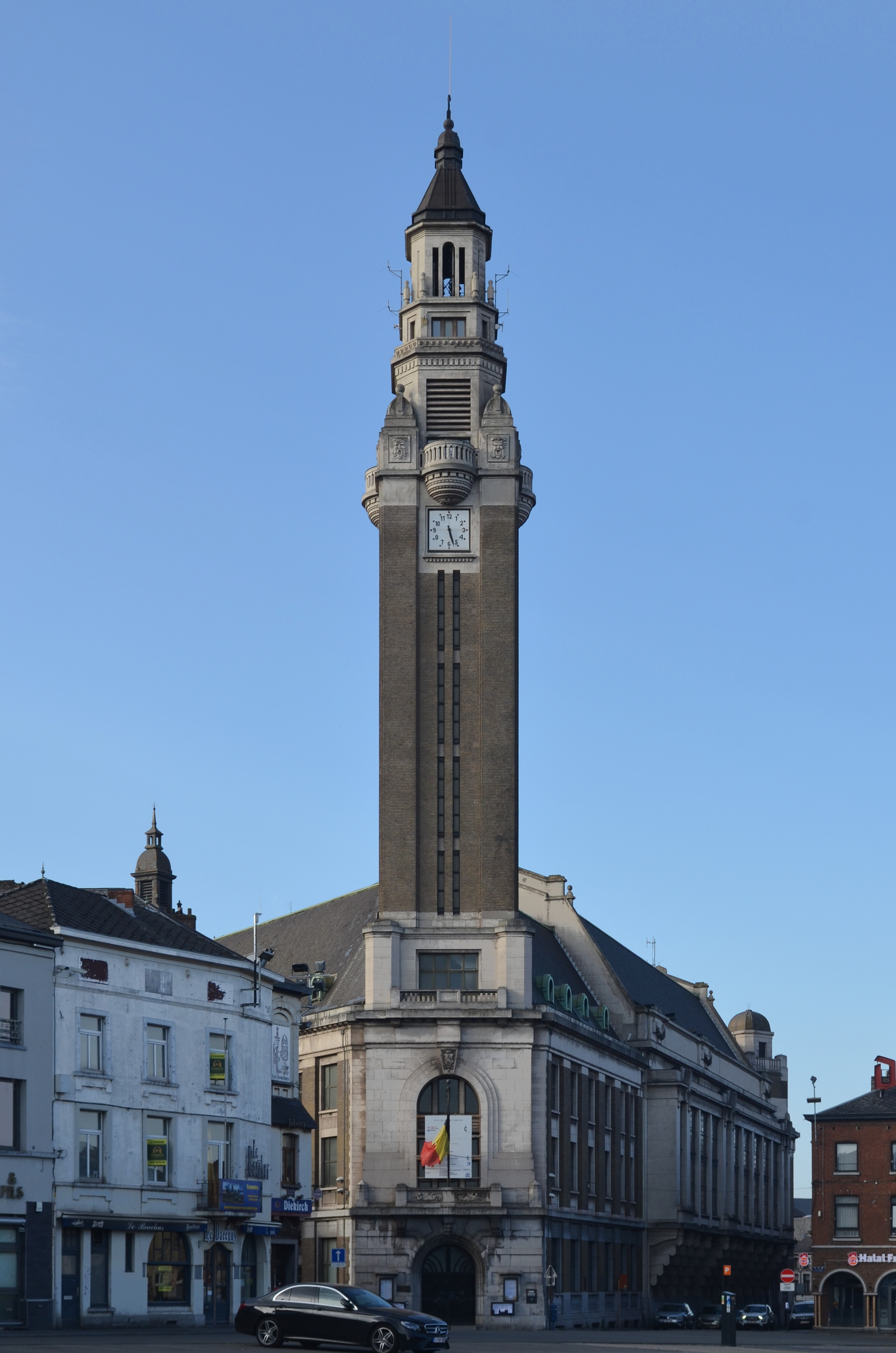
Charleroi
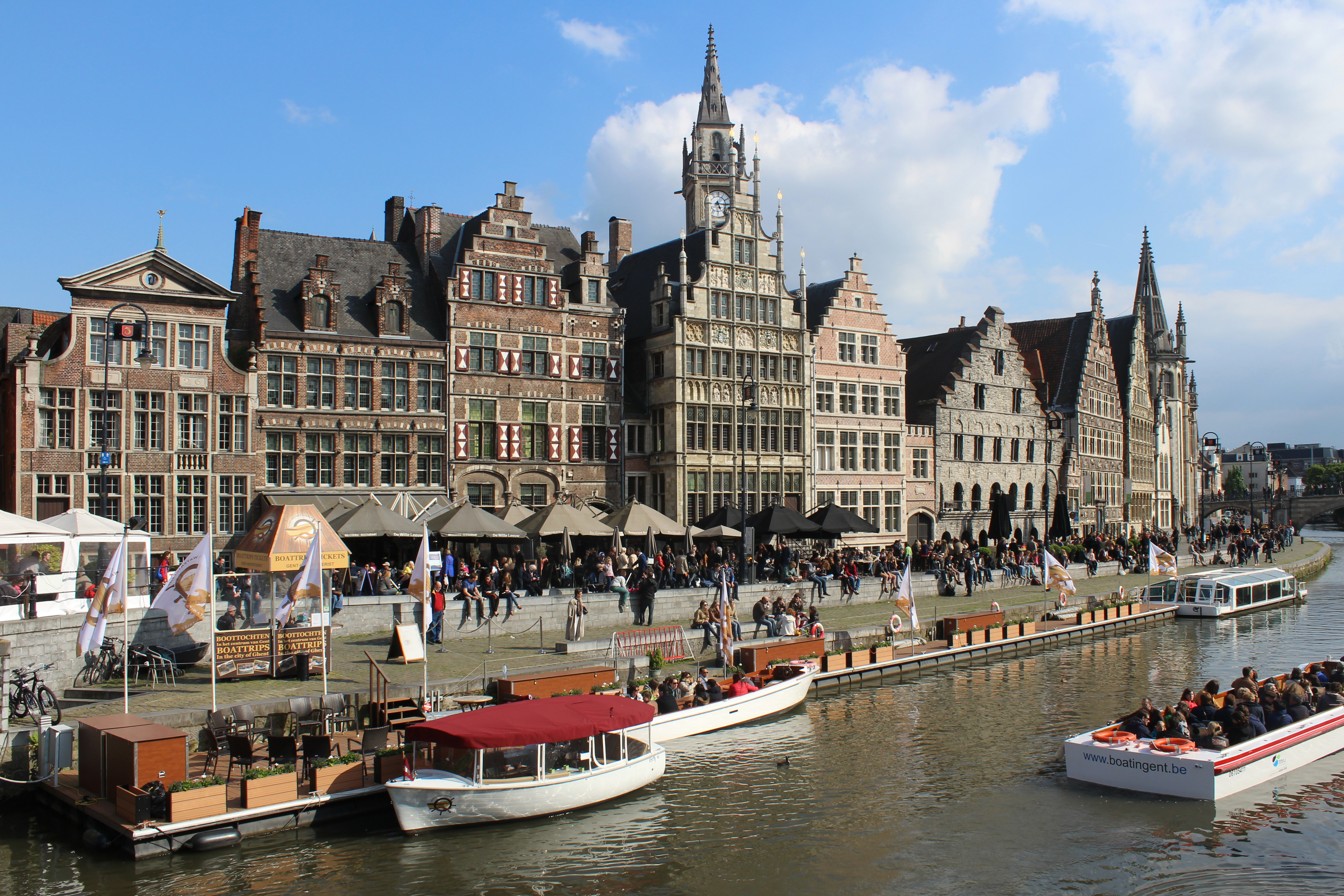
Gent
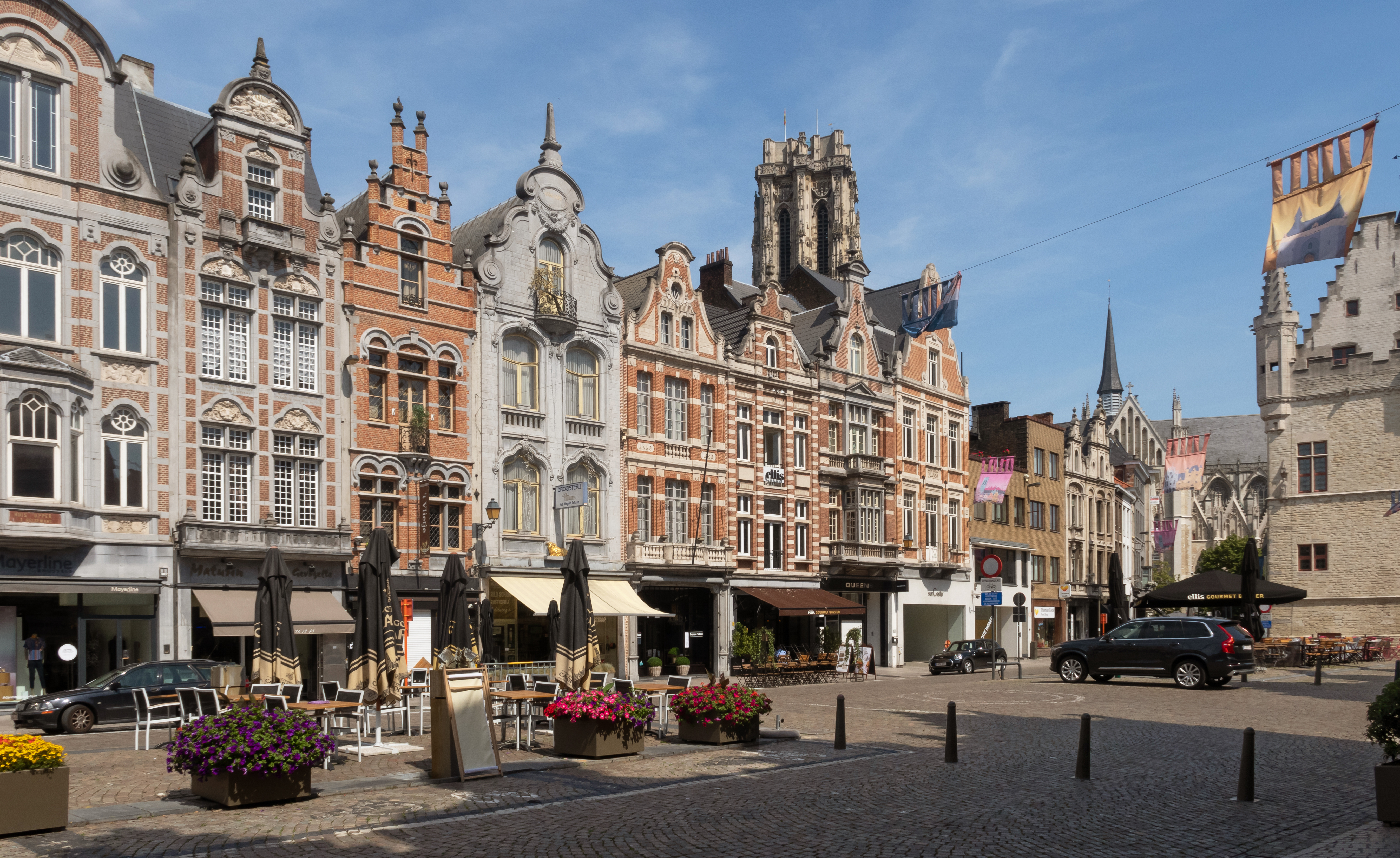
Mechelen
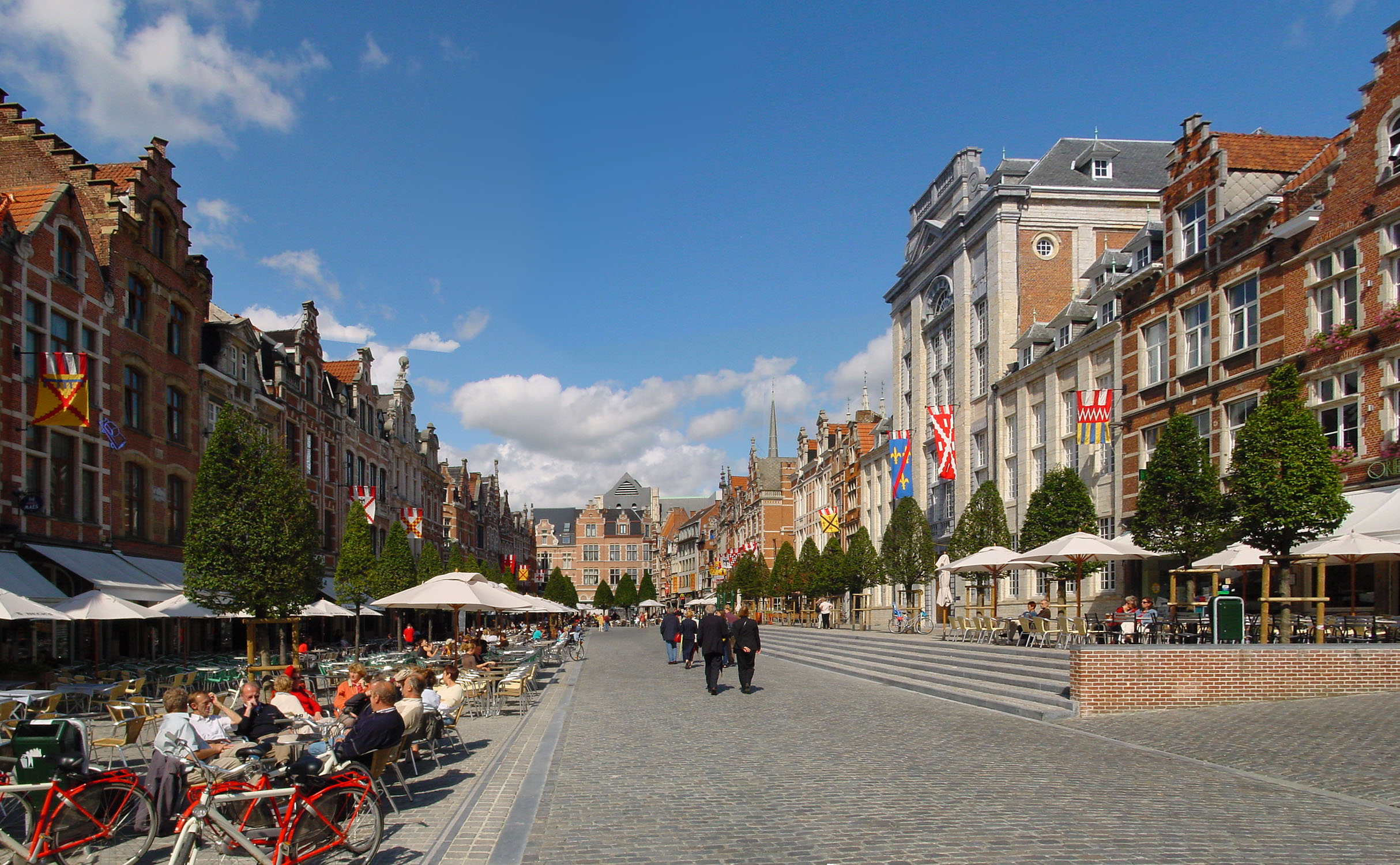
Löwen
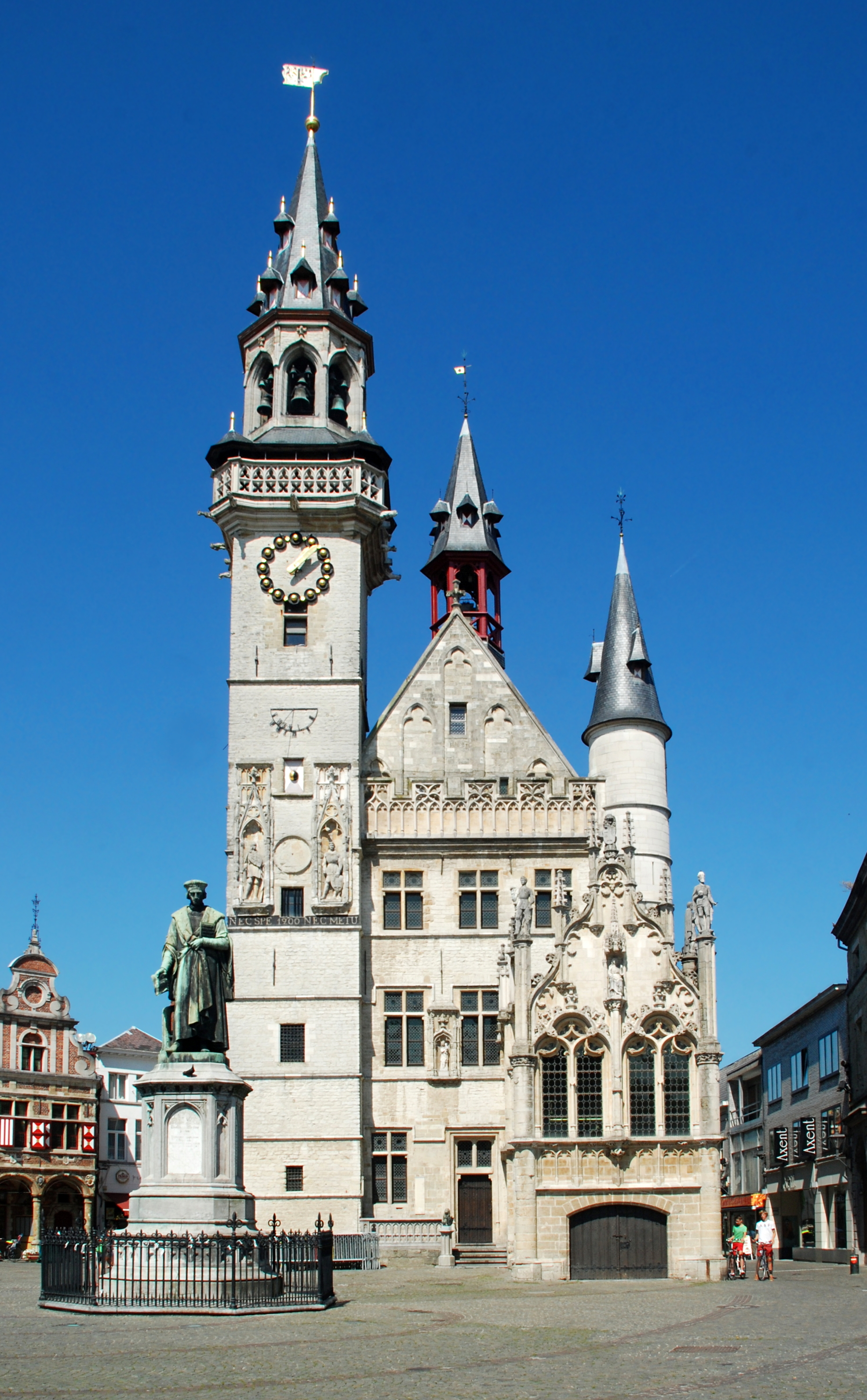
Aalst
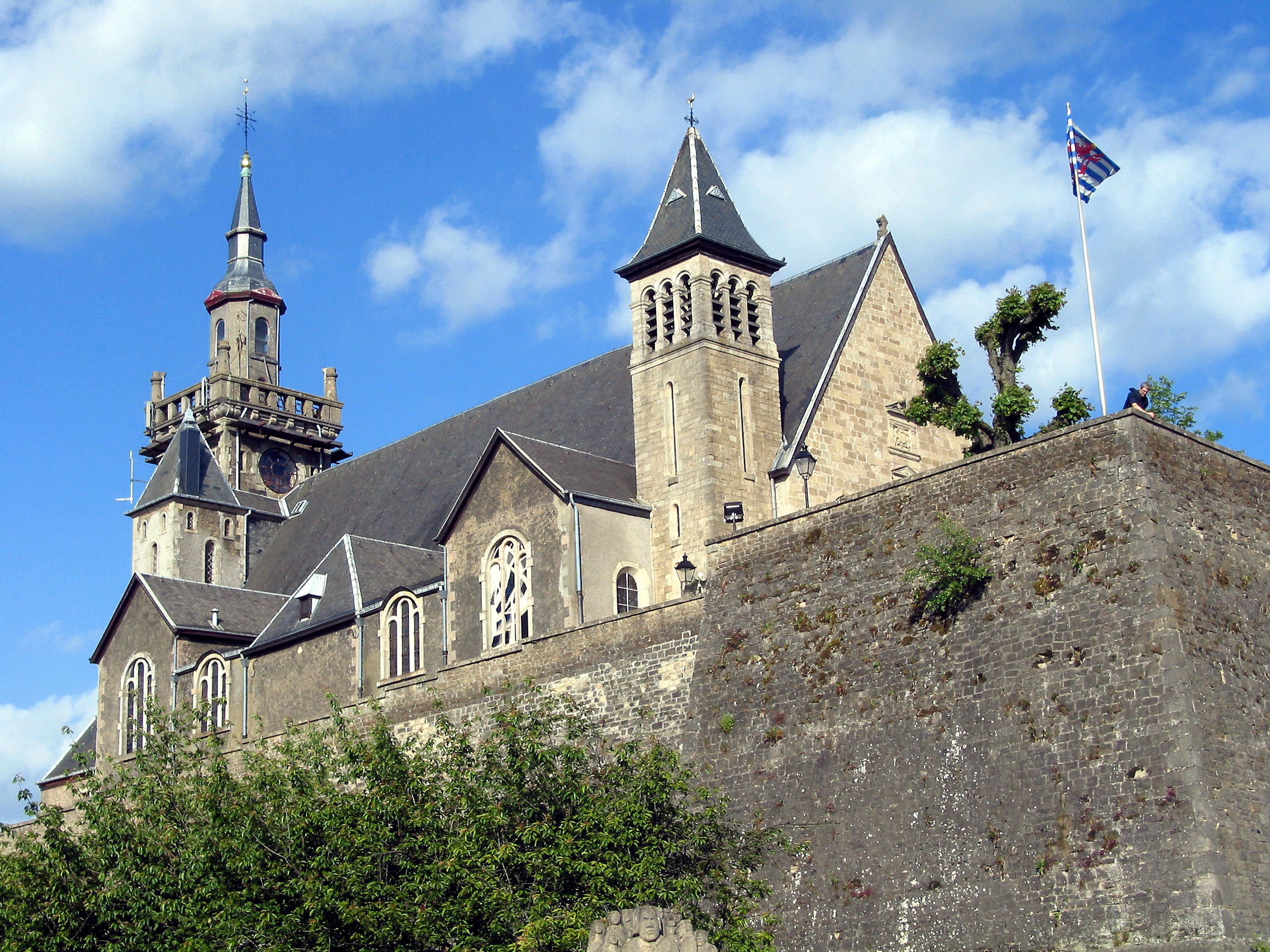
Arlon
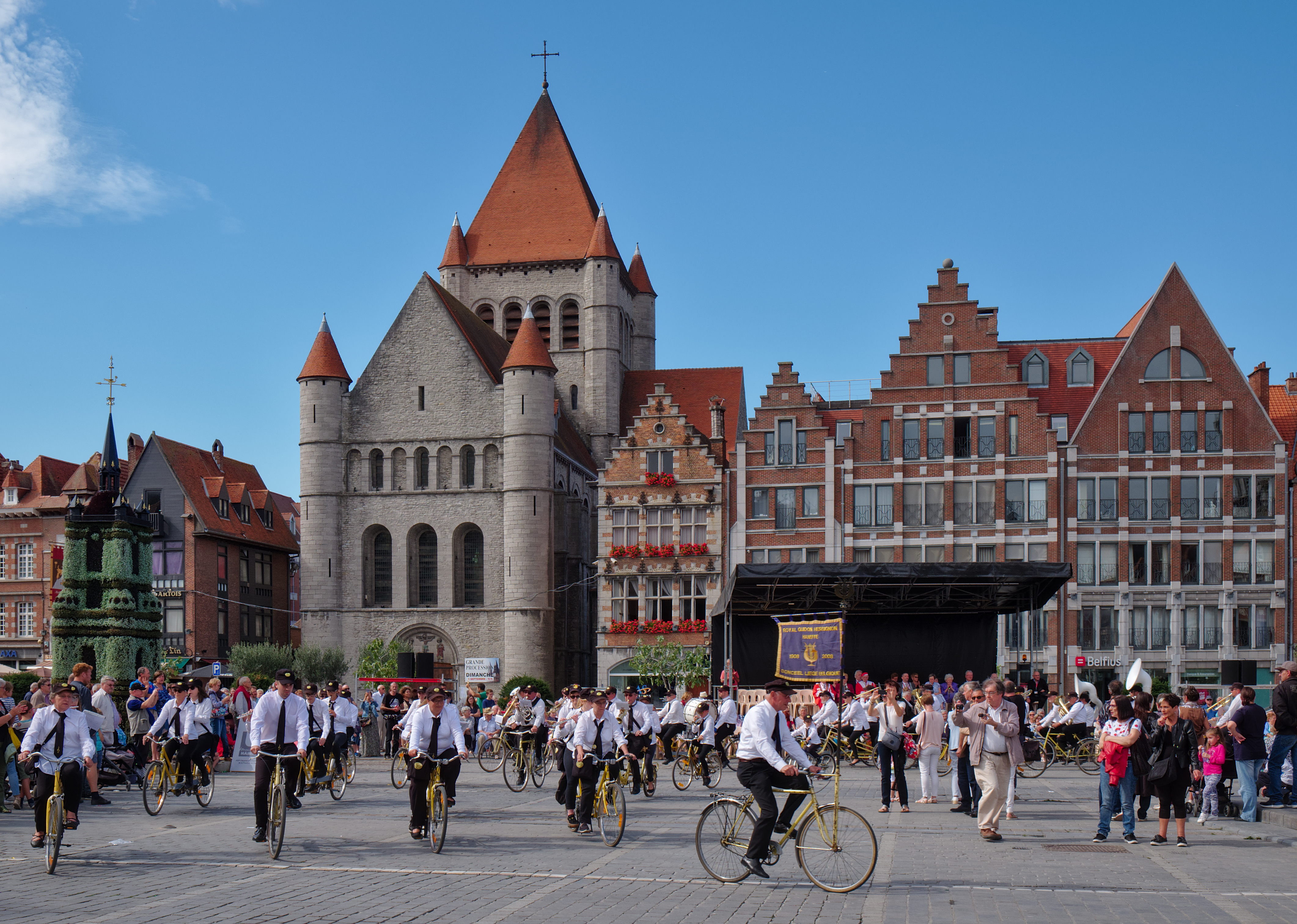
Tournai
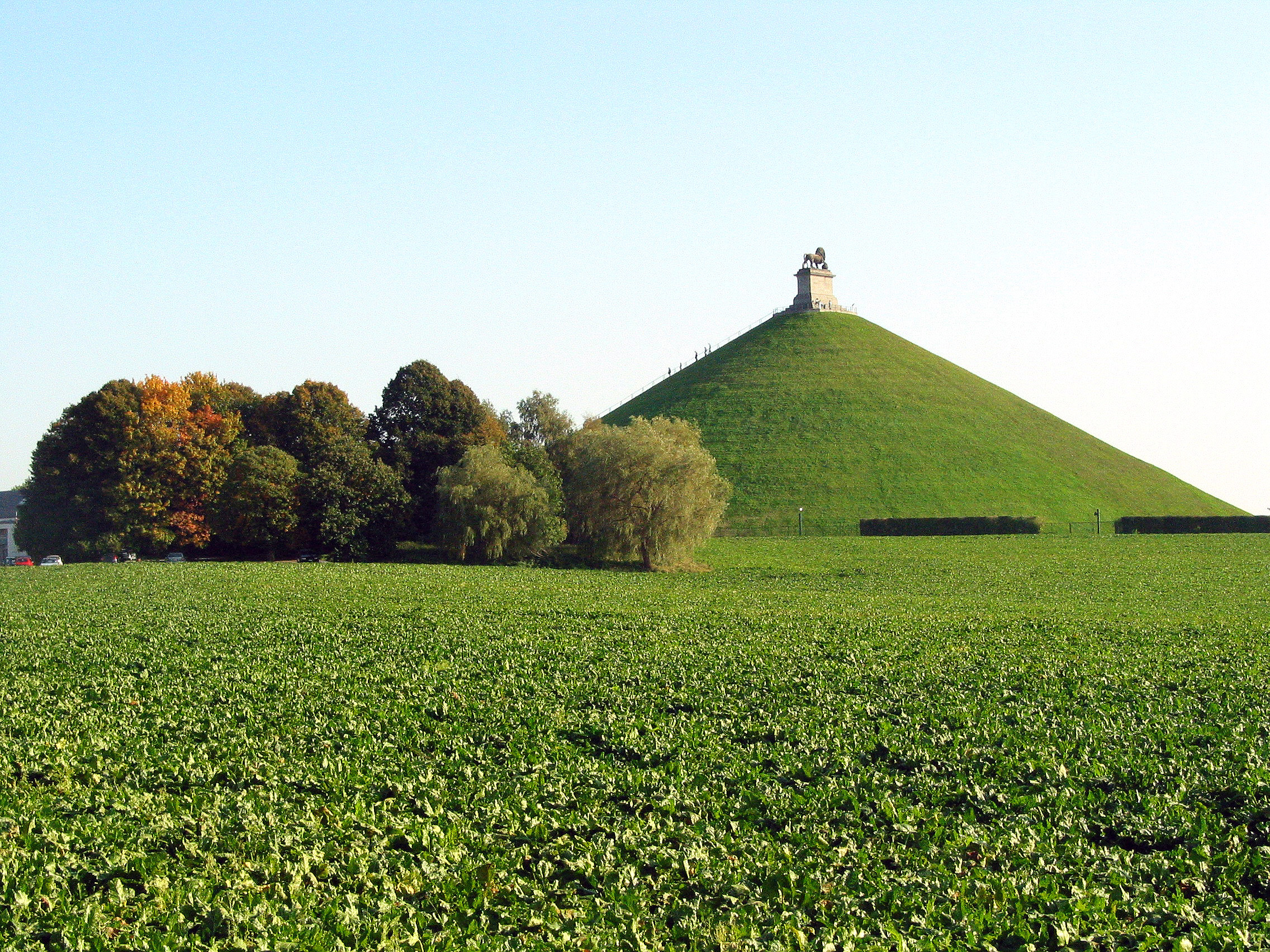
Waterloo
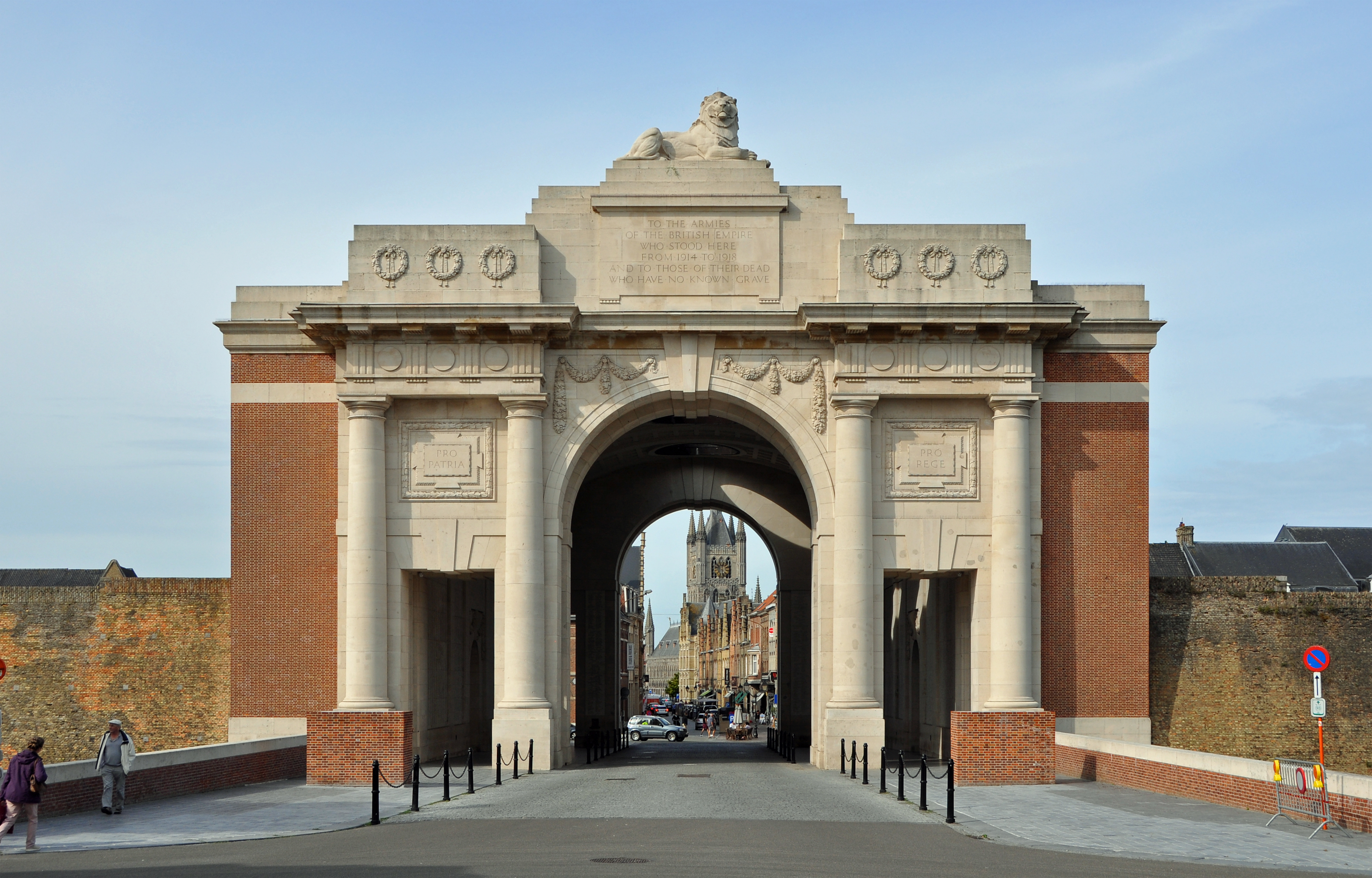
Ypern

### Besonderheiten
In Belgien ist die aktive Sterbehilfe erlaubt, auch bei Minderjährigen, und durch ein Gesetz geregelt, das dafür Ärzte mit besonderer Weiterbildung vorsieht.
Im Jahr 2017 haben insgesamt 2.309 Menschen die aktive Sterbehilfe in Anspruch genommen, darunter drei Minderjährige. Im Jahr 2009 existierten 822 Fälle, davon knapp 80 Prozent in Flandern.